# Geschichte von Stuttgart 21

Überblick der im Zuge von Stuttgart 21 geplanten Veränderungen an den Bahnanlagen im Raum Stuttgart.

Die Geschichte von Stuttgart 21 ist die Geschichte eines Verkehrs- und Städtebauprojekts, mit dessen Bau im Jahr 2010 nach über 15-jähriger Planung begonnen wurde. Stuttgart 21 geht auf Diskussionen um die Schaffung einer schnellen Verbindung zwischen Stuttgart und Ulm, als Fortsetzung der Schnellfahrstrecke Mannheim–Stuttgart, in den 1980er Jahren zurück. Aufbauend auf einem Vorschlag von Gerhard Heimerl von 1988 und verschiedenen Forderungen der Beteiligten wurde in einem mehrjährigen Diskussionsprozess das Konzept Stuttgart 21 entwickelt und 1994 der Öffentlichkeit vorgestellt. Nach weiteren Studien folgte 1997 die Raumordnung und ab 2001 die Planfeststellungsverfahren. 2007 einigten sich die Beteiligten auf die Finanzierung des Projekts, dessen Realisierung Ende 2009 abschließend beschlossen wurde. Am 2. Februar 2010 begannen offiziell die Bauarbeiten. Nach mehreren Verschiebungen ist eine Inbetriebnahme großer Teile des Projekts zum Fahrplanwechsel im Dezember 2026 vorgesehen.
Am Protest gegen Stuttgart 21 beteiligten sich zahlreiche Bürger.

## Entstehung

### Vorgeschichte
Bereits 1901 wurde mit dem Sprickerhof’schen Durchgangsbahnhof ein Konzept vorgelegt, den Stuttgarter Kopf- zu einem Durchgangsbahnhof umzubauen. Aus bautechnischen und betrieblichen Gründen wurde das Projekt später verworfen. Nachdem das Projekt gescheitert war, wurde der damals an der heutigen Bolzstraße gelegene Kopfbahnhof durch einen Neubau nach den Entwürfen von Paul Bonatz und Friedrich Eugen Scholer ersetzt. 1965 stellten die Architekten Günter Behnisch, Wilfried Beck-Erlang, Jürgen Joedicke und Roland Ostertag das Konzept Stuttgart 2000 vor, im Zuge dessen ein Durchgangsbahnhof und ein zwei Kilometer langer See an Stelle der bisherigen Bahnanlagen entstehen sollte. Das Konzept wurde von der Stadt abgelehnt. Im Zuge der Vorplanung der Schnellfahrstrecke Mannheim–Stuttgart erwog die Deutsche Bundesbahn 1970, unter dem Stuttgarter Hauptbahnhof eine neue unterirdische Durchgangsstation für den Schnellverkehr aus Richtung Mannheim und Ulm anzulegen. Züge Richtung Ulm sollten dabei unter der Uhlandshöhe hindurch ins Neckartal bei Esslingen geleitet werden. Diese Pläne wurden nicht weiter verfolgt.

### Ursprung
In den 1980er Jahren wurde eine Neu- und Ausbaustrecke zwischen Plochingen und Günzburg geplant, mit der die Reisezeiten zwischen Stuttgart und Ulm verkürzt werden sollten. Das Verkehrswissenschaftliche Institut der Universität Stuttgart führte in dieser Zeit verschiedene Voruntersuchungen zur Errichtung eines Durchgangsbahnhofs in Stuttgart durch. 1988 brachten Heimerl, Hohnecker und Dobeschinsky von der Universität Stuttgart eine Denkschrift ein, in der sie erstmals alle seit 1985 u. a. in politischen Gremien gemachten Anmerkungen zusammenfassten. Vorgeschlagen wurde, eine mit bis zu 25 Promille geneigte Neubaustrecke nach Ulm zu errichten, mit einem viergleisigen Durchgangsbahnhof unter dem bestehenden Stuttgarter Hauptbahnhof. Das Land Baden-Württemberg schloss sich dem Vorschlag an, der dadurch Ende der 1980er Jahre zum Ausgangspunkt für weitere Planungen wurde. Zwischenzeitlich wurden noch weitere großräumige Alternativen geprüft.
Am 18. Oktober 1990 stellten die Stuttgarter Ingenieure Hansjörg Bohm, Klaus Gurk und Christian Wendt ein auf Heimerls Plänen aufbauendes städtebauliches Konzept vor. Im Gegensatz zu Heimerls Idee, einen Durchgangsbahnhof als Ergänzung des bestehenden Kopfbahnhofs zu realisieren, schlugen sie die Verlegung aller Gleisanlagen im Innenstadtbereich unter die Erde vor. Dadurch sollten 180 ha Flächen zwischen Arnulf-Klett-Platz und Rosensteinpark frei werden. Für den Hauptbahnhof waren dabei sechs bis acht Gleise und ein Betrieb mit Durchmesserlinien vorgesehen. Die auf die Filder führende Trasse sollte sich dabei zwischen Möhringen und Plieningen eine autobahnparallele Trasse gen Ulm sowie eine Trasse zur Gäubahn Richtung Böblingen teilen. Die Gäubahn sollte im Stadtbereich aufgegeben werden. Laut Bohm habe die Deutsche Bundesbahn das Konzept abgelehnt.
Nach Abwägung verschiedener Varianten bis Oktober 1991 wurden zwei Konzepte weiterverfolgt. Beide Varianten sahen vor, im in Feuerbach beginnenden Fernbahntunnel Stuttgart von Norden einen viergleisigen Durchgangsbahnhof in Querlage unter dem bestehenden Hauptbahnhof im Tunnel zu erreichen. Von dort sahen die beiden Konzepte unterschiedliche Linienführungen vor.
- Die Rahmenkonzeption H war eine Weiterentwicklung von Heimerls Konzept und sah zwischen Stuttgart und Ulm eine reine Schnellverkehrsstrecke mit Steigungen von bis zu 25 Promille vor. Die Bestandsstrecke sollte dabei weiter von Regional- und Güterzügen benutzt werden.[8] Für den Fernbahntunnel, der ab dem Hauptbahnhof zur A 8 auf die Filderebene führen sollte, waren Steigungen bis zu 35 Promille vorgesehen. Von dort sollte, über Wendlingen, eine mit bis zu 25 Promille geneigte Trasse nach Ulm entstehen. Sie sollte dem Personenfern- und leichten Güterverkehr dienen. Darüber hinaus sollte die Bestandsstrecke zwischen Plochingen und Günzburg dreigleisig ausgebaut werden.[11]

- Die Rahmenkonzeption K sah einen viergleisigen Ausbau der Bestandsstrecke zwischen Plochingen und Süßen, bei einem Mischbetrieb und einer maximalen Neigung von 12,5 Promille, vor. Der ebenfalls mit bis zu 35 Promille geneigte Fernbahntunnel sollte vom Hauptbahnhof nach Plochingen führen. Auf der Schwäbischen Alb sollte anschließend ein Neubaustreckenabschnitt entstehen, der bei Beimerstetten mit der Bestandsstrecke verknüpft werden sollte.[8] K stand hier für Kombinationstrasse. Sie wurde von Ernst Krittian, dem Planer der Deutschen Bundesbahn, entwickelt und war eine Kombination der ursprünglichen Planungen der DB (Variante B der Aus- und Neubaustrecke Plochingen–Günzburg) mit der Philosophie Heimerls.

Im Oktober 1991 legte die DB zwei als H′ und K′ bezeichnete Varianten vor, die anstelle des viergleisigen Durchgangsbahnhofs eine Weiternutzung des bestehenden Kopfbahnhofs mit 16 Gleisen vorsahen. Die geschätzten Kosten beliefen sich auf 3,2 (H′) bzw. 3,9 (K′) Milliarden D-Mark. Gegenüber den Ursprungsvarianten wurden Fahrzeitverlängerungen von vier (K) bzw. drei (H) Minuten errechnet. Die Kapazität beider Varianten wurde als ausreichend für die im Prognosezeitraum erwartete Verkehrsentwicklung betrachtet; Reserven für weitere Kapazitätserhöhungen wären jedoch nicht vorhanden gewesen.
Mitte 1992 wurden alle vier Varianten dem Land Baden-Württemberg vorgelegt. In Abstimmung mit den betroffenen Gebietskörperschaften legte das Land am 15. September 1992 eine Stellungnahme vor, in der es sich klar für eine autobahnnahe Trasse aussprach. Ferner gefordert wurden die Einbindung von Stuttgart und Ulm, die Unterfahrung des Stuttgarter Hauptbahnhofs, eine bereits ab Flughafen autobahnnah geführte Neubaustrecke und die Einbindung des Flughafens in die Neubaustrecke.
Nachdem zwischenzeitlich mit Netz 21 eine Grundsatzentscheidung über die Entmischung von Verkehren getroffen war, wurde aus der Variante K eine Variante K25 entwickelt, die einen abschnittsweisen Neubau der Bestandsstrecke (25 Promille, 250 km/h) für den Fernverkehr und einen durchgehenden viergleisigen Ausbau im Filstal für 160 bzw. 200 km/h vorsah. Gleichzeitig wurden für den Bereich Stuttgart für beide Varianten vier Lösungsansätze entwickelt:
- Variante 1 sah einen viergleisigen Durchgangsbahnhof quer unterhalb des bestehenden Kopfbahnhofs vor, mit einem Tunnel zwischen Feuerbach und der Neubaustrecke auf den Fildern. Flughafen und Landesmesse sollten im Nebenschluss angebunden werden.[8]
- Variante 2 entsprach der Variante 1, sah aber eine dichtere Führung entlang des Flughafens vor.[8]
- Variante 3 sah einen neuen Durchgangsbahnhof als Hauptbahnhof am Rosenstein, in Bad Cannstatt oder in Untertürkheim bei gleichzeitiger Aufgabe des Kopfbahnhofs vor. Ab Feuerbach wäre dabei eine neue Trasse entstanden, die bestehende Strecke ab Untertürkheim um zwei Gleise erweitert worden. Die Neubaustrecke wäre ab Esslingen-Mettingen im Tunnel an die A8 bei Denkendorf geführt worden, der Flughafen sollte im Nebenschluss, die Gäubahn mit Anpassungen am Nordbahnhof eingebunden werden. Aufgrund der dezentralen Lage des so genannten Rosensteinbahnhofs und der notwendigen Nahverkehrsanbindungen wurde diese Variante verworfen. Der Ansatz zeigte indes die Möglichkeit auf, Bahngelände städtebaulich zu nutzen.[8]
- Variante 4 entsprach in der Trassierung ab Untertürkheim der Variante 3, der Kopfbahnhof sollte dagegen erhalten bleiben.[8]

Im September 1993 kündigte die Deutsche Bundesbahn an, in Abstimmung mit der Landesregierung noch im gleichen Jahr die Einleitung des Raumordnungsverfahrens für die Neubaustrecke Stuttgart–Ulm zu beantragen. Die Strecke sollte entlang der A 8 geführt und in Stuttgart an den bestehenden Hauptbahnhof angebunden werden. Dabei sollten die bestehenden Anlagen vom Hauptbahnhof bis Esslingen-Mettingen genutzt werden; von dort sollte ein Tunnel bis Neuhausen auf den Fildern führen. Nach eigenen Angaben sei dies die wirtschaftlichste Lösung für die Bahn gewesen. Durch einen Verzicht auf einen flughafennahen Tunnel sollten rund 900 Millionen DM Mehrkosten vermieden werden. Als Optionen sollten ein Fernbahntunnel und eine Hochbahnhofslösung über den Bahnsteigen des Stuttgarter Hauptbahnhofs eingebracht werden. Überlegungen für einen Rosensteinbahnhof sollten nicht mehr weiterverfolgt werden. Das Vorhaben sollte in der zweiten Hälfte der 1990er Jahre begonnen werden.
Im Dezember 1993 beschloss indes der Vorstand der Deutschen Bundesbahn, den Kopfbahnhof weiter zu nutzen. Züge nach Ulm sollten bei Esslingen-Mettingen eine Neubaustrecke nach Ulm erreichen. Diese Planungen wurden später als Weiterführungsfall bzw. W-Fall bezeichnet gegenüber dem als Ausführungsfall bzw. A-Fall bezeichneten Konzept von Stuttgart 21.
Aus der Vorgabe der autobahnnahen Neubaustrecke und der in der Rosenstein-Variante aufgezeigten Möglichkeit, verkehrliche Vorteile und städtebauliche Entwicklung zu kombinieren, wurde eine modifizierte Variante H′ entwickelt, die auch als Variante LEAN bezeichnet wurde. Sie sah eine Modernisierung des Kopfbahnhofs und die Erhöhung von dessen Leistungsfähigkeit vor. Die Bestandsstrecke zwischen Hauptbahnhof und Bad Cannstatt sollte fünf- bzw. sechsgleisig ausgebaut werden sowie zwischen Stuttgart-Untertürkheim und Esslingen-Mettingen sechsgleisig ausgebaut werden. Eine zweigleisige Neubaustrecke sollte von dort unterirdisch auf die Filderebene bei Denkendorf führen.
Schließlich wurde mit der Variante H (auch als Variante KOMBI) eine letzte Vorstufe für das Projekt Stuttgart 21 vorgelegt. Sie sah vor, den bestehenden unveränderten Hauptbahnhof mit einem ausschließlich dem Schnellverkehr zwischen Mannheim und Ulm dienenden, viergleisigen Durchgangsbahnhof kombiniert werden sollte.
Darauf aufbauend wurde geprüft, ob der gesamte Bahnverkehr im Stuttgarter Hauptbahnhof in einen unterirdischen Durchgangsbahnhof verlagert werden könnte. Dazu wurde ein Betriebskonzept unter Berücksichtigung des Integralen Taktfahrplans erarbeitet.
Im August 1993 beauftragte der damalige Bahnchef Heinz Dürr den Architekten Meinhard von Gerkan, Varianten für einen neuen Bahnhof am Rosensteinpark zu entwickeln. Dieser sollte, unter der Bezeichnung Avenue 21, mit einer Magnetbahn durch eine 2,5 km lange und 80 m breite Grünanlage mit dem Hauptbahnhof verbunden werden. Nach von Gerkans Angaben gingen daraus später Überlegungen hervor, die Gleisanlagen zum bestehenden Hauptbahnhof unterirdisch zu führen. Eine Umbaustudie aus dem gleichen Jahr schlug einen achtgleisigen Durchgangsbahnhof am Hauptbahnhof vor.

## Machbarkeitsstudie und Vorprojekt

### Vorstellung des Projekts

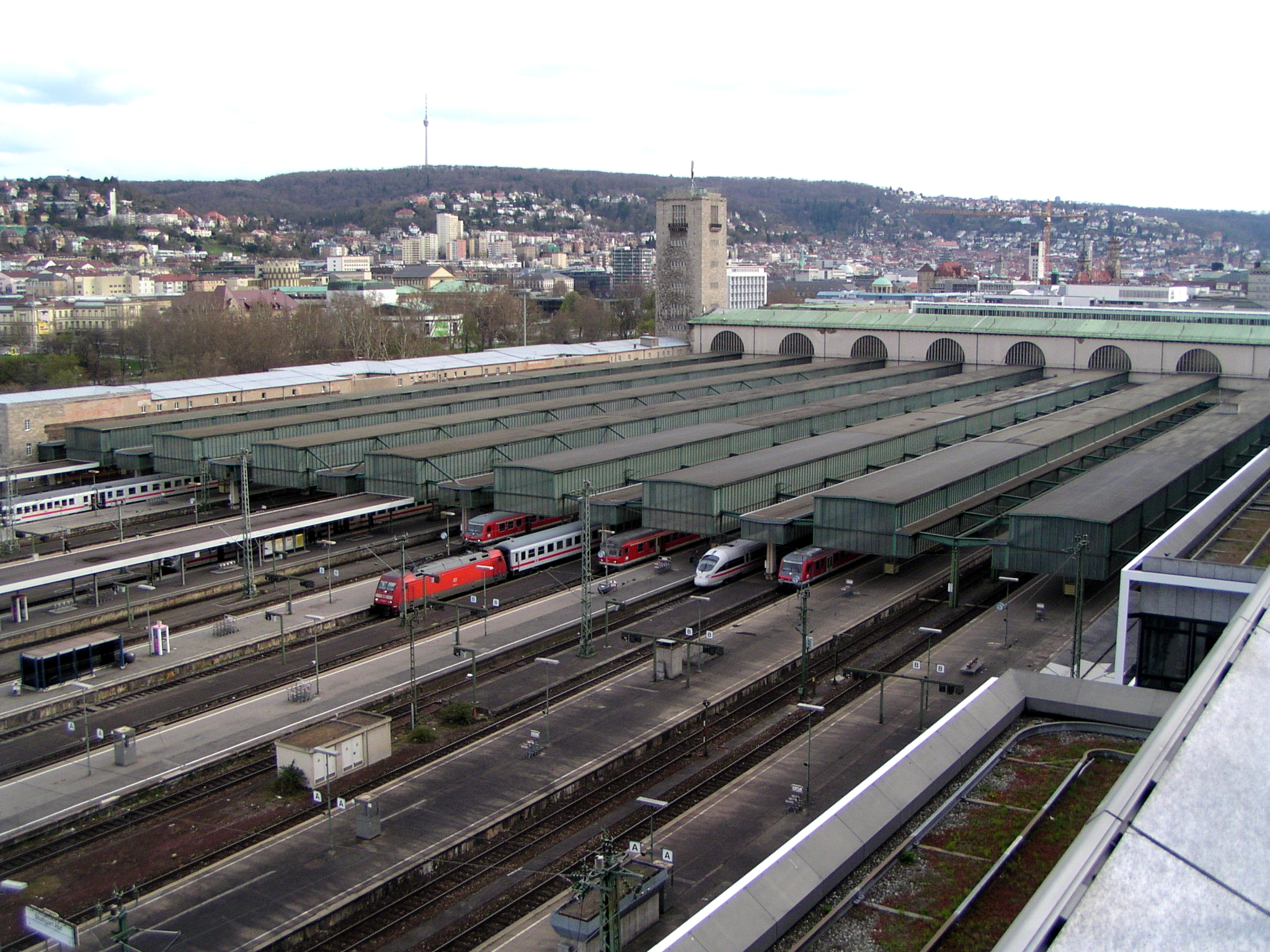
Blick auf die Rückseite des Hauptbahnhofs im März 2008

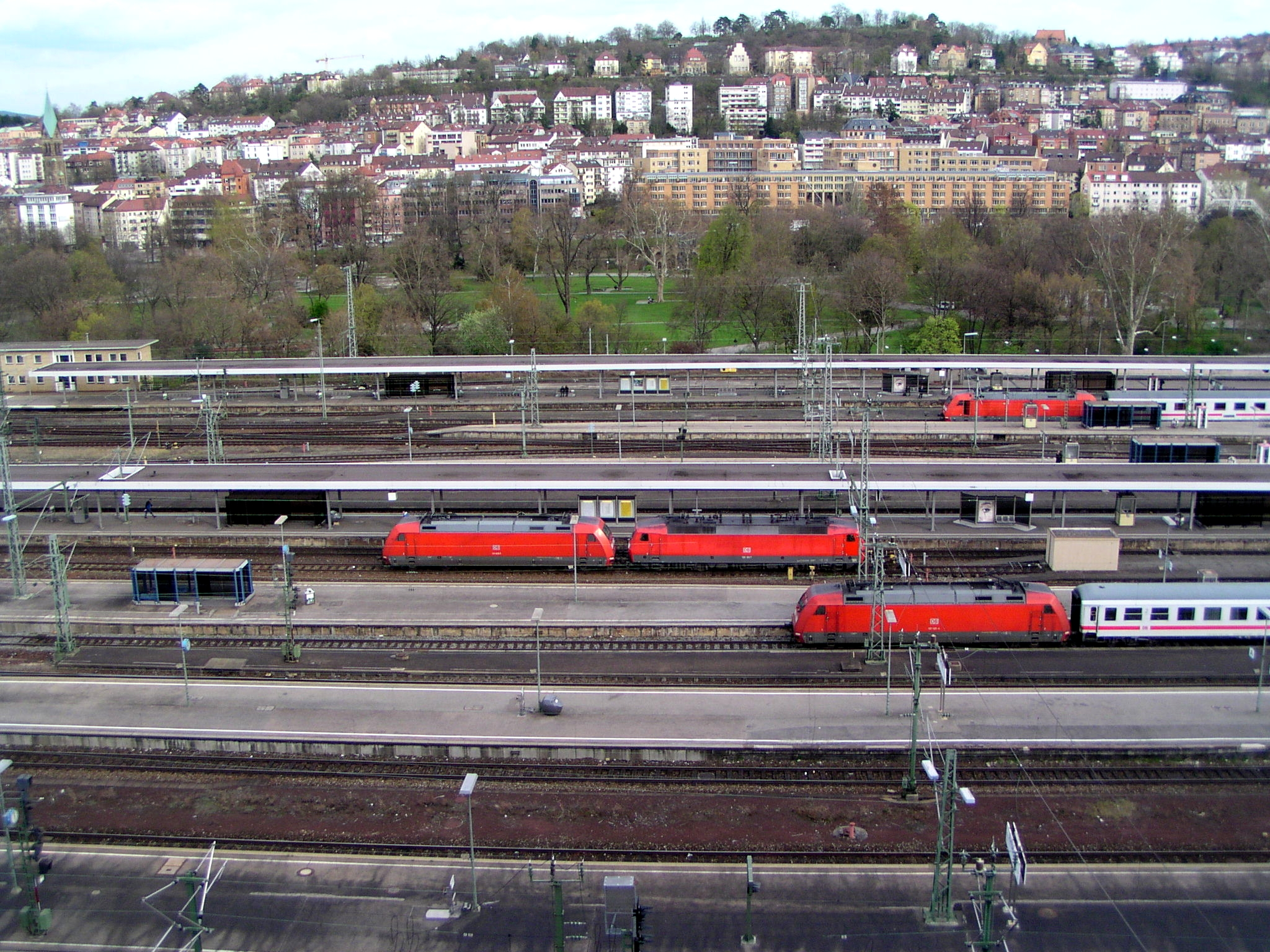
Gleisanlagen am Hauptbahnhof Stuttgart und dem mittleren Schlossgarten im März 2008

Am 18. April 1994 stellten Bahnchef Heinz Dürr, Ministerpräsident Erwin Teufel, Oberbürgermeister Manfred Rommel sowie die Verkehrsminister Matthias Wissmann (Bund) und Hermann Schaufler (Land) das Projekt auf einer Pressekonferenz offiziell vor. Mit diesem Projekt wurden die Einzelinteressen vereint:
- die Anbindung des Flughafens
- die Beibehaltung des alten Standorts des Hauptbahnhofes
- die städtebauliche Entwicklung und Verwertbarkeit der frei werdenden Bahnflächen zu Baulandpreisen
- die Realisierung einer Hochgeschwindigkeitsstrecke auf Basis der H-Trasse
- die Beseitigung der Gäubahntrasse bis Vaihingen.

### Machbarkeitsstudie
Im Juni 1994 gaben DB, Bund, Land und Stadt eine Machbarkeitsstudie in Auftrag, an der rund einhundert Fachleute mitwirkten. Die 18 Bände umfassenden Ergebnisse wurden am 16. Januar 1995 auf der Landespressekonferenz im Beisein von Ministerpräsident Teufel, Bundesverkehrsminister Wissmann, Landesverkehrsminister Schaufler, Oberbürgermeister Rommel und Bahnchef Dürr vorgestellt. Das Projekt wurde als machbar betrachtet. Mit einer Entscheidung über das Projekt wurde Ende 1995 / Anfang 1996 gerechnet, woran sich mindestens sechs Jahre Planungs- und acht Jahre Bauzeit anschließen sollten. Die Studie schlug den Umbau des Hauptbahnhofs zu einem achtgleisigen Durchgangsbahnhof vor, verbunden mit einem weitgehend unterirdisch geführten Ring an Zufahrtsstrecken. Vorgesehen waren bereits die Durchbindung von Regionalverkehrslinien, die neue S-Bahn-Station Mittnachtstraße, ein Wartungsbahnhof in Untertürkheim sowie ein Fernbahnhof am Flughafen. Dieser sollte im Nebenschluss mit einem Gleisdreieck an die Neubaustrecke nach Wendlingen angeschlossen werden. Nach damaligem Preisstand waren Gesamtkosten von 4,8 Milliarden D-Mark vorgesehen, die durch Grundstücksverkäufe, Mehreinnahmen aus erhöhtem Fahrgastaufkommen, verbesserten Betriebsabläufen und aus Mitteln des Gemeindeverkehrsfinanzierungsgesetzes aufgebracht werden sollten. Eine Wirtschaftlichkeit wurde angenommen, soweit vertiefte Untersuchungen (z. B. zur Mineralwasserproblematik) die Realisierbarkeit absicherten. Mit dem Projekt sollten pro Jahr vier Millionen Pkw-Fahrten (51 Millionen Pkw-Kilometer) in und um Stuttgart vermieden werden können.
Der Machbarkeitsstudie lag dabei ein Betriebsprogramm für das Jahr 2010 zu Grunde. Es ging, je Werktag und Richtung, von 175 Zügen Richtung Zuffenhausen, 138 Zügen über die Neubaustrecke zum Flughafen sowie je 77 nach Bad Cannstatt und Esslingen/Plochingen aus. Im S-Bahn-Verkehr waren 310 Züge Richtung Stuttgart Mittnachtstraße und 300 Richtung Schwabstraße vorgesehen. Für die Bemessung der Infrastruktur wurden zwei Stunden der Hauptverkehrszeit als maßgebend definiert und dabei 13 ICE/ECE-, 11 Interregio- und 35 Regionalschnellbahn-Zugfahrten am Hauptbahnhof angenommen. 6 S-Bahn-Linien sollten dabei im 15-Minuten-Takt bedient werden. Der Regionalverkehr sollte durchgebunden werden, bei einer Aufenthaltszeit im Hauptbahnhof von möglichst zwei Minuten. Die Abfahrts- und Ankunftszeiten waren dem für 1998 geplanten Integralen Taktfahrplan entnommen, wobei Fahrzeiteinsparungen durch die Neubaustrecke Richtung Süden und Osten berücksichtigt wurden. Die Untersuchungen hätten ergeben, dass ein Fahrplankonzept unter den gegebenen Randbedingungen realisierbar sei. Ferner würde bereits das Konzept mit acht Gleisen Kapazitätsreserven aufweisen. Die Betriebssimulationen, sowie Untersuchungen aus dem Jahr 1990, hätten gezeigt, dass einzelne Bahnhofsteile des bestehenden Kopfbahnhofs im Weiterführungsfall bei den prognostizierten Verkehrsmengen überlastet seien; der größte Engpass sei nur durch aufwändige bauliche Maßnahmen zu beseitigen.
Gegenüber späteren Entwürfen war u. a. ein neuer Pragtunnel der Fernbahn im nördlichen Anschluss an den Bahnhof Mittnachtstraße, die Nutzung des bestehenden Rosensteintunnels (teils oberirdische Neubaustrecke zum Hauptbahnhof ab dessen Südportal) geplant. Zu den zahlreichen weiteren erwogenen Varianten zählten unter anderem leistungssteigernde Maßnahmen der S-Bahn am Hauptbahnhof, eine S-Bahn-Verbindungsstrecke Feuerbach–Bad Cannstatt sowie eine eingleisige Güterzug-Verbindungskurve von der Strecke aus Waiblingen in südwestlicher Richtung zur Strecke nach Kornwestheim. Darüber hinaus waren zahlreiche weitere Varianten erwogen worden.

### Vorprojekt
Die Beteiligten der Machbarkeitsstudie wurden beauftragt, das Projekt im Rahmen eines Vorprojekts vertieft technisch und wirtschaftlich weiter zu untersuchen. Dazu wurde ein geologisches und hydrologisches Untersuchungsprogramm aufgenommen, das nach Bahnangaben die Realisierbarkeit des Vorhabens weiter untermauert habe. Ferner habe das Vorprojekt die betriebswirtschaftliche Vorteilhaftigkeit des Projekts erwiesen und einen Finanzierungsvorschlag vorgelegt.
Im November 1995 wurden die Ergebnisse des Vorprojekts vorgelegt. Vier ICE- bzw. „ECE“-Linien sollten im Stunden- bzw. Zwei-Stunden-Takt über Stuttgart Hauptbahnhof geführt werden, entsprechend durchschnittlich einer Abfahrt je Richtung alle 20 Minuten. Fünf Interregio-Linien sollten im 120-Minuten-Takt Stuttgart Hauptbahnhof bedienen. Die Zugkapazität der Station für Fernverkehr sollte um 50 Prozent erhöht werden, für Nahverkehr um 80 Prozent. Städtebaulich sollten etwa 1,3 Millionen Quadratmeter Geschossflächen (für 11.000 Einwohner und 24.000 Beschäftigte) entstehen. Das Verkehrswissenschaftliche Institut an der Universität Stuttgart ermittelte einen Volkswirtschaftlichen Nutzen von 314 Millionen Euro pro Jahr, entsprechend einem Nutzen-Kosten-Quotienten von 2,6.
Am 7. November 1995 schlossen Bund, Land, Stadt, Regionalverband und Deutsche Bahn AG eine Rahmenvereinbarung zur Entwicklung und Förderung des Projekts. Sie wurde später im Zuge der vertieften Planungen modifiziert und konkretisiert. Bei einer Bejahung des Projekts wurde Ende 1995 mit dem Baubeginn für Anfang 2001 und mit der Inbetriebnahme für 2008 gerechnet.

## Raumordnung, Planfeststellung und Realisierungsdiskussion

### Raumordnung
Im Juni 1996 wurde die Projektgesellschaft DBProjekt GmbH Stuttgart 21 gegründet. Sie wurde im Januar 2002 in die DB Projekte Süd GmbH umgewandelt, die neben Stuttgart 21 und der Neubaustrecke Wendlingen–Ulm auch die Verantwortung für Neu-Ulm 21 trug.
Am 6. Dezember 1996 wurde das Raumordnungsverfahren für den Bahnknoten und der Neubaustrecke nach Wendlingen beantragt. Die Unterlagen einschließlich der Umweltverträglichkeitsprüfung wurden vom 7. Januar 1997 bis 6. Februar 1997 in den betroffenen Gemeinden ausgelegt. Neben alternativen Trassierungen und Betriebskonzepten waren die verkehrlichen Wirkungen und Lärm Hauptgegenstand der 13.700 beim Regierungspräsidium Stuttgart eingegangenen Einwendungen und Bedenken. Das Raumordnungsverfahren wurde im September 1997 abgeschlossen und das Projekt für raumverträglich erklärt. Gegenüber der beantragten Trasse wurde ein Durchgangsbahnhof am Flughafen vorgesehen und die Kleine Wendlinger Kurve nach Osten verschoben. Die Behörde hob die zusätzlichen Kapazitäten des Durchgangsbahnhofs, die Anbindung der Filderregion und des Flughafens sowie die städtebaulichen Chancen positiv hervor. Geprüft werden sollte eine Verschiebung des Flughafenbahnhofs nach Süden und eine durchgehende Untertunnelung im Bereich von Wangen sowie Ober- und Untertürkheim.
Zwischenzeitlich, am 28. Februar 1997, wurde ein europaweiter Architektenwettbewerb für die Neugestaltung des Hauptbahnhofs ausgeschrieben. Aus 126 Einsendungen wurde der Entwurf von Christoph Ingenhoven einstimmig prämiert.

### Planfeststellungsverfahren
Nach Abschluss des Raumordnungsverfahrens wurde das Planfeststellungsverfahren mit der Festlegung des Untersuchungsraums für die Umweltverträglichkeitsstudie aufgenommen.

#### Variantendiskussion
Im Zuge von Raumordnungs- und Planfeststellungsverfahren wurde eine Reihe von groß- und kleinräumigen Varianten entwickelt und gegeneinander abgewogen.
Die Varianten wurden dabei in einem dreistufigen Prozess unter den Kriterien Eisenbahnbetrieb und -verkehr, Verknüpfungsbedingungen (Weglängen, Umsteigemöglichkeiten u. a.), Geologie/Bautechnik, Umweltbelange, Wasser (Mineralwasser), Eigentum, Land- und Forstwirtschaft, Städtebau und Investition/Wirtschaftlichkeit bewertet.

#### Großräumige Alternativen
Als großräumige Alternativen im Korridor Stuttgart–Ulm wurden erwogen (Alle Preisstände: 1. Januar 1993):
- Die Alternative H25 sah einen viergleisigen Durchgangsbahnhof in Stuttgart, mit autobahnnaher Trasse über die Schwäbische Alb nach Ulm vor. Zwischen Ulm und Augsburg war alternativ ein Aus- oder Neubau geplant (Gesamtinvestitionen für Abschnitt Stuttgart-Feuerbach bis Ulm/Neu-Ulm von ca. 3,9 Mrd. DM).[29]
- Die Alternative H′25 sah die Beibehaltung des Kopfbahnhofs sowie ein zusätzliches Gleis zwischen Hauptbahnhof und Bad Cannstatt vor, mit Beibehaltung der örtlich zulässigen Höchstgeschwindigkeit von 130 km/h in Bad Cannstatt und Untertürkheim. Ein zusätzliches Gleis für 140 km/h sollte zwischen Stuttgart-Untertürkheim und Esslingen-Mettingen nordöstlich der bestehenden Strecke verlaufen, von dort eine zweigleisige und mit bis zu 25 Promille geneigte Neubaustrecke bei Esslingen-Mettlingen höhenfrei ausfädeln. Im Tunnel sollte dabei eine autobahnnahe Trasse bei Neuhausen auf den Fildern erreicht werden. Der Fahrzeitverlust in der Relation Mannheim–Ulm gegenüber der Lösung H25 wurde mit sechs Minuten angegeben, die Kosten mit 3,2 Mrd. DM.[29]

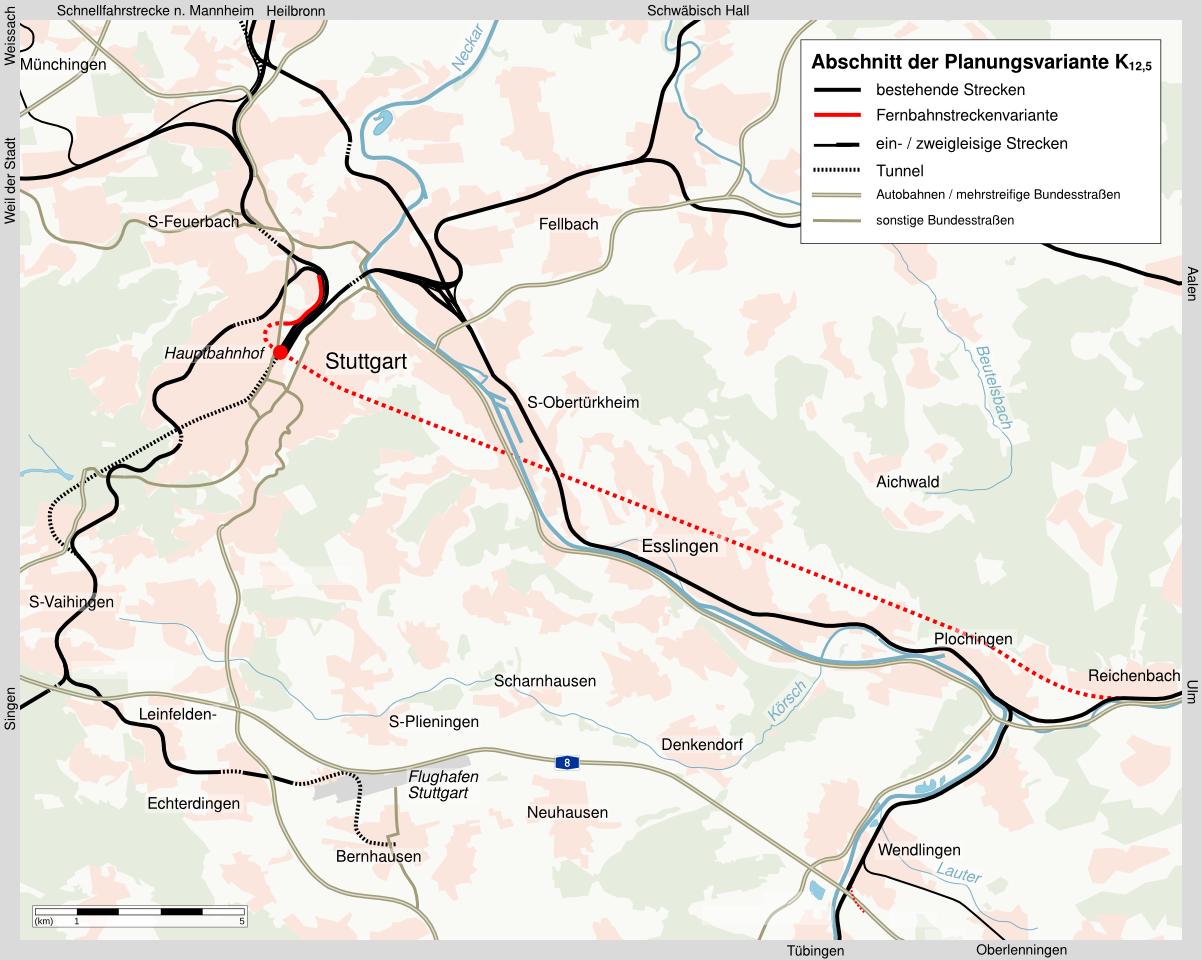
Der mehr als 20 km lange Fernbahntunnel Stuttgart war unter anderem Bestandteil der Variante K_{12,5}. Der Tunnel sollte bei Feuerbach beginnen, den Stuttgarter Hauptbahnhof mit einem viergleisigen Durchgangsbahnhof unterfahren und schließlich bei Plochingen in die Bestandsstrecke einmünden.

- Die Alternative K12,5 (Filstaltrasse) war eine Kombination aus Neu- und Ausbaustrecke mit dem Fernbahntunnel Stuttgart, einem viergleisigen Durchgangsbahnhof unter dem beizubehaltenden Hauptbahnhof, einer Neubaustrecke bis Plochingen (dort Übergang in bestehende Strecke) sowie einem viergleisigen Ausbau der Filstalstrecke im weiteren Verlauf bis Süßen (Richtungsbetrieb). Ein Neubauabschnitt sollte über die Schwäbische Alb (bis Beimerstetten) führen, Ulm voll eingebunden werden und zwischen Ulm und Augsburg alternativ eine Neu- oder Ausbaustrecke führen. Eine Flughafenanbindung war nicht vorgesehen. Für den Abschnitt zwischen Stuttgart-Feuerbach bis Ulm/Neu-Ulm waren Gesamtinvestitionen von 5,0 Mrd. DM vorgesehen.[29]
- Die Alternative K′12,5 sah vor, den Kopfbahnhof beizubehalten und ein neues Gleis bis Plochingen zu ziehen. Ab dort sollte die Streckenführung der Variante wie K12,5 entsprechen. Eine Flughafenanbindung war nicht vorgesehen. Gegenüber der Rahmenlösung wurde für die Relation Mannheim–Ulm ein Fahrzeitverlust von sieben Minuten angenommen, bei Gesamtkosten von 3,9 Mrd. DM.[29]
- Die Alternative K25 (Neukonzeption der Filstaltrasse) sah vor, eine Neubaustrecke für den artreinen Schnellverkehr zu errichten. Diese sollte im Filstal in Parallellage zur bestehenden Strecke verlaufen, darüber in eigener Trasse. Der Fernbahntunnel sollte einen viergleisigen Durchgangsbahnhof erschließen und in die bestehende Filstalstrecke bei Reichenbach einmünden. Über die Schwäbische Alb war ein Neubauabschnitt vorgesehen, mit Verknüpfung in Beimerstetten mit der heutigen Strecke. Ulm sollte voll eingebunden werden, zwischen Augsburg und Ulm war alternativ eine Neu- oder Ausbaulösung geplant. Der Güter- und Regionalverkehr sollte dabei auf den bestehenden Laufwegen bleiben. Die erreichbare Fahrzeit zwischen Stuttgart und Ulm wurde mit 29 Minuten angenommen. Die Gesamtinvestitionen (zwischen Feuerbach und Ulm/Neu-Ulm) lagen bei 3,9 Mrd. DM.[29]
- Die Alternative K′25 entsprach weitgehend der Alternative K25, sah jedoch vor, den bestehenden Kopfbahnhof beizubehalten. Die kalkulierten Gesamtkosten lagen bei 3,2 Mrd. DM.[29]

In der Abwägung kommt die Vorhabenträgerin zu dem Schluss, dass die großräumigen Alternativen H den Alternativen K und H′ überlegen seien, insbesondere aufgrund kürzerer Reisezeiten, geringerer Zerschneidung, geringerem Verbrauch an Wohn- und Gewerbeflächen u. a.

#### Variantenabwägung im Planfeststellungsverfahren
Im Planfeststellungsverfahren wurden neben den vorgenannten großräumigen Alternativen als „Alternativen im Bahnknoten Stuttgart“ beurteilt:
- Beibehalt des Kopfbahnhofs,
- Kombination eines neuen Durchgangsbahnhof für den Fernverkehr mit Beibehalt des vorhandenen Bahnhofs für den Regional- und Nahverkehr,
- Verlegung des Fern- oder Hauptbahnhofs aus der Innenstadt,
- Neuer Durchgangsbahnhof anstelle des Kopfbahnhofs.

Als Ausgangspunkt der Abwägungen zwischen diesen Varianten legt das Eisenbahn-Bundesamt als Planfeststellungsbehörde im Beschluss dar:

„Gegenüber der Antragsplanung liegen die entscheidenden Vorteile einer Beibehaltung des Kopfbahnhofs gleichgültig in welcher Variante in der geringen Intensität der Eingriffe in einzelne Bereiche der öffentlichen und privaten Belange. Dabei ist festzustellen, dass sich die entscheidenden Unterschiede im Stadtbereich ergeben, während die Trassenführung auf den Fildern zu ganz ähnlichen Auswirkungen führen. (…) Die Beibehaltslösungen können zwar die Planungsziele nicht vollständig erreichen, verursachen aber auch weniger Eingriffe. Zu fragen ist also, ob die vermiedenen Eingriffe es erfordern, an den Planungszielen Abstriche zu machen oder anders formuliert, ob die Eingriffe der Antragslösung so gravierend sind, dass sich die Beibehaltung des Kopfbahnhofs trotz geringerer Zielerreichung als vorzugswürdige Alternative aufdrängt.“

|              | Flächenbeanspruchung (ha)                               | Flächenbeanspruchung (ha) | Flächenbeanspruchung (ha) |
| ------------ | ------------------------------------------------------- | ------------------------- | ------------------------- |
|              | Gesamt                                                  | davon dauerhaft           | dinglich                  |
| Stuttgart 21 | 292                                                     | 99                        | 193                       |
| LEAN         | 148                                                     | 52                        | 96                        |
|              | Quelle: Planfeststellungsbeschluss PFA 1.1, S. 174, 178 |                           |                           |

In der Abwägung stellt die Planfeststellungsbehörde fest, dass bei einem Beibehalt des Hauptbahnhofs an erster Stelle die geringeren Gefahren für das Grundwasser, insbesondere für das Mineral- und Heilwasser zu sehen seien. Bei den Neckarquerungen verblieben jedoch Gefahrbereiche durch den erforderlichen Brückenbau. Ferner seien die Eingriffe in die Umweltschutzgüter Tiere und Pflanzen, Boden sowie Luft und Klima geringer, die Betroffenheit privaten Eigentums sei geringer, Ziele des Denkmalschutzes blieben gewahrt. Nachteilig sei die bauzeitliche Behinderung des Bahnverkehrs.
| Kostenschätzungen im Planfeststellungsverfahren | Kostenschätzungen im Planfeststellungsverfahren        | Kostenschätzungen im Planfeststellungsverfahren | Kostenschätzungen im Planfeststellungsverfahren |
| ----------------------------------------------- | ------------------------------------------------------ | ----------------------------------------------- | ----------------------------------------------- |
|                                                 | Antragsteller                                          | Antragsteller                                   | Einwender                                       |
|                                                 | von Mrd. Euro                                          | bis Mrd. Euro                                   | Mrd. Euro                                       |
| Stuttgart 21                                    | 2,00                                                   | 2,60                                            |                                                 |
| LEAN                                            | 1,60                                                   | 2,60                                            | 0,60                                            |
| UMKEHR                                          | 2,60                                                   |                                                 |                                                 |
|                                                 | Quelle: Planfeststellungsbeschluss PFA 1.1, S. 177–179 |                                                 |                                                 |

Im Ergebnis der Abwägungen zwischen diesen Varianten stellt die Planfeststellungsbehörde im Beschluss fest:

„Aus der Gegenüberstellung der geprüften Alternativen ergibt sich, dass die Kombinations- und Verlegungslösungen schlechter zu bewerten sind als die Beibehaltungslösungen. Sie sind wie die Antragsplanung mit teilweise erheblichen Eingriffen verbunden, ohne die Planungsziele vollständig erreichen zu können. Den Eingriffen in ihrer Gesamtheit steht daher kein adäquater Nutzen gegenüber. Diese Alternativen hat die Vorhabensträgerin daher zu Recht frühzeitig, das heißt ohne detaillierte technische Untersuchungen und Optimierungen aus der weiteren Prüfung ausgeschieden.“

Die Antragsplanung trage zum Ziel der Reduktion der Lärmemissionen am meisten bei, ebenso zu den städtebaulichen Entwicklungsmöglichkeiten. Angesichts der mit der Antragsplanung insgesamt erreichbaren Vorteile für den Eisenbahnverkehr und die Möglichkeiten der Stadtentwicklung seien die bauzeitlichen Belastungen und die nach Fertigstellung verbliebenen Eingriffe hinnehmbar. Im Ergebnis dränge „sich keine der geprüften Alternativen als zur Verwirklichung der Planung besser geeignet auf“.

#### Zuständigkeit und Umfang der Prüfung im Planfeststellungsverfahren
Grundlegend stellt die Planfeststellungsbehörde, das Eisenbahn-Bundesamt, zum Umfang der vorgenommenen Prüfungen und zur Zuständigkeit fest:

„Den Kosten des Projektes Stuttgart 21 kommt in der öffentlichen Diskussion hohe Bedeutung zu. Tatsächlich sind die Investitionskosten für die Antragsplanung von allen Alternativen die höchsten. Die Vorhabenträgerin hat in den Antragsunterlagen Kosten von 4,9 bis 5,06 Mrd. DM genannt. (…) Die Vorhabenträgerin hat dargelegt, dass die beantragte Lösung einen wirtschaftlichen Eisenbahnbetrieb ermöglicht und im übrigen auf ständig aktualisierte Wirtschaftlichkeitsuntersuchungen hingewiesen. Im Rahmen dieser Prüfung ist jedoch zu prüfen, ob die beantragte Lösung in rechtmäßiger Weise gebaut werden darf. Die Fragen der Kosten und der Wirtschaftlichkeit eines Projekts werden bereits vor der Antragstellung von den Stellen geprüft, die über die Finanzierung des Vorhabens zu entscheiden haben. Ob hierfür eine vergleichende Nutzen-Kosten-Analyse erforderlich ist, ist daher nicht Gegenstand dieses Verfahrens, sondern gehört zu diesem Entscheidungsprozeß“

#### Planfeststellungsabschnitte

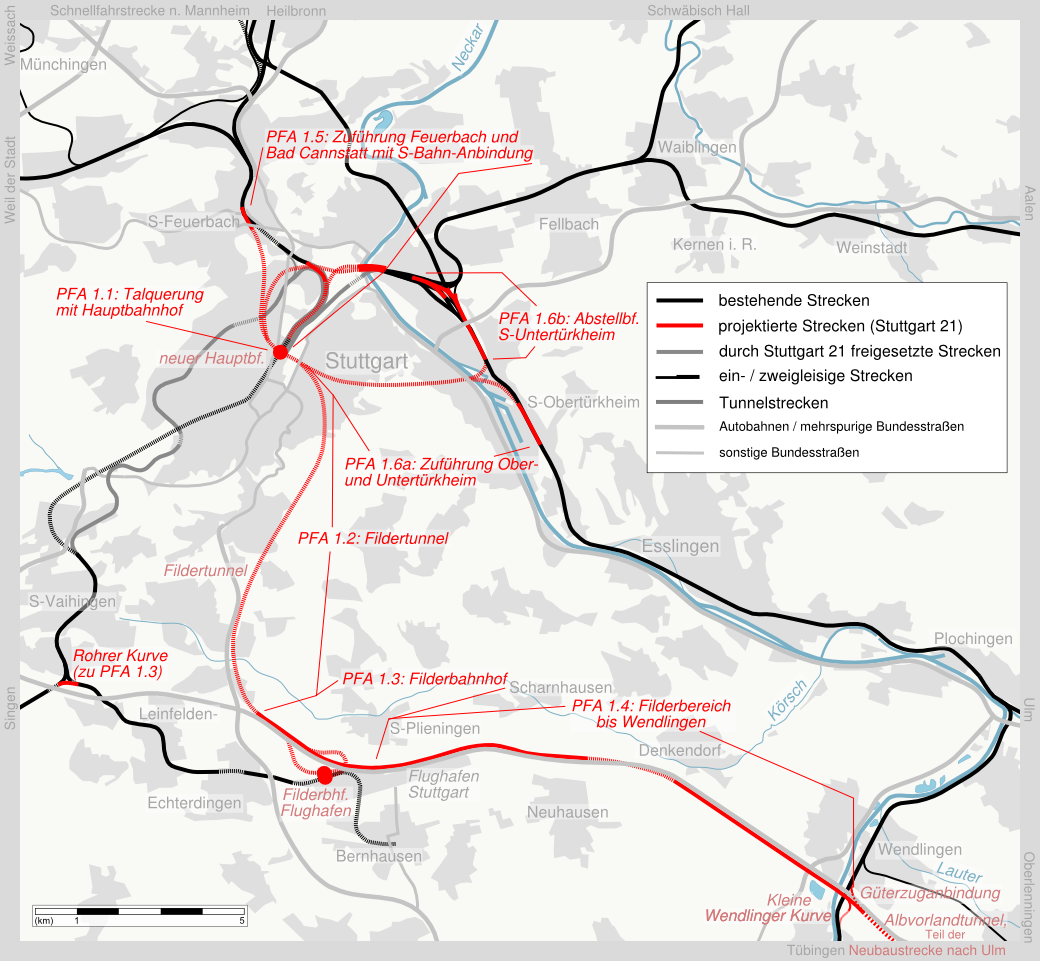
Planfeststellungsabschnitte von Stuttgart 21

Das Projekt wurde nach dem Raumordnungsverfahren von der Vorhabenträgerin in zunächst sieben, dann acht Planfeststellungsabschnitte aufgeteilt. Für sieben davon liegen rechtskräftige Beschlüsse („Baurecht“) vor (Stand Ende 2021):
| PFA Nr. | Bezeichnung                           | Länge (km) | davon Tunnel (km) | erstmaliger Antrag            | Beschluss  | Baukosten (Mio. €, 2009, veraltet) |
| --- | ------------------------------------- | ---------- | ----------------- | ----------------------------- | ---------- | ---------------------------------- |
| 1.1 | Talquerung mit Hauptbahnhof           | 0,9        | 0,9               | 30.10.2001                    | 28.01.2005 | 893,1 (2019: 1200)                 |
| 1.2 | Fildertunnel                          | 9,6        | 9,6               | 17.12.2001                    | 19.08.2005 | 753,9                              |
| 1.3a | Filderbereich mit Station NBS         | 5,3        | 5,3               | Oktober 2002 (als PFA 1.3)    | 14.07.2016 | 488,0                              |
| 1.3b | Flughafenanbindung                    |            |                   | 28.09.2016 (Planung geändert) | noch offen |                                    |
| 1.4 | Filderbereich bis Wendlingen          | 9,9        | 0,8               | 14.06.2002                    | 30.04.2008 | 205,1                              |
| 1.5 | Zuführung Feuerbach und Bad Cannstatt |            |                   | 15.04.2002                    | 30.10.2006 | 801,0                              |
| | Zuführung Feuerbach                   | 3,6        | 3,2               |                               |            | 801,0                              |
| | Zuführung Bad Cannstatt               | 4,4        | 4,4               |                               |            | 801,0                              |
| | Anpassung S-Bahn                      | 4,6        | 2,7               |                               |            | 801,0                              |
| 1.6a | Zuführung Ober-/Untertürkheim         |            |                   | 30.08.2002                    | 16.05.2007 | 925,0                              |
| | Zuführung Obertürkheim                | 6,1        | 5,3               |                               |            | 925,0                              |
| | Zuführung Untertürkheim               | 2,8        | 2,8               |                               |            | 925,0                              |
| 1.6b | Abstellbahnhof Untertürkheim          | 7,4        | 0                 | 31.05.2011                    | noch offen | 925,0                              |
| Summe | Summe                                 | 54,6       | 35,1              |                               |            | 4.066,0                            |
| PFA 1.1 Rechtskraft 6. April 2006 durch Beschluss Verwaltungsgerichtshof Baden-Württemberg Quellen: Planfeststellungsbeschlüsse von PFA 1.1, 1.2, 1.3a, 1.4, 1.5 und 1.6a, sowie 1.3b und weitere Veralteter Stand, jedoch aktuellste veröffentlichte Untergliederung der Baukosten in Bauabschnitte. Ohne Planungs- und Nominalisierungskosten. Weitere Entwicklung siehe Kosten und Finanzierung von Stuttgart 21. |                                       |            |                   |                               |            |                                    |

- Der Abschnitt 1.1[41] hat den Umbau des Hauptbahnhofs mit Talquerung zum Gegenstand.[24]
- Der Abschnitt 1.2[33] (Fildertunnel) schafft die Verbindung zwischen Stadtmitte und Filderebene mit einem rund 9,5 Kilometer langen Tunnel. Er ist Teil der 25 km langen Schnellfahrstrecke nach Wendlingen, die auch Gegenstand der Abschnitte 1.3a und 1.4 ist.
- Der Abschnitt 1.3 enthält einen Neubaustreckenabschnitt nördlich des Flughafens Stuttgart und den neuen Stuttgart Flughafen Fernbahnhof einschließlich seiner Anbindung über den Flughafentunnel. Dieser Abschnitt wurde mehrfach umgeplant, die Planfeststellung war schwierig.[42][43][44][45] Der Planfeststellungsabschnitt 1.3 wurde 2015 in zwei Abschnitte geteilt. Während der Abschnitt 1.3a zusammen mit Stuttgart 21 in Betrieb gehen sollte, war für den Abschnitt 1.3b eine ein bis zwei Jahre spätere Inbetriebnahme vorgesehen.[46]
  - Abschnitt 1.3a: Der bestehende S-Bahnhof Flughafen/Messe soll über die Flughafenkurve mit der Neubaustrecke Richtung Stuttgart verbunden werden. Der Planfeststellungsbeschluss erging im Juli 2016, der Bauauftrag wurde, nach einem dreijährigen Rechtsstreit, im Oktober 2019 vergeben.[47]
  - Abschnitt 1.3b: Die S-Bahn-Strecke zum Flughafen sollte über die Rohrer Kurve mit der Gäubahn in Richtung Süden verbunden werden.[48][49] Diese Pläne wurden jedoch verworfen, und mit dem Pfaffensteigtunnel eine alternative Planung eingeleitet. Der in der ursprünglichen Planung nicht enthaltene Tunnel soll ca. 11 km lang sein, zusätzlich ca. 1 Milliarde Euro kosten und frühestens 2032 in Betrieb gehen. Stand Dezember 2021 läuft das Planfeststellungsverfahren noch.
- Der Abschnitt 1.4[35] beginnt am Ostrand des Flughafens und verläuft zum Neckartal. Dort folgt der Übergang zur Schnellfahrstrecke Wendlingen–Ulm.
- Der Abschnitt 1.5[36] beinhaltet die Zuführungen aus Richtung Stuttgart-Feuerbach (Tunnel Feuerbach, 3,2 Kilometer) und Stuttgart-Bad Cannstatt (Tunnel Bad Cannstatt, 3,8 Kilometer).[3] Der S-Bahn-Streckenabschnitt zwischen Nord- und Hauptbahnhof soll neu trassiert und, zusammen mit den neuen S-Bahn-Gleisen aus Bad Cannstatt, über den neuen Rosensteintunnel (3,4 Kilometer)[3] und die neue S-Bahn-Station Mittnachtstraße zum Hauptbahnhof geführt und dort mit dem bestehenden S-Bahn-Tunnel verbunden werden.[50] Darüber hinaus ist eine 355 m lange neue Brücke über den Neckar geplant.[3]
- Der PFA 1.6a[37] beinhaltet den 6,0 km[3] langen Tunnel Obertürkheim mit der Zuführung nach Stuttgart-Obertürkheim und -Untertürkheim.[51]
- Der PFA 1.6b soll einen neuen Abstellbahnhof in Stuttgart-Untertürkheim schaffen. Bei der Überarbeitung der Planung 2016 wurde dieser verkleinert, dafür sollen zusätzliche Abstellgleise in Stuttgart-Münster und Stuttgart-Obertürkheim hinzukommen. Die Fertigstellung bis zur Inbetriebnahme des Hauptbahnhofs gilt als unsicher.[52] Der Planfeststellungsbeschluss erging am 17. Dezember 2021.[53]

Nach der vollständigen Inbetriebnahme des neuen Bahnknotens sollen die dann nicht mehr benötigten Gleisflächen geräumt werden, wozu entweder noch ein Planfeststellungsverfahren oder Freistellung von Bahnbetriebszwecken notwendig ist.

### Realisierungsdiskussion
Bahnchef Johannes Ludewig stoppte 1998 das Projekt. Zur Begründung sagte er 2011, Stuttgart 21 sei „schlicht zu groß und für die Bahn zu teuer“ gewesen.
Nachdem mit Ausnahme von Erwin Teufel alle Akteure von 1994 aus ihren Ämtern geschieden waren, kam das Projekt Mitte 1999 ins Stocken. Die DB ließ eine Wirtschaftsprüfungsgesellschaft das Projekt (neben anderen Projekten) neu bewerten. Die DB erklärte nach einem Spitzengespräch, sie sehe keine Möglichkeit, das Projekt einschließlich der Neubaustrecke „auf einen Schlag“ zu realisieren. Die Teilnehmer seien sich jedoch einig gewesen, das Projekt grundsätzlich weiter zu verfolgen. Sie fassten eine stufenweise Inbetriebnahme ins Auge. Eine Arbeitsgruppe von Land, Stadt und DB prüfte, ob ein Teilprojekt aus Bahnhof, Fildertunnel und der Strecke bis Wendlingen – ohne Fortführung bis Ulm – wirtschaftlich darstellbar sei.
Im Spätsommer 1999 sollte das Projekt, neben anderen, höchstwahrscheinlich den Sparzwängen des Bundes zum Opfer fallen. Die Bundesländer Baden-Württemberg und Bayern übten dabei 1999 zunehmenden Druck auf die Bundesregierung aus, das Projekt zu realisieren. Im November 1999 boten Land, Stadt, Regionalverband und Flughafen Stuttgart an, sich mit 1,3 Milliarden D-Mark an dem Projekt zu beteiligen. Am 1. Dezember 1999 vertagte der Aufsichtsrat der Deutschen Bahn eine Entscheidung über das Projekt mit Verweis auf eine zu vage erscheinende Finanzierung. Laut Medienberichten drängte der Bund auf eine Ablehnung des Projekts in dem Kontrollgremium hin, da er der Mischfinanzierung mit dem Land misstraute und eine Abwälzung von Mehrkosten auf den Bund fürchtete. Eine Wirtschaftlichkeitsberechnung des Konzerns erwartete eine Lücke von wenigstens 344,1 Millionen DM, um die Wirtschaftlichkeit zu erreichen. Am 3. Dezember drohte der Stuttgarter Oberbürgermeister Wolfgang Schuster mit einer Schadenersatzklage gegen die Deutsche Bahn, sollte der Aufsichtsrat nicht bis zum 1. März 2000 dem Projekt zustimmen. Das Land Baden-Württemberg sprach sich für Nachverhandlungen aus. Im Dezember 1999 wurde im Zuge der Strategie Netz 21 ein Vorplanungsauftrag erteilt. Im März 2000 knüpften Vertreter der Bundesregierung im Aufsichtsrat der DB die Realisierung des Projekts an die Bedingung, dass dieses zeitgleich mit der Neubaustrecke realisiert werde. Das Land Baden-Württemberg entschloss sich daraufhin, den Baubeginn der erst ab 2012 zur Realisierung vorgesehenen Neubaustrecke Wendlingen–Ulm durch eine Vorfinanzierung vorzuziehen.
Am 5. Juli 2000 vertagte der DB-Aufsichtsrat die Themen Stuttgart 21 und Neubaustrecke Wendlingen–Ulm erneut, nachdem eine Einigung über die von Bayern und Baden-Württemberg angebotene Vorfinanzierung nicht zu Stande gekommen war. Am 5. Dezember 2000 forderten Ministerpräsident Teufel und Landesverkehrsminister Müller die Bundesregierung ultimativ auf, bis zur Landtagswahl am 25. März 2001 Stuttgart 21 und die Neubaustrecke nach Ulm positiv zu bescheiden. Immer wieder betonten Landespolitiker, das Projekt Stuttgart 21 könne nur zusammen mit der Neubaustrecke nach Ulm realisiert werden.
Die Planung für das Großprojekt war im Jahr 2000 vorübergehend gestoppt worden. Das Planungsteam wurde von ursprünglich 80 Mitarbeitern auf eine Handvoll zurückgefahren. Sah der bis mindestens Mitte 1999 gültige Zeitplan einen Baubeginn im Jahr 2001 und eine Inbetriebnahme im Jahr 2008 vor, so verschob sich der Baubeginn in der Folgezeit mehrfach.
Nachdem sich Bund und die Länder Baden-Württemberg und Bayern (für Neu-Ulm 21) sich auf eine Vorfinanzierung geeinigt hatten, genehmigte der Aufsichtsrat der DB am 14. März 2001 das Projekt. Dies war an die Bedingung geknüpft, eine Ergänzungsvereinbarung zur Rahmenvereinbarung von 1995 wie geplant abzuschließen. Planfeststellungs- und Vergabephase sollten strikt voneinander getrennt werden. Damit verschob sich der Baubeginn von 2004 auf 2005. Damit wurde der Weg für die Einreichung der Planfeststellungsunterlagen geebnet, die bis Ende 2003 abgeschlossen werden sollten. Nach anderen Angaben wurde der Baubeginn erst im Mai 2001 von 2004 auf 2005 verschoben, mit der Inbetriebnahme wurde frühestens 2013 gerechnet.
Im Juli 2001 schlossen die DB, das Land, die Landeshauptstadt und der Regionalverband Vereinbarung zur weiteren Zusammenarbeit zur Realisierung des Projekts Stuttgart 21/Neubaustrecke Wendlingen - Ulm. Das Papier ergänzte und konkretisierte die Rahmenvereinbarung von November 1995. Es sah unter anderem eine Förderung von Fahrzeugbeschaffungen von DB Regio über 200 Millionen DM vor. Das Land verpflichtete sich ferner, jährlich rund 1,45 Millionen zusätzliche Zugkilometer (zu je 13,95 DM), die ursprünglich erst mit Stuttgart 21 bestellt werden sollten, über zehn Jahre bei DB Regio zu bestellen. Auf Grundlage des Papiers sollten auch Planungsmittel und -personal wieder verstärkt werden.
| Relation                                                             | Züge je Werktag     | Züge je Werktag     | Züge je Werktag                        | Züge je Werktag                        |
| -------------------------------------------------------------------- | ------------------- | ------------------- | -------------------------------------- | -------------------------------------- |
|                                                                      | Sommerfahrplan 2001 | Sommerfahrplan 2001 | Stuttgart 21 (2015) Planungsstand 2004 | Stuttgart 21 (2015) Planungsstand 2004 |
|                                                                      | Fernverkehr         | Regionalverkehr     | Fernverkehr                            | Regionalverkehr                        |
| Heidelberg, Mannheim                                                 | 40                  | 0                   | 64                                     | 0                                      |
| Vaihingen (Enz), Karlsruhe                                           | 23                  | 21                  | 28                                     | 24                                     |
| Böblingen, Zürich                                                    | 8                   | 12                  | 8                                      | 23                                     |
| Tübingen                                                             | 0                   | 34                  | 0                                      | 54                                     |
| Ulm (Neubaustrecke)                                                  | 30                  | 0                   | 53                                     | 0                                      |
| Göppingen                                                            | 10                  | 30                  | 16                                     | 24                                     |
| Aalen                                                                | 8                   | 27                  | 9                                      | 28                                     |
| Schwäbisch Hall                                                      | 1                   | 14                  | 8                                      | 23                                     |
| Heilbronn/Würzburg                                                   | 0                   | 38                  | 19                                     | 35                                     |
| Summe                                                                | 120                 | 176                 | 205                                    | 211                                    |
| Züge (Ankünfte bzw. Abfahrten) in Stuttgart Hauptbahnhof je Werktag. |                     |                     |                                        |                                        |

Am 30. Oktober 2001 reichte die DBProjekt GmbH Stuttgart 21 die 18 Aktenordner umfassenden Unterlagen für das Planfeststellungsverfahren des Hauptbahnhofs beim Eisenbahn-Bundesamt ein. Der Planfeststellungsbeschluss sollte nach Bahnangaben etwa ein Jahr später vorliegen. Die Unterlagen für die übrigen Abschnitte sollten im Abstand von zwei bis drei Monaten folgen. Für 2004 war eine abschließende Wirtschaftlichkeitsprüfung und Entscheidung über das Projekt vorgesehen. Mit dem Baubeginn wurde für 2005, mit der Inbetriebnahme für 2013 gerechnet. Am Folgetag wurde dieses erste Planfeststellungsverfahren eröffnet.
Die zu Grunde gelegten, angenommenen Verkehrsmengen wurden dem Betriebsszenario 2015, nach den Vorgaben des Bundesverkehrswegeplans 1992, entnommen. Die zunächst auf das Jahr 2010 ausgerichtete Prognose wurde später auf das Jahr 2015 fortgeschrieben. Gegenüber dem Fahrplan von 2001 sah es eine Erhöhung des Zugangebots um etwa 75 Prozent im Fern- sowie um etwa 56 Prozent im Nah- und Regionalverkehr vor. Diese Prognose wurde 2004 an das im Zuge des Bundesverkehrswegeplans 2003 entwickelte Betriebsszenario angepasst; das Bezugsjahr war ebenfalls 2015. Während die erwarteten Verkehrszunahmen damit insgesamt geringer ausfielen, blieben die Anforderungen an die Infrastruktur nach DB-Angaben unverändert, da die Spitzenstundenbelastung im Wesentlichen gleich geblieben sei. Für den Hauptbahnhof Stuttgart werden demnach 434 Fernverkehrs- und 418 Regionalverkehrszüge pro Tag erwartet (zuvor: 448 im Fern- und 552 im Regionalverkehr). Den Knoten Stuttgart über die Güterumgehungsbahn umgehen sollten nach BVWP-Prognose zwei Fern- und 170 Ferngüterzüge (zuvor 16 bzw. 192 Züge). Zwischen Hauptbahnhof und Zuffenhausen wurde für 2015 ein Aufkommen von 232 Fern- und 118 Nahverkehrszügen prognostiziert, zusätzlich 16 Fern- und 46 Regionalverkehrszüge von und zur Gäubahn. Für die Strecke nach Bad Cannstatt wurde ein Aufkommen von 506 Zügen (202 im Fernverkehr, 304 im Regionalverkehr) erwartet. Während das erwartete Verkehrsaufkommen gen Feuerbach bei Stuttgart 21 mit 350 Zügen pro Tag unverändert bleibt, soll das heutige Aufkommen zwischen Bad Cannstatt und Stuttgart Hauptbahnhof auf den Fildertunnel (238 Züge pro Tag) und der neuen Anbindung nach Bad Cannstatt über den Hauptbahnhof-Nordkopf aufgeteilt werden. Der Abschnitt zwischen Stuttgart Hauptbahnhof und Bad Cannstatt wird im Knoten Stuttgart am stärksten belastet (Stand: 2004).
Mitte 2002 wurde mit einem Baubeginn im Jahr 2005 gerechnet, mit der Inbetriebnahme im Jahr 2013, ebenso 2003. 2004 war die Realisierung zwischen 2006 und 2013 vorgesehen. In den Jahren 2001 und 2004 war die Entscheidung über den Baubeginn für 2005 geplant. Nach Abschluss der Planfeststellungsverfahren sollte anhand einer neuen Wirtschaftlichkeitsuntersuchung, unter der Voraussetzung einer gesicherten Finanzierung, die endgültige Entscheidung über die Baufreigabe erfolgen. Im Juni 2006 wurde eine Entscheidung für Herbst 2006 erwartet.
Am 6. April 2006 lehnte der Verwaltungsgerichtshof Baden-Württemberg Klagen des BUND und zweier Wohnungseigentümer gegen den Planfeststellungsabschnitt 1.1 (Hauptbahnhof) ab. Der das Projekt kritisierende Verkehrsclub Deutschland sieht in dem Urteil eine juristische und keine verkehrliche und finanzielle Bewertung des Projektes.
Mitte 2006 vereinbarten Bahnchef Mehdorn, Bundesverkehrsminister Tiefensee und der baden-württembergische Ministerpräsident Oettinger, zwei Arbeitsgruppen zu bilden, die auf eine Entscheidung über die Projekte Stuttgart 21 und Wendlingen–Ulm im Herbst gleichen Jahres hinarbeiten sollten. Oettinger übernahm die Leitung der Arbeitsgruppe zu Stuttgart 21, die aus Vertretern von DB, Land, Stadt und Region gebildet wurde, Tiefensee die Leitung der Gruppe zur Strecke nach Ulm, in denen Vertreter von Bund, Land und DB saßen. Bei einem Treffen der Arbeitsgruppen Ende September 2006 sollte eine Entscheidung auf Basis der bis dahin erarbeiteten Daten fallen.
Am 5. März 2013 entschied der Aufsichtsrat der Deutschen Bahn, den Finanzierungsrahmen des Projekts zu erhöhen. 18 der 20 Mitglieder stimmen mit Ja, der Anwalt Christoph Dänzer-Vanotti enthielt sich, der Vertreter der Gewerkschaft Deutscher Lokomotivführer stimmte dagegen.

## Projektbeschluss
Im Oktober 2006 nahm der Landtag Baden-Württembergs einen Entschließungsantrag der Fraktionen von CDU, SPD und FDP zur Realisierung von Stuttgart 21 und der Neubaustrecke Wendlingen–Ulm an. Der Landtag beschloss mit 115 zu 15 Stimmen (aus der Fraktion der Grünen), dass Stuttgart 21 „den Herausforderungen an eine langfristig leistungsfähige Schienenverkehrsinfrastruktur auch unter wirtschaftlichen Gesichtspunkten am besten gerecht“ werde und „verkehrs- und umweltpolitisch sinnvoll“, für die Platzierung des Landes in Europa besonders bedeutsam und „aus struktur- und landespolitischen Gründen sinnvoll“ sei.
Die Entscheidung über das Projekt sollte bei einem Spitzengespräch zwischen Bundesverkehrsminister Tiefensee, Ministerpräsident Oettinger und Bahnchef Mehdorn am 23. Oktober 2006 fallen. Die Beteiligten vertagten die Entscheidung auf Frühjahr 2007 und vereinbarten, die Wirtschaftlichkeit des Projektes erneut zu prüfen. Am 23. April und 28. Juli 2007 kam es zu weiteren Spitzengesprächen zwischen Bund, Land, Stadt und Bahn, in denen unter anderem die Finanzierung, insbesondere die Übernahme des Baukostenrisikos, diskutiert wurde.
Am 19. Juli 2007 einigten sich der Bund, das Land Baden-Württemberg, die Bahn und die Stadt Stuttgart über die Aufteilung der Kosten sowie des Baukostenrisikos und legten damit die Grundlage für die Realisierung des Projektes. Demnach übernimmt das Land Baden-Württemberg u. a. an der Neubaustrecke Wendlingen–Ulm mit 950 Millionen Euro einen höheren Anteil als ursprünglich geplant und finanziert den erst ab 2016 zur Verfügung stehenden Bundesanteil für diese Strecke vor. Im Gegenzug wurde der Baubeginn für das Gesamtprojekt auf 2010 vorverlegt. Am 5. September 2007 stimmte der Aufsichtsrat der Deutschen Bahn AG der Umsetzung des Projektes zu.
2007 waren rund 25 (nach anderer Quelle 65) Mitarbeiter mit der Planung beschäftigt. Diese Zahl sollte mit Beginn der Baumaßnahmen auf etwa 150 anwachsen (Stand: 2008). Nach DB-Angaben wurde das Projekt Stuttgart 21/Neubaustrecke Wendlingen–Ulm im April 2008 gestartet. Das mit dem Projekt befasste Team der Deutschen Bahn wurde bis April 2010 auf 60 Mitarbeiter ausgebaut. Die Bahntochter DB ProjektBau plant im Auftrag der DB Netz und DB Station&Service das Projekt. Gesamtprojektleiter waren Hans Sommer/Reimar Baur (1996 bis 2002), Peter Marquart (2002 bis 2008), Hany Azer (März 2008 bis Mai 2011) und, seit Juni 2011 Stefan Penn. Ab 1. September 2013 übte Manfred Leger diese Funktion aus, ihm folgte am 1. Juli 2020 Olaf Drescher.
Am 2. April 2009 unterzeichneten Ministerpräsident Oettinger, Bundesverkehrsminister Tiefensee und DB-Vorstandsmitglied Garber schließlich die Finanzierungsvereinbarungen.
Am 9. Dezember 2009 stimmte der Aufsichtsrat der Deutschen Bahn der Aufnahme des Vorhabens in die Investitionsplanung des Unternehmens zu. Am folgenden Tag stimmte auch der Lenkungskreis des Projekts der Fortführung des Vorhabens zu. Am 16. Dezember 2009 folgte die Zustimmung des Verkehrsausschusses des Bundestages. Am 17. Dezember folgte die abschließende Beratung im Plenum. Der Bundestag folgte darin mit den Stimmen von CDU/CSU, SPD und FDP, gegen die Stimmen von Linksfraktion und Grünen, der Empfehlung des Verkehrsausschusses und wies einen Antrag der Grünen zurück, die ein Moratorium forderten, bis die Wirtschaftlichkeit des gesamten Projekts eindeutig geklärt sei.
Nachdem die Werbeagentur Scholz & Friends einen Wettbewerb zur Umbenennung gewonnen hatte, wird das Gesamtprojekt Stuttgart 21/Neubaustrecke Wendlingen–Ulm seit März 2008 auch als Bahnprojekt Stuttgart–Ulm bezeichnet, verbunden mit dem Slogan „Das neue Herz Europas“. Von 1. September 2009 bis 17. September 2010 war Wolfgang Drexler Projektsprecher. Als Sprecher fungierte ab 24. September 2010 der IT-Unternehmer Wolfgang Dietrich. Der ebenfalls zu diesem Termin berufene Udo Andriof trat Anfang Mai 2011 zurück. Ein für die DB entwickeltes Marketingkonzept empfahl unter anderem, Politiker, sich für ein Baupause aussprachen, „einzufangen“. Mit Dietrichs Rücktritt zum Februar 2015 wurde die Sprecherposition nicht mehr neu besetzt.

## Schlichtung
Vom 22. Oktober bis 27. November 2010 fanden acht vom damaligen CDU-Politiker Heiner Geißler moderierte „Schlichtungsgespräche“ zwischen Vertretern von Projektbefürwortern und -gegnern statt, die live im Internet und im Fernsehen verfolgt werden konnten. An acht Sitzungstagen wurde rund 60 Stunden diskutiert. Bis zum Abschluss der Gespräche sollte ein Teil der Bauarbeiten ruhen und keine neuen Aufträge vergeben werden.
Am 30. November 2010 sprach sich Geißler in seinem Schlichterspruch im Grundsatz für das Projekt aus und schlug eine Reihe von Veränderungen unter dem Titel Stuttgart 21 Plus vor, darunter den Erhalt der Gäubahn, sowie die Prüfung zusätzlicher Infrastrukturmaßnahmen im Hauptbahnhof. Welche dieser Infrastrukturvorschläge zur Kapazitätssteigerung realisiert werden, sollte in einem so genannten „Stresstest“, einer Serie von Eisenbahnbetriebssimulationen mit um 30 Prozent erhöhter Leistungsfähigkeit, entschieden werden. Die Ergebnisse der von SMA + Partner überprüften Simulationsläufe wurden im Juli 2011 vorgestellt. Demnach könne der Durchgangsbahnhof laut dem 200-seitigen Audit des Schweizer Prüfbüros 30 Prozent mehr Zugankünfte verarbeiten als im heutigen Kopfbahnhof zur Spitzenstunde gemäß Jahresfahrplan 2010 vorgesehen sind.
Bei der Diskussion der SMA-Ergebnisse am 29. Juli 2011 legte Heiner Geißler einen von ihm und SMA ausgearbeiteten Kompromissvorschlag unter der Bezeichnung „Frieden in Stuttgart“ vor. Demnach sollte der Fernverkehr weitgehend in einen neu zu bauenden viergleisigen unterirdischen Bahnhofsteil verlegt werden, während der Nahverkehr weitgehend in einem auf 10 bis 12 Gleise verkleinerten oberirdischen Teil verbleiben würde. Die Kosten dieser Lösung wurden, auf Preisbasis von Stuttgart 21, mit 2,5 bis 3,0 Milliarden Euro angegeben. Während die Gegner von S21 den Vorschlag begrüßten, lehnte ihn die Deutsche Bahn ab.
Die Landesregierung von Baden-Württemberg hat zum Kompromissvorschlag SK 2.2 im Oktober 2011 eine gemeinsame Beurteilung mit teilweise unterschiedlichen Einschätzungen der Koalitionspartner herausgegeben. Gemeinsam wird konstatiert, dass die Kombinationslösung die weitestgehende Leistungsfähigkeit bringen würde und zu geringeren Eingriffen führen würde. Vertragliche Anpassungen und neue haushaltsrechtliche Entscheidungen seien erforderlich. Deutliche Unterschiede werden bei den Kosten erwartet. Laut Grünen stünden Kosten von 5,6 Milliarden Euro für Stuttgart 21 nur 4,16 Milliarden für SK 2.2 gegenüber. Die SPD sah dagegen (wie die DB) Kosten von 4,1 Milliarden Euro für Stuttgart 21 und 4,95 Milliarden Euro für SK 2.2.
Nach einem Antrag des Aktionsbündnisses gegen Stuttgart 21 entschied das Verwaltungsgericht Stuttgart am 13. Februar 2012, dass der Schlichterspruch rechtlich nicht bindend ist.

## Volksabstimmung
Im Koalitionsvertrag vereinbarten Grüne und SPD, eine Volksabstimmung über das Projekt Stuttgart 21 durchzuführen und die Neubaustrecke Wendlingen–Ulm in jedem Fall zu realisieren. Ende Juli 2011 wurde dazu ein Entwurf für ein S21-Kündigungsgesetz vorgelegt. Das Gesetz wurde am 29. September 2011 erwartungsgemäß im Landtag abgelehnt. Damit wurde der Weg zur Volksabstimmung frei, die am 27. November 2011 abgehalten wurde. Dabei lehnte eine Mehrheit von 58,9 Prozent den Ausstieg des Landes aus dem Projekt ab. Für eine Annahme des Gesetzes hätte die Mehrheit der Abstimmenden mit Ja votieren und die Anzahl der Ja-Stimmen außerdem mindestens einem Drittel der Stimmberechtigten entsprechen müssen.

## Öffentlichkeitsarbeit
Im Lauf des Diskurses wurden einige Initiativen sowohl von Befürworter-, als auch von Kritikerseite gegründet, die im Lauf der Jahre wieder an Relevanz verloren, oft ohne ein formelles Ende zu finden.
Im Dezember 2011 startete die Stadt Stuttgart das Bürgerforum Stuttgart 21. Es sollte helfen, den Dialog zwischen Bürgern und Experten weiterzuführen und den Baufortschritt kritisch zu begleiten. Letzte bekannte Aktivität war die Aktion Geist und Geld, bei der im September 2014 neun Künstler für 200.000 Euro eingeladen wurden, aus den für Stuttgart 21 gefällten Bäumen Kunstwerke zu formen. Weitere geplante Aktionen wurden wieder verworfen.

## Bau

### Termine und Kosten
Der Baubeginn wurde mehrfach verschoben. Im Februar und März 2009 wurde die Bauüberwachung der Abschnitte 1.1, 1.2 und 1.6a ausgeschrieben.

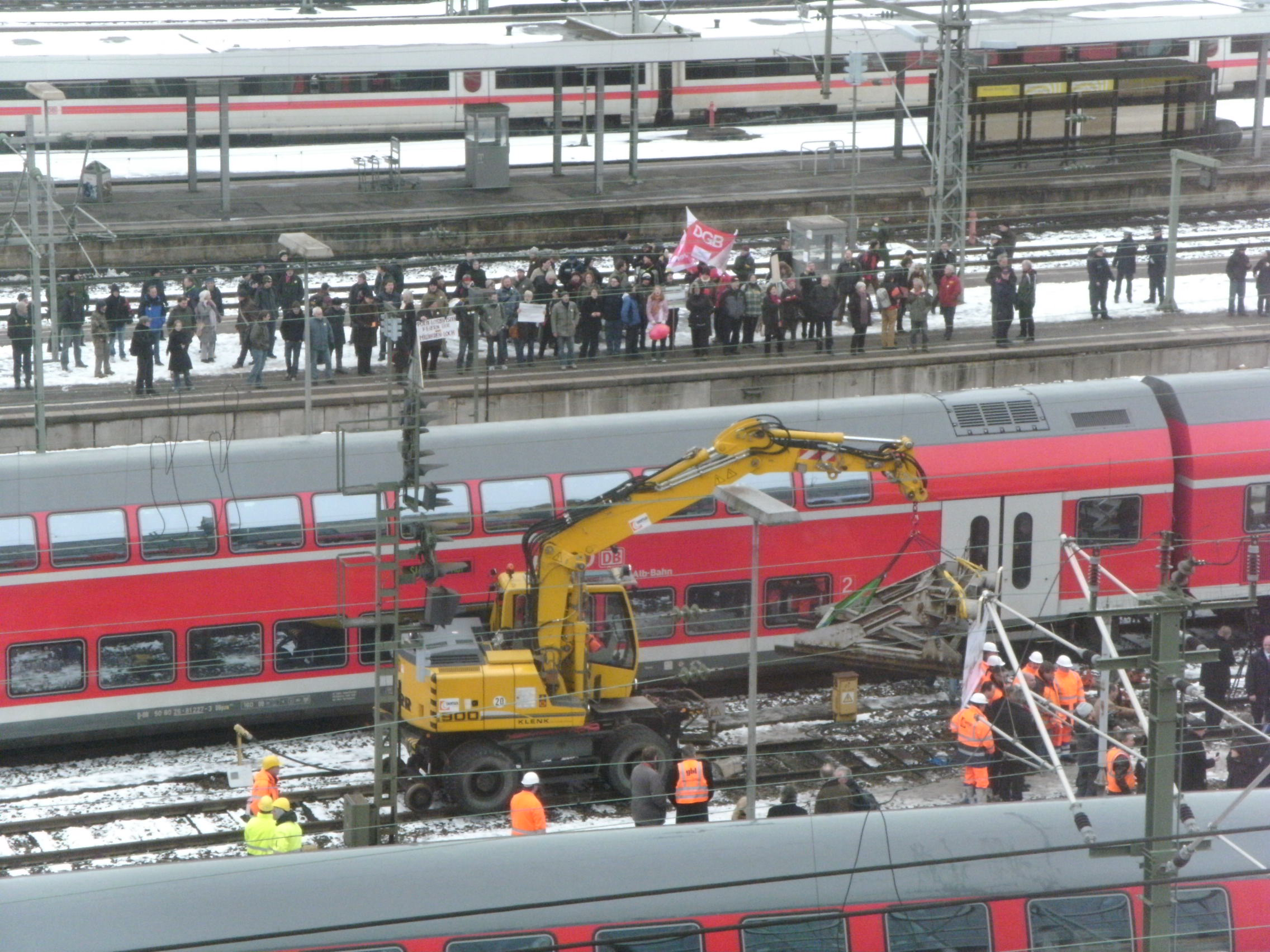
Bei der symbolischen Prellbockanhebung schirmten am Mittag des 2. Februars 2010 zwei Regionalzüge die Zeremonie von Demonstranten ab.

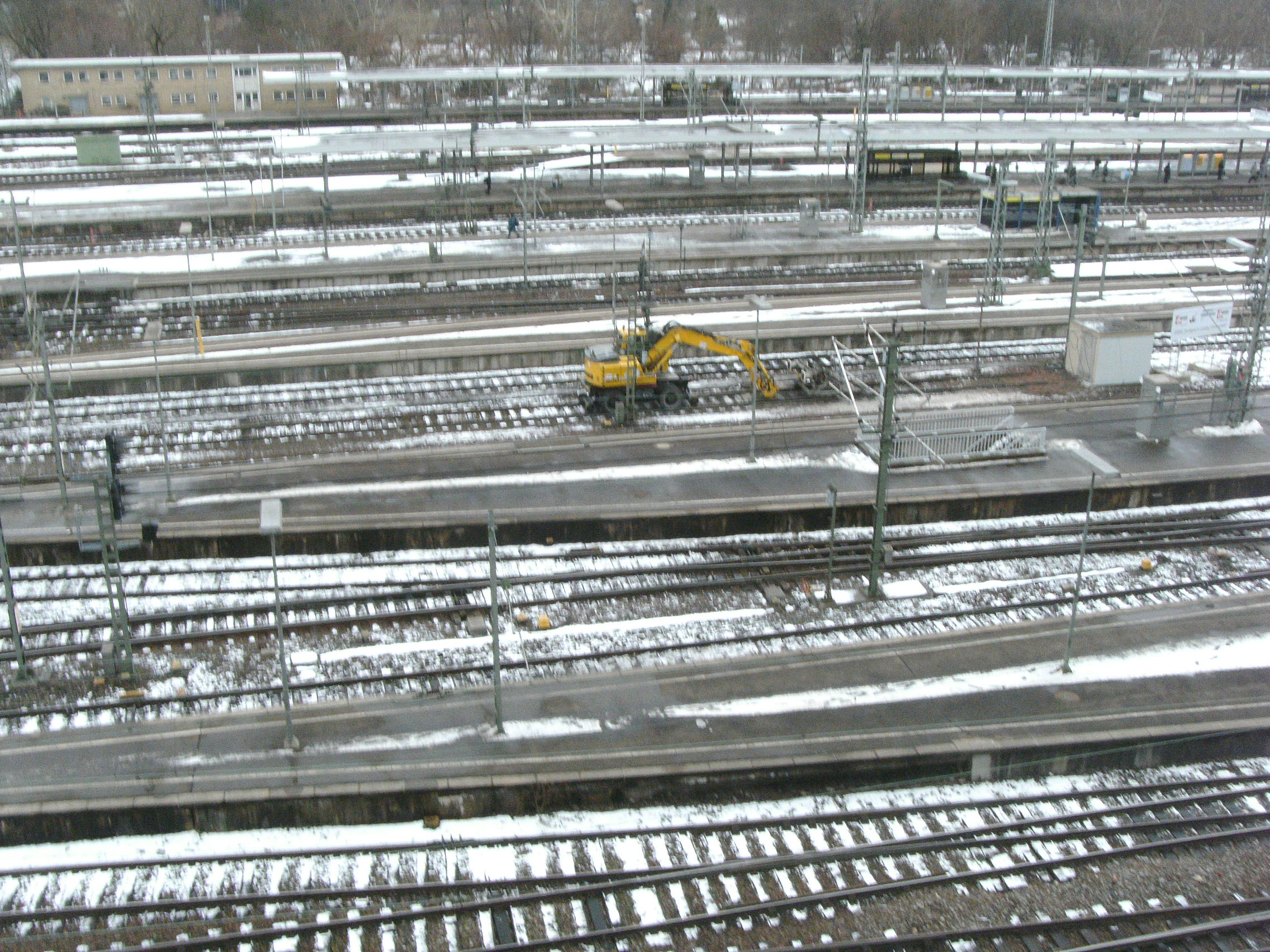
Am Nachmittag wurde der Prellbock wieder an seinen vorherigen Platz zurückversetzt.

Am 2. Februar 2010 begannen offiziell die Bauarbeiten. Bundesverkehrsminister Ramsauer, Deutsche-Bahn-Chef Grube, Ministerpräsident Oettinger, der Stuttgarter Oberbürgermeister Schuster und weitere hoben symbolisch den Prellbock am Gleis 049 an.
Zwei Tage nach der Landtagswahl vom 27. März 2011 in Baden-Württemberg kündigte die Deutsche Bahn an, bis zur Konstituierung einer neuen Landesregierung „keine neuen Fakten [zu] schaffen – weder in baulicher Hinsicht noch bezüglich der Vergabe von Aufträgen“. Die Arbeiten am Grundwassermanagement wurden verschoben, im Gleisvorfeld und an der Baustraße zum Nordbahnhof wurde jedoch weiter gebaut. Der Baustopp endete offiziell am 14. Juni 2011.
Am 23. März 2012 gab die Deutsche Bahn die Verschiebung der Inbetriebnahme auf Dezember 2020 bekannt. Die kalkulierten Projektkosten erhöhten sich, laut Einschätzung der Bahn, um 240 Millionen auf insgesamt 4,33 Milliarden Euro.
Am 15. Februar 2013 folgte die offizielle Verschiebung auf Dezember 2021. In der Lenkungskreis-Sitzung am 23. Juli 2013 bezifferte die Deutsche Bahn die Wahrscheinlichkeit einer Inbetriebnahme Ende 2022 mit 80 Prozent. Dabei seien sämtliche Planungsprämissen im „Best Case“ angenommen und zusätzliche Risiken aus der Planfeststellung nicht berücksichtigt. In der Außenkommunikation bestand der Projektsprecher Wolfgang Dietrich auf Ende 2021. Die späteren Termine seien „lediglich kaufmännischer Vorsicht geschuldet“, so Bahnvorstand Volker Kefer.
Am 12. Dezember 2012 gab die Deutsche Bahn erwartete Kostensteigerungen von rund 1,1 Milliarden Euro bekannt. Medienberichte nannten erwartete Kosten von 6,8 Milliarden Euro. Am 5. März 2013 entschied der Aufsichtsrat der Deutschen Bahn, den Finanzierungsrahmen des Projekts auf 6,526 Milliarden Euro anzuheben. Der Betrag setzt sich zusammen aus 5,987 Milliarden Euro „Gesamtwertumfang“ und 539 Millionen Euro „freier Puffer“. Das Unternehmen kündigte an, die übrigen Projektpartner an der Finanzierung der Mehrkosten beteiligen zu wollen.
Anfang 2015 war der Zeitplan des Projekts aufgrund vielfältiger Verzögerungen unter Druck geraten:
- Die Baugenehmigung für den Flughafenabschnitt lag noch nicht vor. Anfang Februar 2015 ging die Bahn davon aus, dass dies bis September 2015 der Fall sein würde. In der Vergangenheit hatten die Genehmigungsverfahren für ähnlich komplexe Teilprojekte aber bedeutend länger, bis zu zwei Jahre, gedauert.[151] Zudem war die Ausgestaltung der Streckenführung und des Bahnhofs am Flughafen zwischen den Projektpartnern strittig; ein Gutachten der technischen Universität Dresden bezweifelte die Leistungsfähigkeit der Trasse.[152]
- Um dennoch den Eröffnungstermin Ende 2021 einhalten zu können, forderte die Bahn die Baufirmen auf, in knapp vier Jahren die bahntechnischen Arbeiten zu bewältigen. 18 Monate zuvor hatte die Bahn für diese Arbeiten noch mehr als fünf Jahre veranschlagt.[151]
- Die Genehmigung für eine ausreichend tiefe Baugrube beim geplanten Tiefbahnhof lag noch nicht vor, so dass die im August 2014 begonnenen Arbeiten dort zum Stillstand kamen.[151]
- Auch die Tunnelarbeiten gingen langsamer voran als geplant: Am Fildertunnel war der Vortrieb von Mitte Dezember 2014 bis Ende Januar 2015 zum Stillstand gekommen.[153] Am Tunnel Obertürkheim waren von Dezember 2013 bis Anfang Februar 2015 erst 50 Meter Vortrieb geschafft.[154]

Maßgebliche Beteiligte am Projekt hielten Anfang Februar 2015 deshalb den geplanten Fertigstellungstermin Ende 2021 für unrealistisch – trotz gegenteiliger Bekundungen des Kommunikationsbüros. Im Dezember 2017 wurde ein neuer Planungsstand mit Kosten von mindestens 7,6 Milliarden Euro und einer Fertigstellung frühestens 2024 bekannt. Der Bundesrechnungshof schätzt die Kosten auf eine Größenordnung von 10 Milliarden Euro.
Im April 2016 wurde die bahntechnische Ausrüstung des Projekts ausgeschrieben.

### Gleisvorfeld
Um Platz für die Baugrube zu schaffen, wurden die Bahnsteige und der Querbahnsteig des Bahnhofs 120 Meter Richtung Gleisvorfeld verlegt. Um dies zu ermöglichen, wurden in 61 Bauabschnitten 10 Kilometer Gleise ausgebaut und 5,3 Kilometer Gleise neu verlegt sowie 92 Weichen ausgebaut und 50 neue Weichen eingebaut.
Anfang September 2009 wurde die Vorverlegung der Bahnsteige und der dazu nötige Umbau des Kopfbahnhof-Gleisfeldes im Zuge der bauvorbereitenden Maßnahmen vergeben. Die Bauarbeiten begannen im Februar 2010. Auch während der vorübergehenden Baustopps während der Schlichtung und nach der Landtagswahl im März 2011 wurden die Arbeiten am Gleisvorfeld fortgeführt.
Durch einen Planungsfehler beim Umbau der Rampe des S-Bahn-Tunnels am Hauptbahnhof kam es von Juni 2010 bis Januar 2011 zu Einschränkungen im S-Bahn-Verkehr.
Am 25. Juli, 29. September und 9. Oktober 2012 entgleisten Züge bei Ausfahrt aus Gleis 10 Richtung Feuerbach. Als wahrscheinliche Ursache wird eine Überpufferung vermutet: Infolge ungünstiger Kurvenführung an Weiche 227 hätten sich die Puffer zweier Wagen ineinander verkeilt. Engere Kurvenführungen im Gleisvorfeld hatten sich ergeben, weil dieses ab Februar 2010 im Zuge der Umbaumaßnahmen für Stuttgart 21 verkürzt wurde. Die Fernverkehrsgleise 8, 9 und 10 blieben zeitweise gesperrt, einige Zugverbindungen mussten vom Hauptbahnhof auf Bahnhöfe in der Umgebung ausweichen.
Die Vorverlegung der Bahnsteige begann am 26. Mai 2013. In 13 Phasen wurden die Bahnsteige sukzessive verkürzt sowie ein neuer, provisorischer Querbahnsteig errichtet. Die Arbeiten wurden mit der Inbetriebnahme des Querbahnsteigs am 21. Oktober 2013 abgeschlossen.

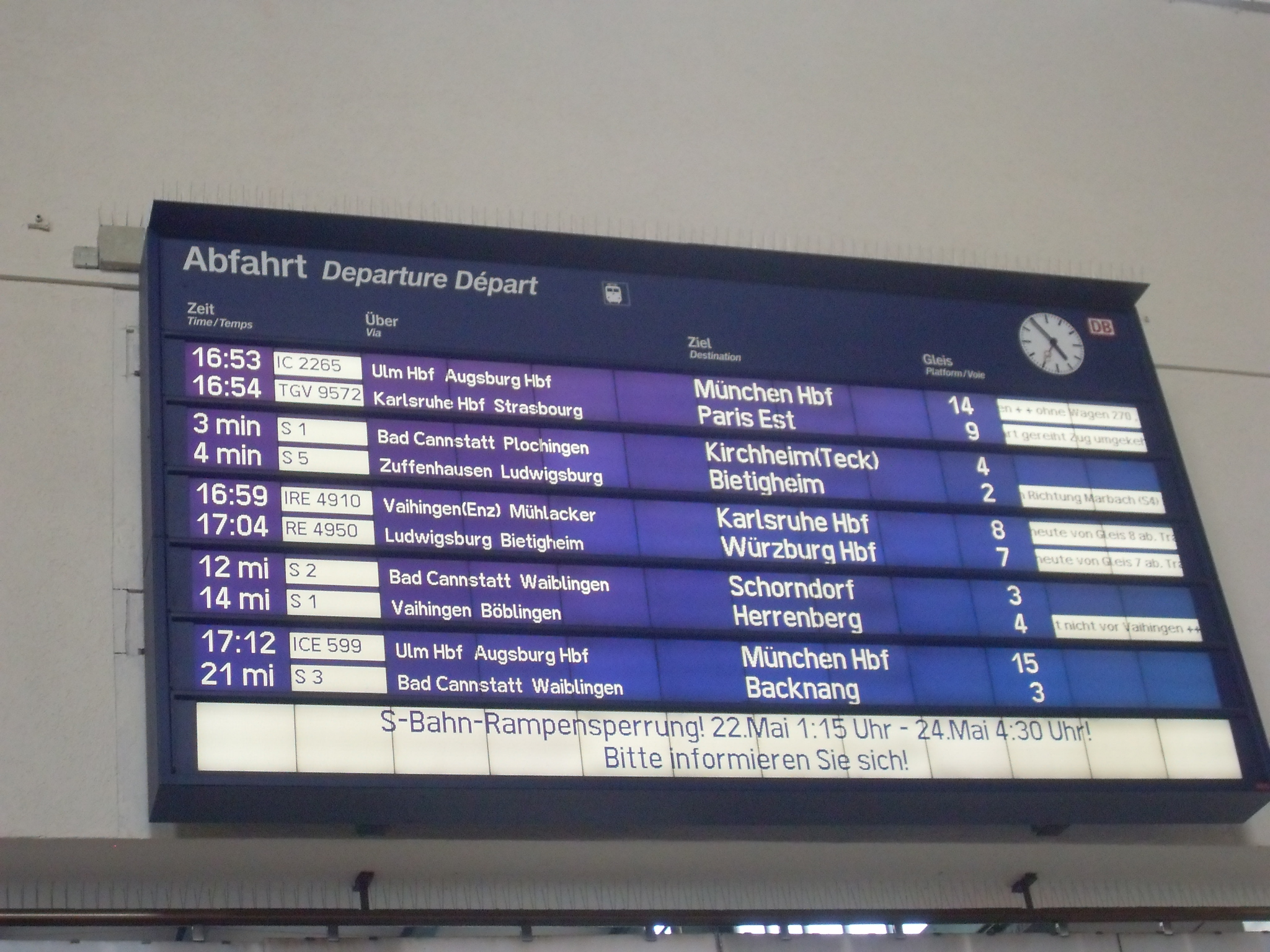
Anzeigetafel im Stuttgarter Hauptbahnhof während der Rampensperrung (Mai 2010)
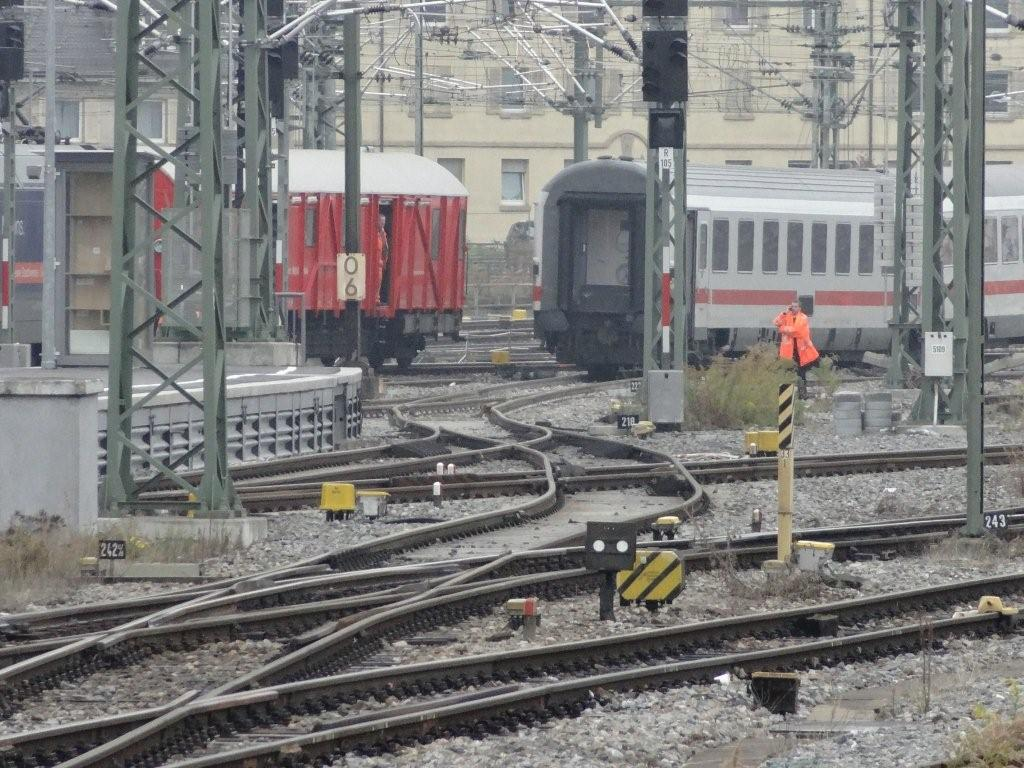
Gleisvorfeld am 9. Oktober 2012; im Hintergrund Wagen des entgleisten Zuges
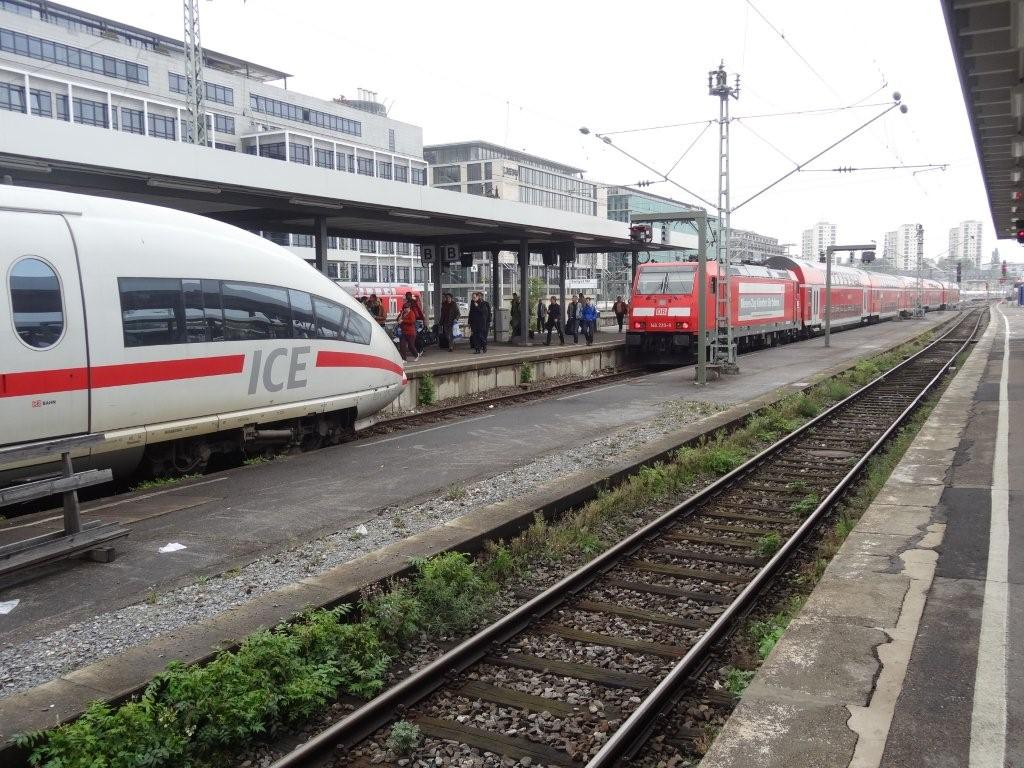
Doppelbelegung eines Gleises aufgrund der Engpässe nach der Entgleisung
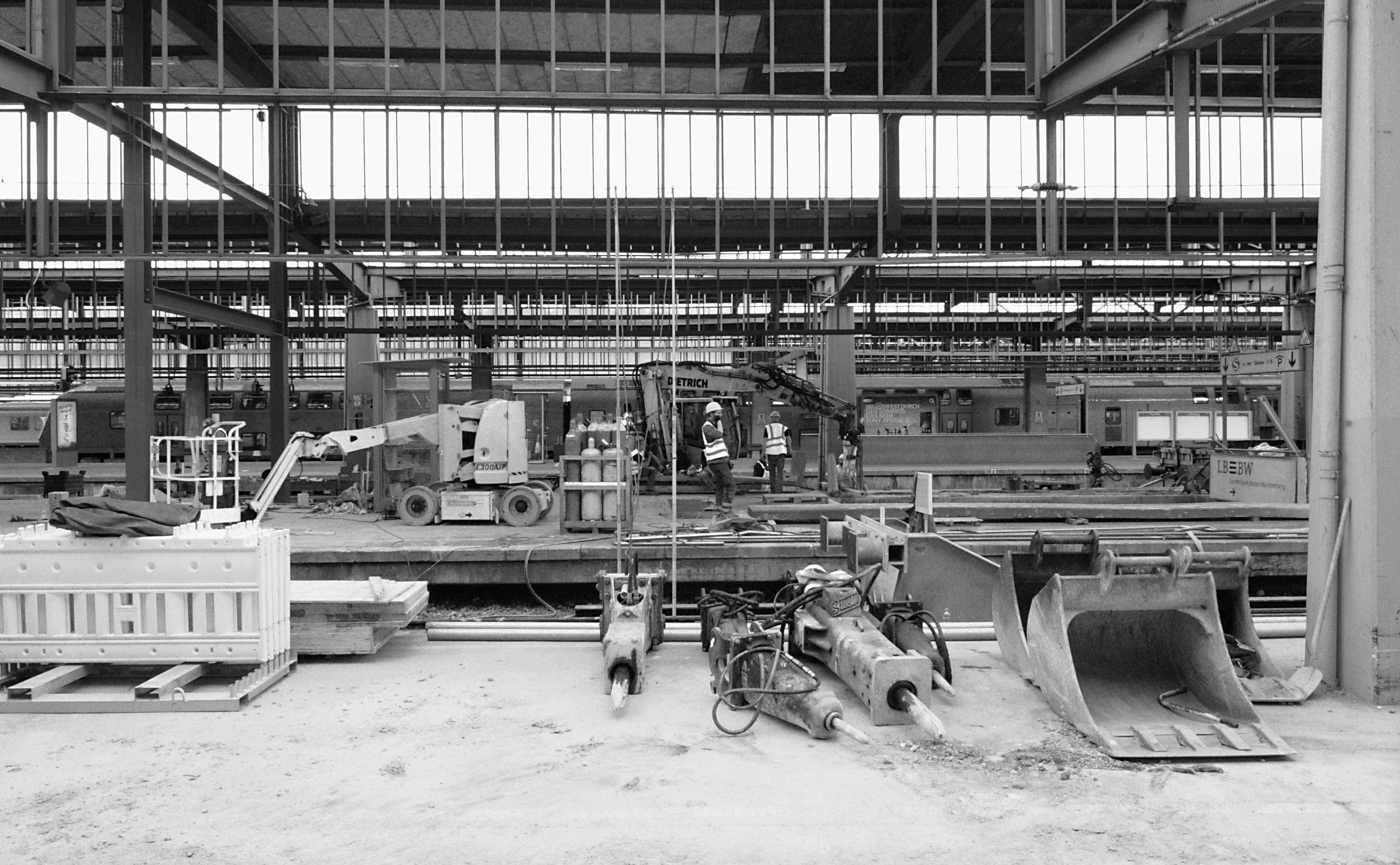
Rückbau an Bahnsteig 1, Ende Mai 2013
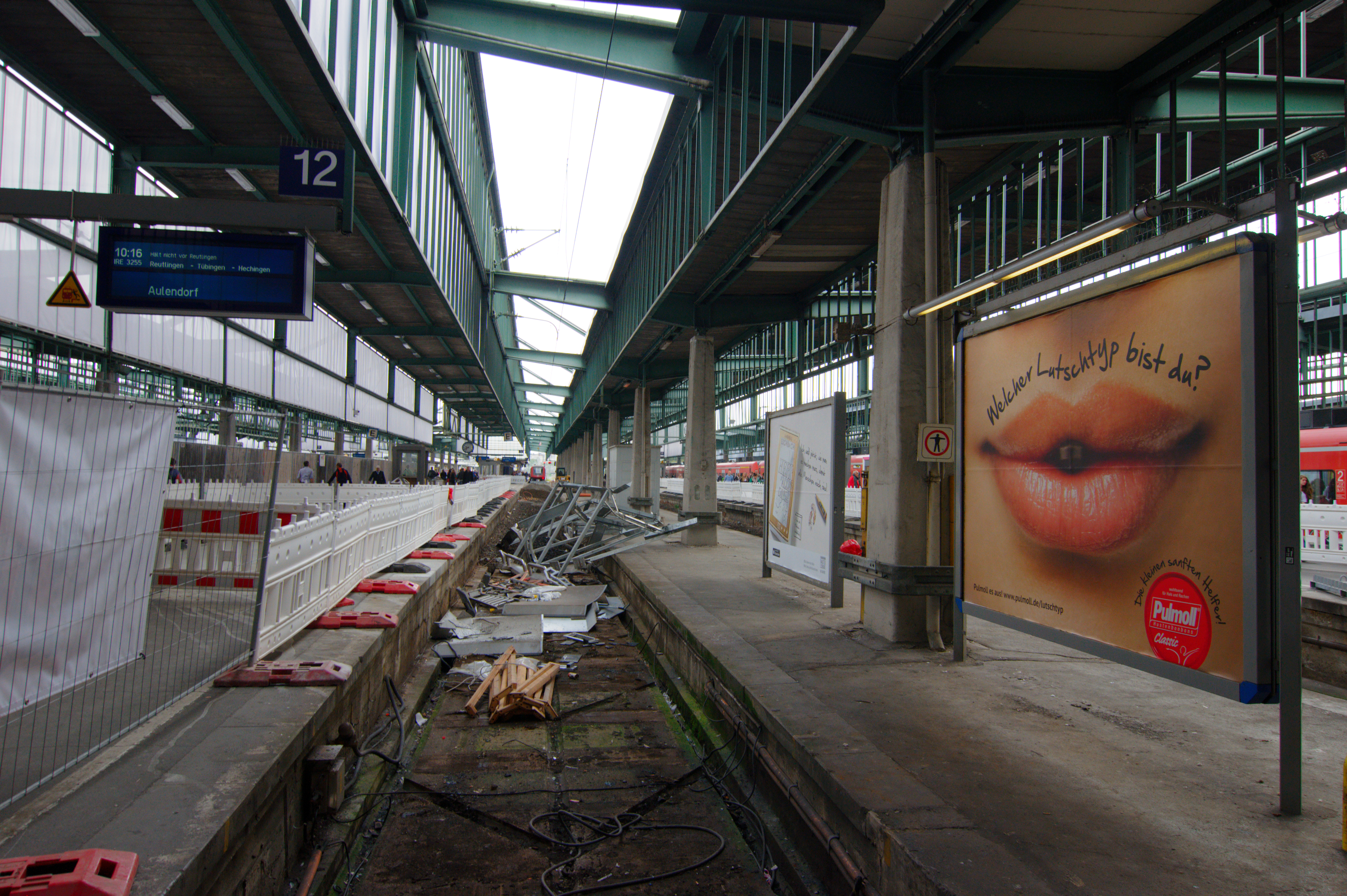
Vorverlegung von Bahnsteig 12, Ende September 2013
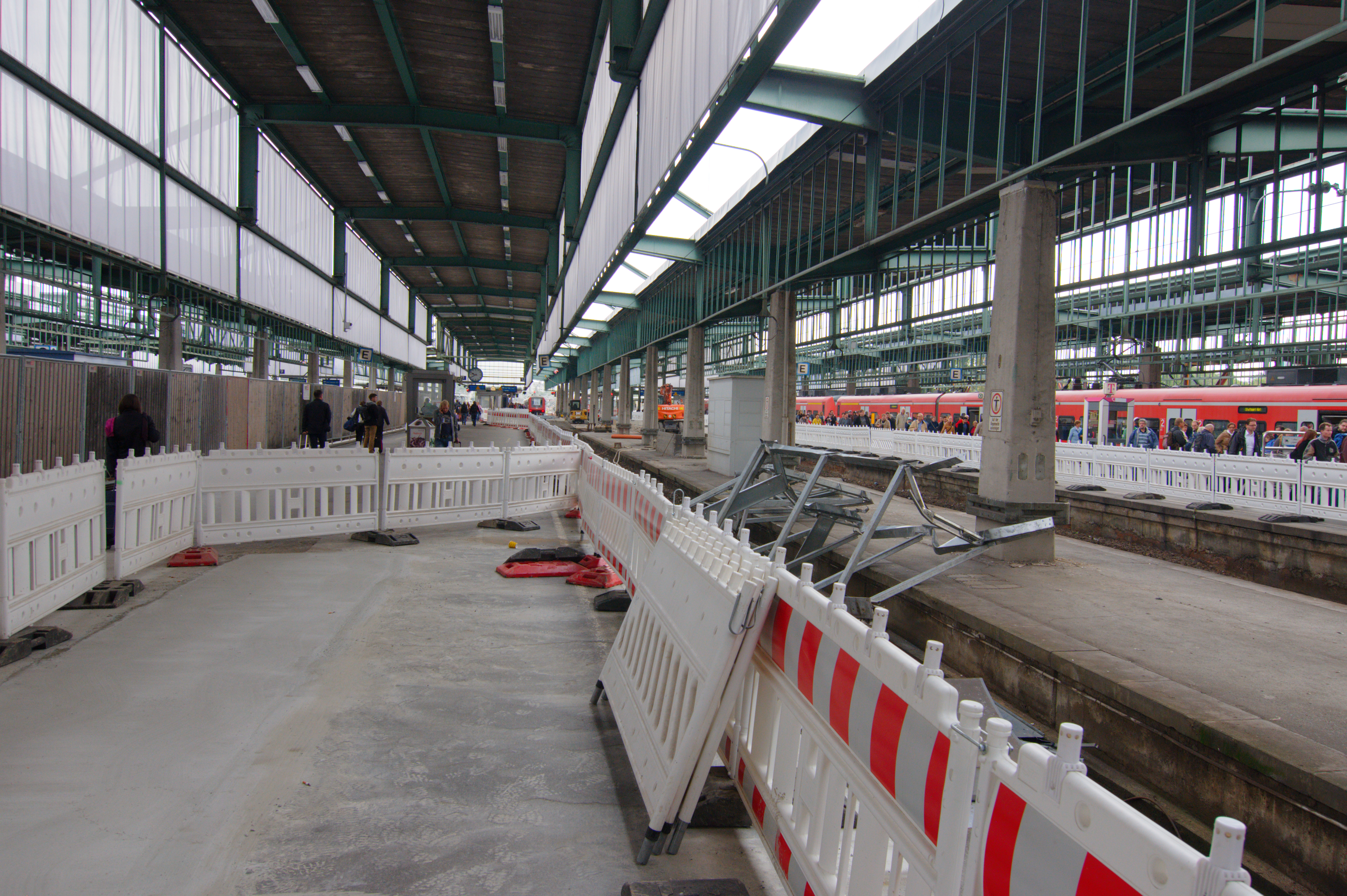
Bahnbetrieb während des Umbaus, Ende September 2013

### Bahnhofsgebäude

#### Rückbau
Während das Empfangsgebäude im Zuge des Projekts weitgehend erhalten bleiben soll, wurden die Seitenflügel abgerissen. Laut Angaben der Projektträger sei der Erhalt der Flügel nicht möglich, da deren Fundamente in die geplante Bahnhofshalle hineinragen würden. Der Planfeststellungsbeschluss hält fest, dass die „verkehrlichen, betrieblichen und vor allem die städtebaulichen Vorteile des Projekts gegenüber dem jetzigen Zustand“ so schwer wiegen, dass „das öffentliche Interesse am uneingeschränkten Erhalt des Bonatzgebäudes hier hinter dem öffentlichen Interesse an der Verwirklichung des geplanten Vorhabens zurücktreten“ müsse. Die Architektenkammer Baden-Württemberg und der Bund Deutscher Architekten unterstützen das Projekt und erachten es als „die Zurücknahme der zerstörerischen Eingriffe aus dem 19. und frühen 20. Jahrhundert, die zu einer gigantischen Eisen- und Schotterfläche im Herzen der Stadt führten“. Das Landgericht Stuttgart entschied, dass die Seitenflügel nicht bestimmend für die architektonische Anerkennung des Bahnhofs seien.
Architekten, die dem Bahnhof große Bedeutung als einmaliges Zeugnis der Architektur der 1920er Jahre zumessen, kritisieren den Abriss der Seitenflügel, da der Gesamteindruck des Gebäudes dadurch stark verändert werde. Einem von Matthias Roser initiierten Internationalen Aufruf für den Erhalt des Hauptbahnhofs (einschließlich der Seitenflügel) schlossen sich unter anderem der Pritzker-Preisträger Richard Meier und der Architekt David Chipperfield an. Im November 2009 appellierten Mitglieder des Internationalen Rates für Denkmalpflege an die verantwortlichen Politiker, den Hauptbahnhof vollständig zu erhalten und regten an, den Bahnhof in die Vorschlagsliste für das UNESCO-Welterbe aufzunehmen. Im Oktober 2008 präsentierte die „Arbeitsgemeinschaft Hauptbahnhof Stuttgart“ in Berlin einen Aufruf für den Erhalt des Bahnhofsgebäudes. Dieser wurde von mehr als 270 Architekten und Denkmalschützern aus mehreren Ländern unterstützt. Eine 2008 beim Deutschen Bundestag von 3100 Personen eingereichte Petition wurde ab dem 3. Januar 2009 ohne Entscheidung vom Petitionsausschuss geprüft. Auch die Vorstandsvorsitzenden der Bundesstiftung Baukultur, Michael Braum, und der Deutschen Stiftung Denkmalschutz, Gottfried Kiesow, kritisieren in einer gemeinsamen Pressemitteilung den geplanten Abriss.
Eine Klage von Peter Dübbers, einem Enkel von Paul Bonatz gegen den Abriss aufgrund einer möglichen Urheberrechtsverletzung wurde am 20. Mai 2010 abgewiesen. Dübbers ging im Juni 2010 in Berufung. Das Oberlandesgericht Stuttgart wies am 11. August 2010 einen sechs Tage zuvor von Dübbers eingereichten Eilantrag gegen den Abriss zurück. Am 6. Oktober 2010 wies das Oberlandesgericht Stuttgart eine Berufungsklage Dübbers zurück. Nachdem das Gericht eine Revision nicht zugelassen hatte, legte Dübbers dagegen im Dezember 2010 Nichtzulassungsbeschwerde beim Bundesgerichtshof ein. Diese wurde am 9. November 2011 zurückgewiesen. Einen Eilantrag Dübbers gegen den Abbruch des Südflügels lehnte der Verwaltungsgerichtshof Baden-Württemberg am 30. Januar 2012 ab.
Am 18. Mai 2010 wurde der Auftrag zum Abriss des Nordflügels an Wolff & Müller vergeben. Die Baustelleneinrichtung begann am 30. Juli 2010 unter Polizeischutz. Der Beginn der Abbrucharbeiten war für den 1. August 2010 vorgesehen. Bis Mitte August 2010 war der Nordflügel entkernt, der Abriss der Fassade des Nordflügels begann am 25. August.
Die Arbeiten zum Rückbau des Südflügels begannen am 13. Januar 2012 mit der Entkernung des Gebäudes. Der äußere Abriss des Gebäudes begann am 30. Januar und sollte im März 2012 abgeschlossen sein. Am 19. März wurde eine Stütze der Bahnsteigüberdachung beschädigt, die Bauarbeiten ruhten danach für etwa drei Wochen. Am 31. Juli 2012 wurde der Rückbau des Südflügels abgeschlossen.
Vom 2. Mai 2012 bis 21. Oktober 2013 war der Nordausgang gesperrt, um den Bau des Technikgebäudes zu ermöglichen. Mit der temporären Schließung des Nordzugangs wurde ein provisorischer Zugang auf der Fläche des früheren Nordflügels in Betrieb genommen.
Im Januar 2014 begann der Abriss der Gleisüberdachung zwischen dem alten Hauptgebäude und dem provisorischen Querbahnsteig.
Ende Juli 2019 wurde die Ausstellung zu Stuttgart 21 im Bahnhofsturm geschlossen. Auch die Aussichtsplattform auf dem Turm ist seitdem nicht mehr zugänglich. Ab Mitte August 2019 wurden die Geschäfte in der bisherigen Haupthalle des Hauptbahnhofs geschlossen, um für einen Umbau Platz zu machen, der mindestens fünf Jahre dauern soll. Die bisherigen Dienstleistungen der Bahn und einige Geschäfte werden auf provisorische Neubauten im Bereich des alten Nordeingangs, der ehemaligen Schalterhalle der BW-Bank und auf Buden am provisorischen neuen Gleiskopf verteilt.

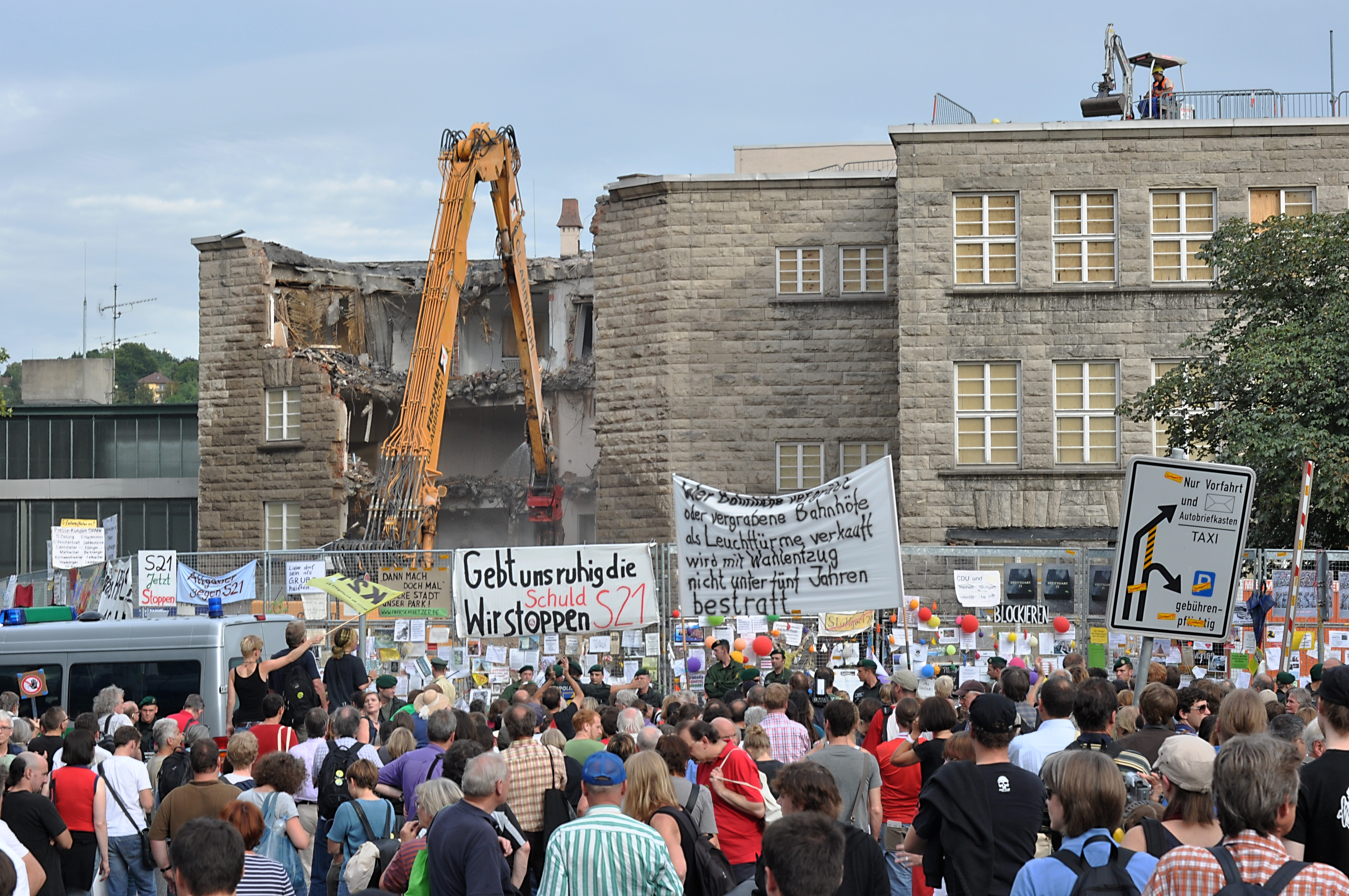
Abrissarbeiten am Nordflügel, 26. August 2010
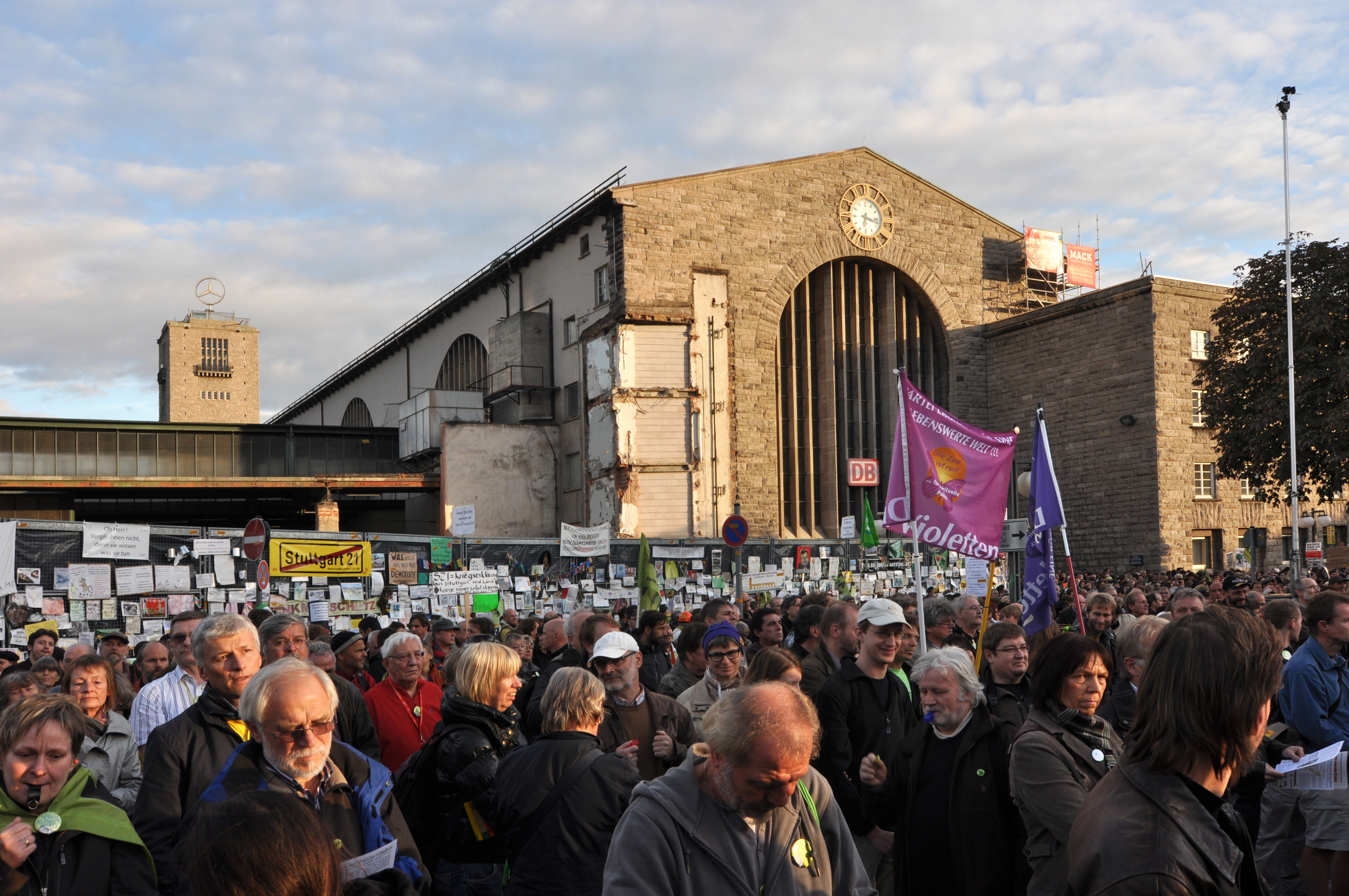
Vollendeter Abriss, 27. September 2010
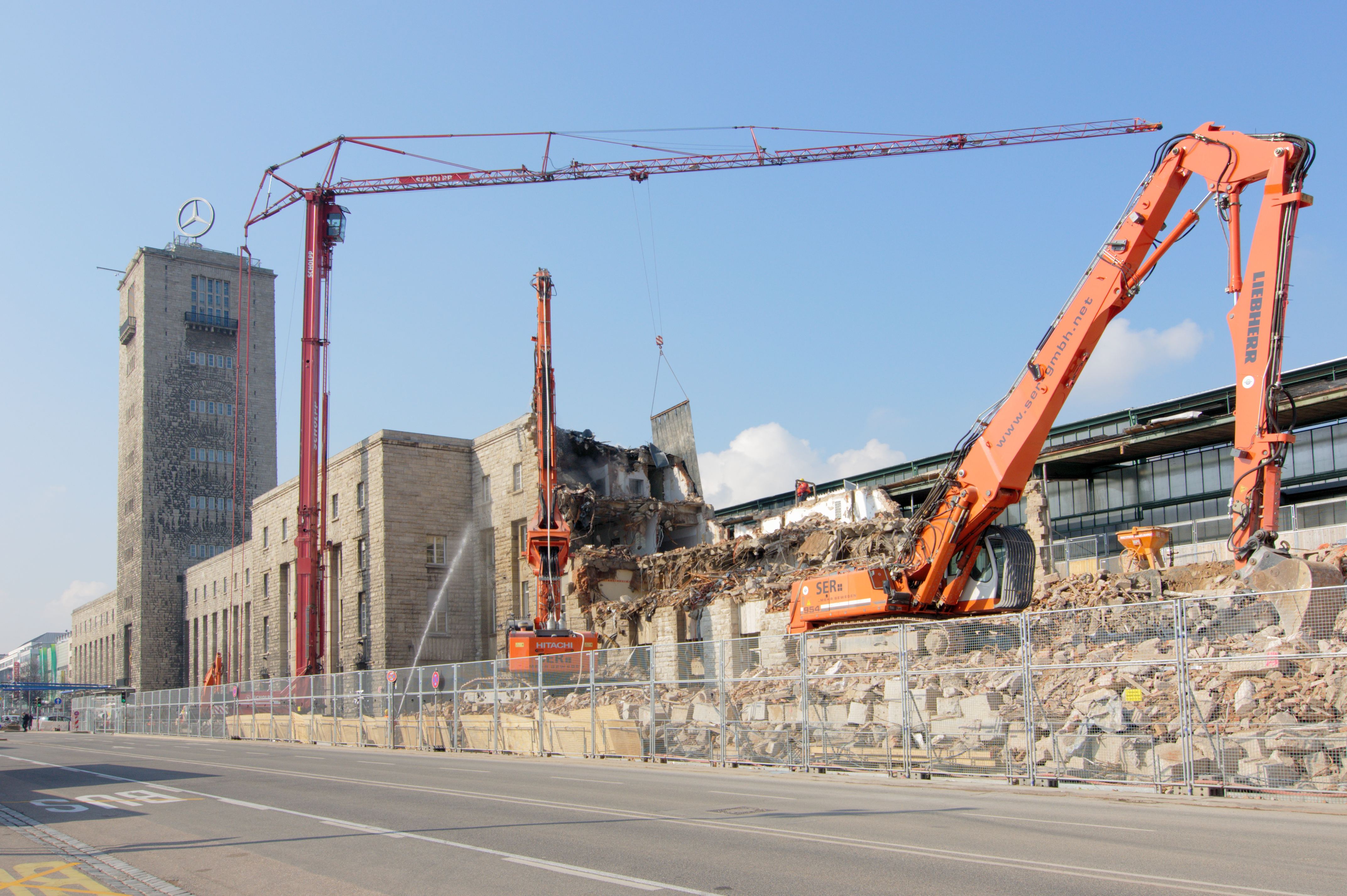
Abrissarbeiten am Südflügel, März 2012
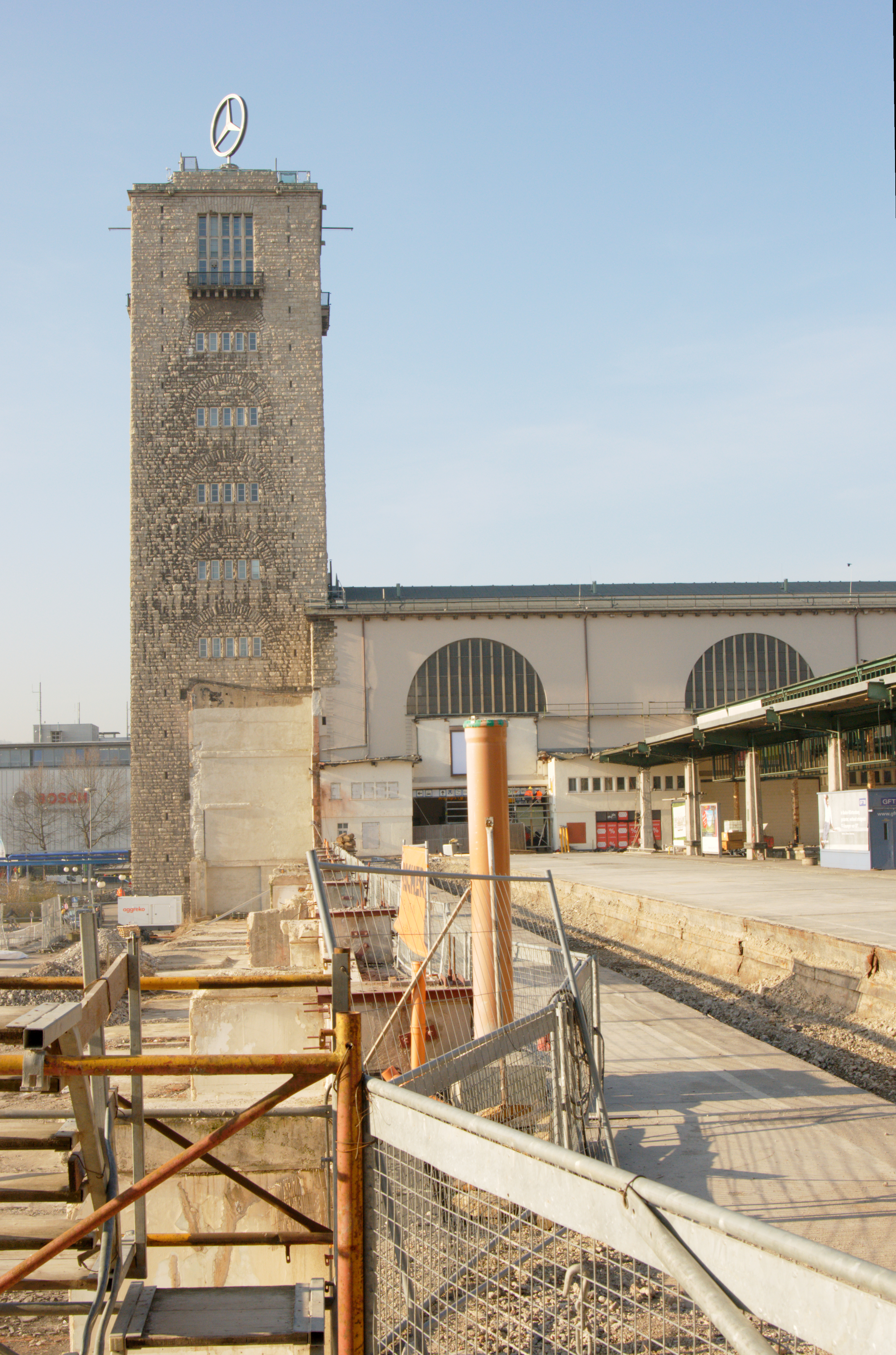
Entferntes Gleisdach über den zurückgebauten Gleisen 15 und 16, März 2014
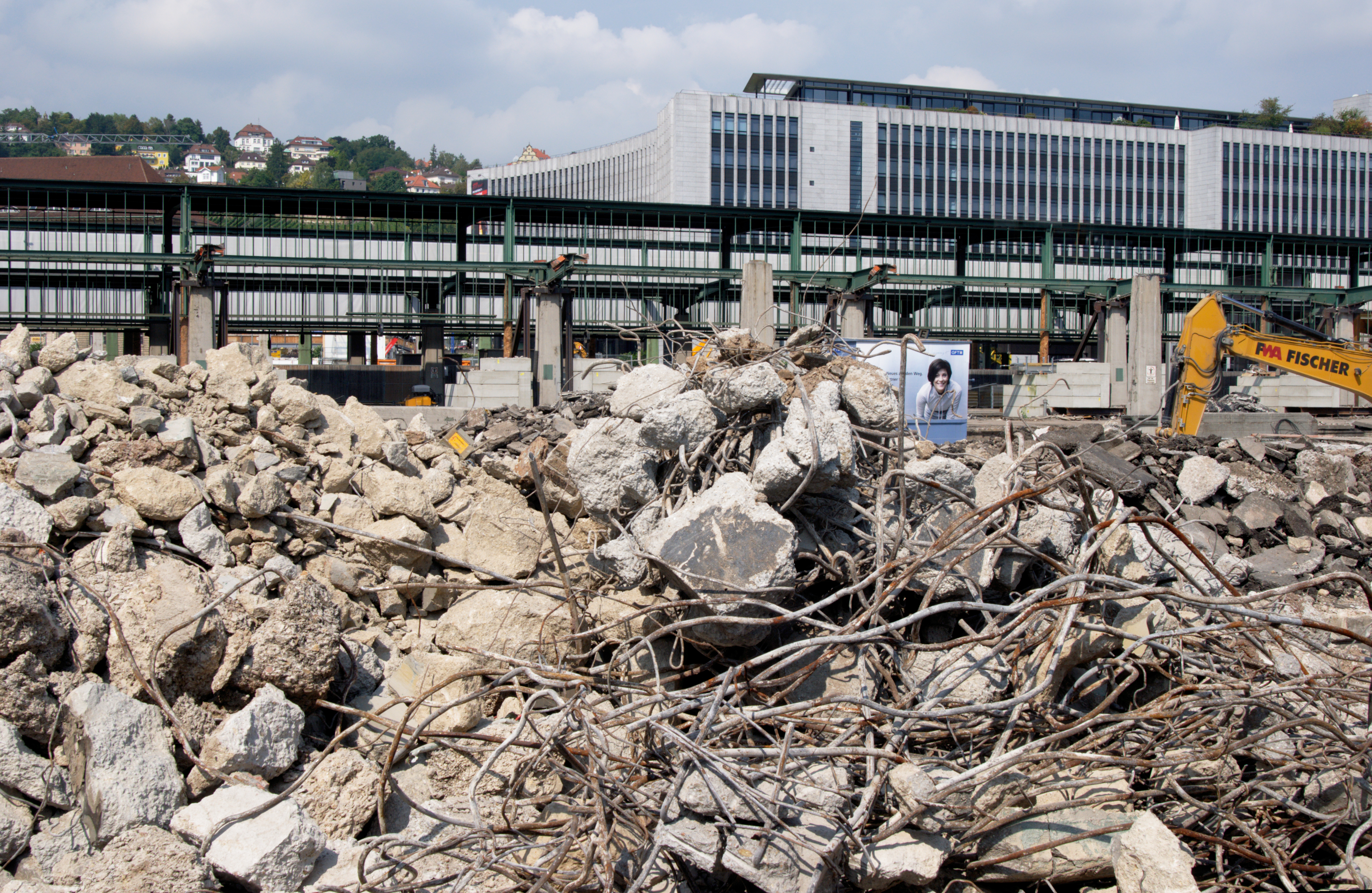
Ehemaliger Kopfbereich der Bahnsteige, September 2014
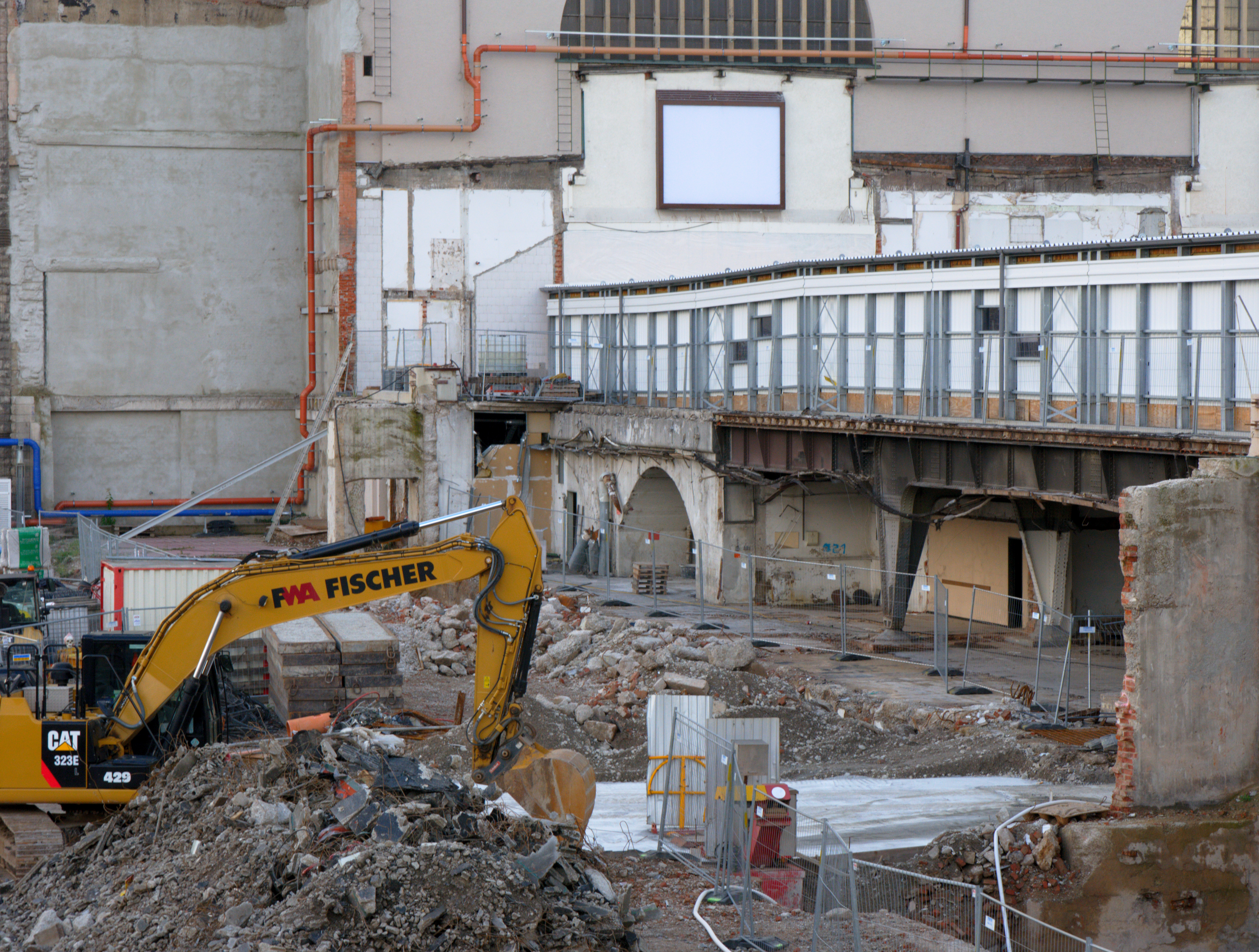
Abrissarbeiten unter den zurückgebauten Gleisen 15 und 16, September 2014
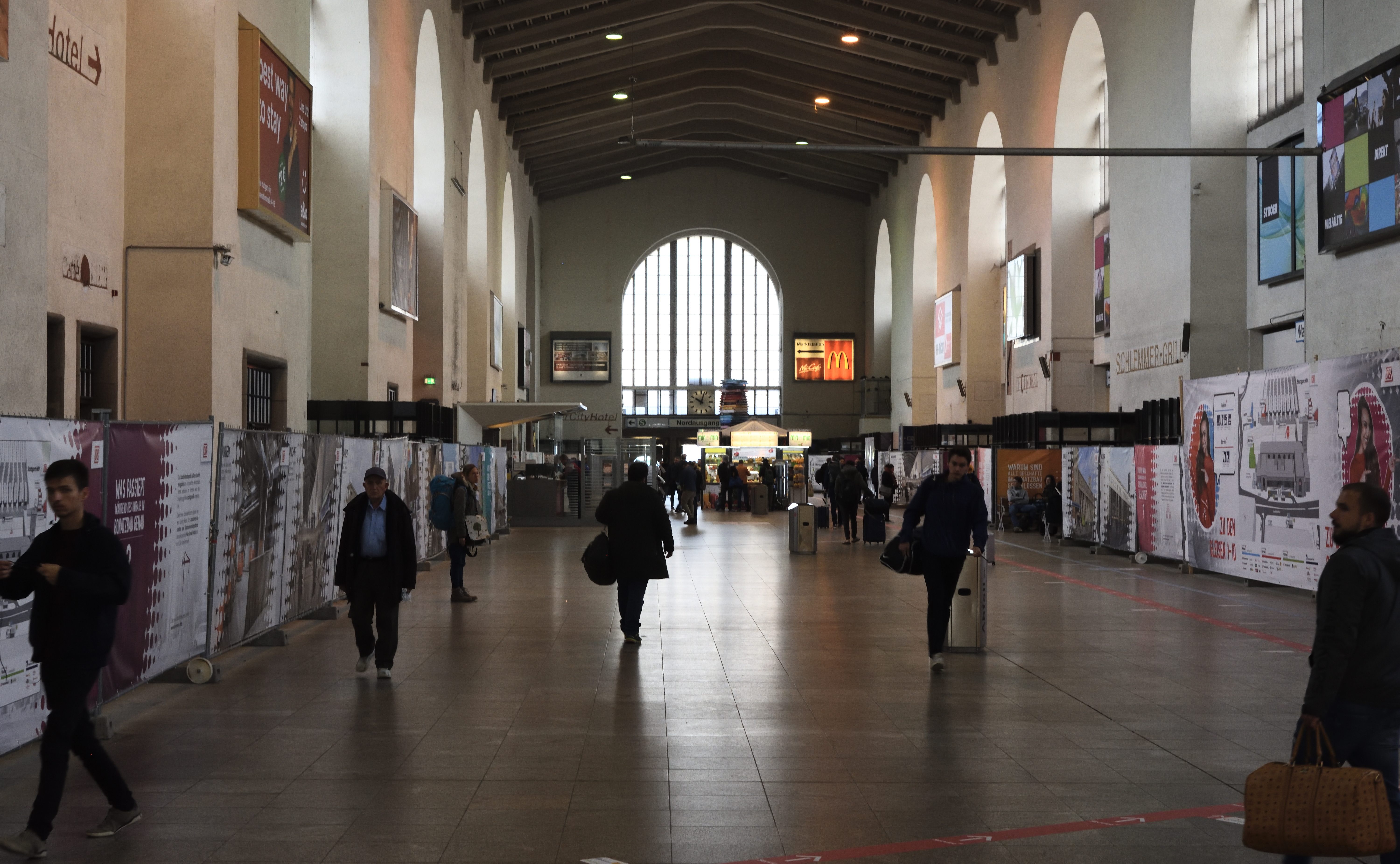
Geräumte Halle des Bonatzbaus, Oktober 2019
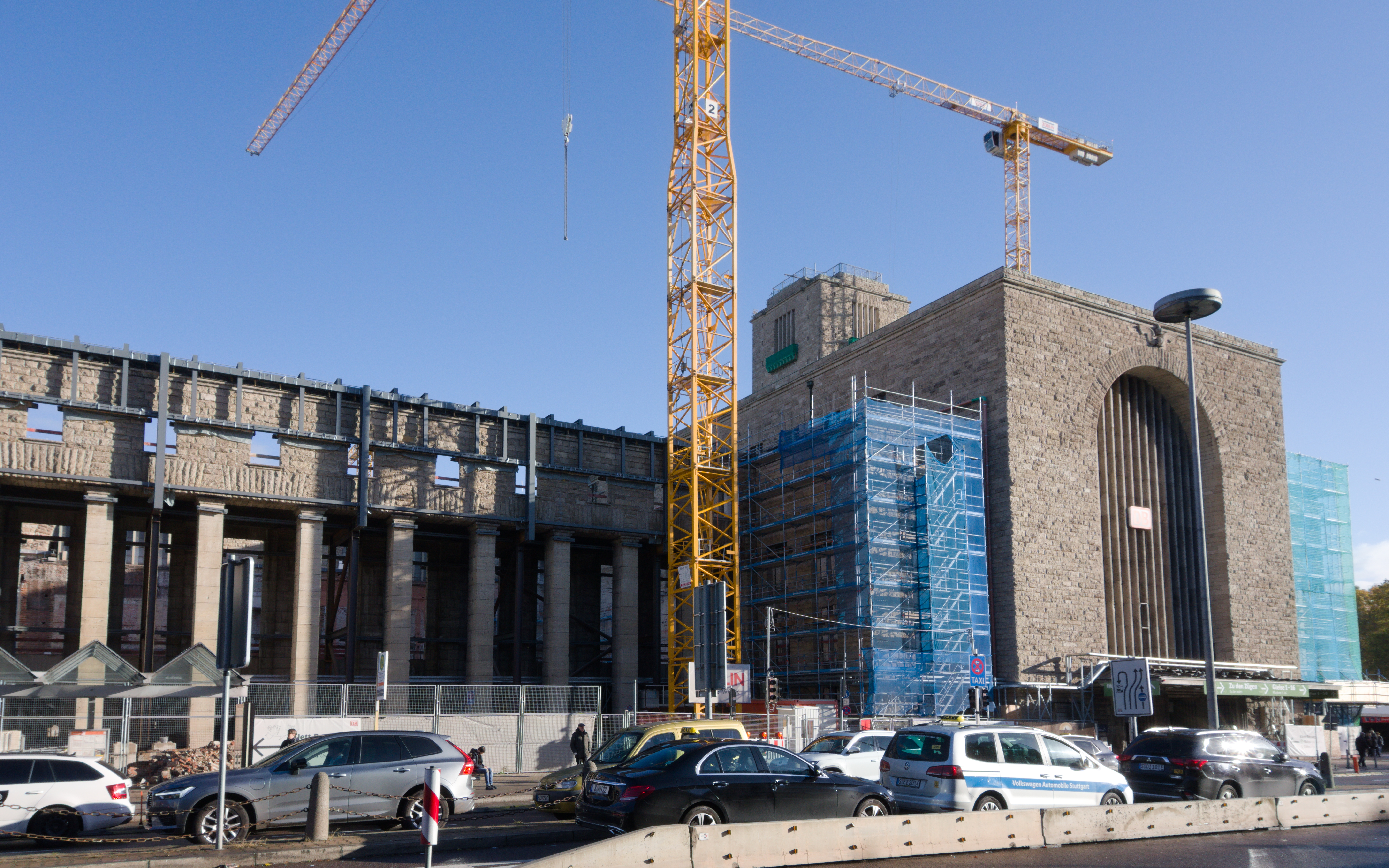
Westfassade des Bonatzbaus, November 2022
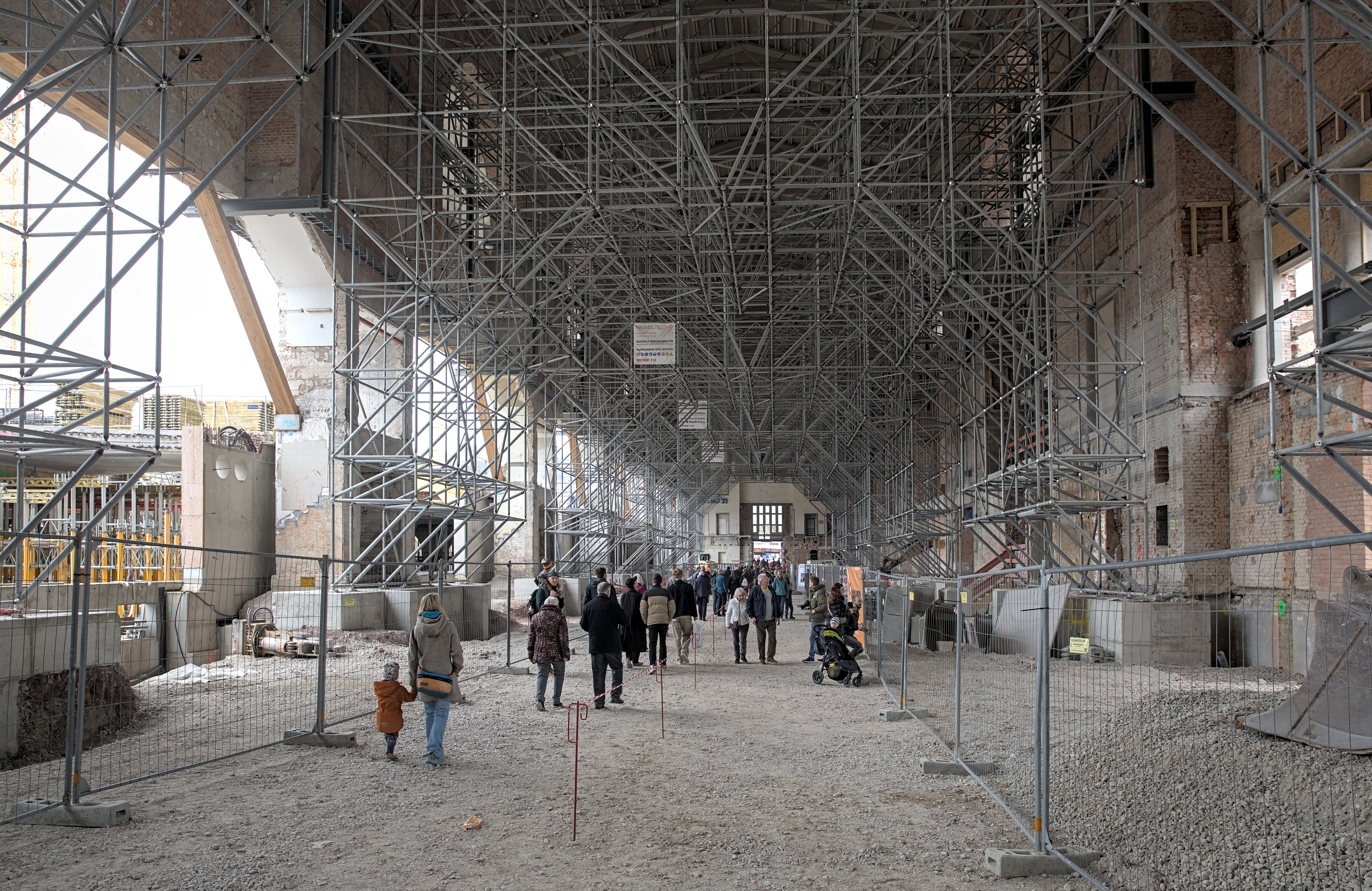
Innenansicht des Bonatzbaus, April 2023

#### Technikgebäude

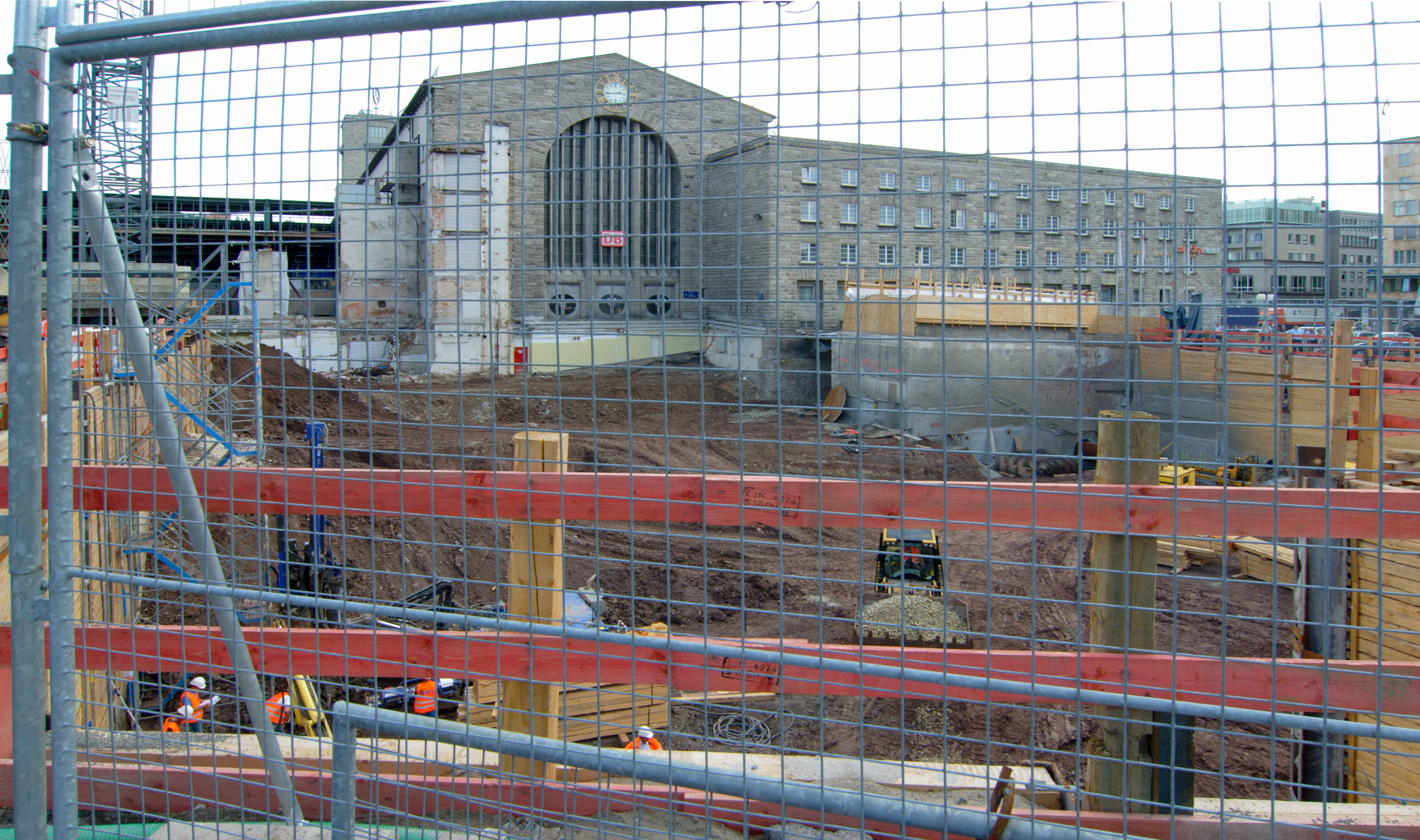
Baugrube für das Technikgebäude

Im Technikgebäude sollen die Leit- und Sicherheitstechnik für den neuen Tiefbahnhof, die S-Bahn-Station und Teile des alten Bahnhofsgebäudes installiert werden. Nachdem im Juni 2010 der Nordflügel zurückgebaut und im Februar 2011 die Bäume auf dem Kurt-Georg-Kiesinger-Platz verpflanzt wurden, begannen im April 2012 die Tiefbauarbeiten. Zur Absicherung der Baugrube wurden dabei Bohrträger eingebracht. Da das Technikgebäude unter den Bonatzbau ragen wird, musste dieser per Hochdruckinjektionsverfahren unterfangen werden. Die Rohbauarbeiten wurden im Oktober 2013 abgeschlossen.
Ursprünglich hatte die Stuttgarter Firma Wolff & Müller den Zuschlag für das Technikgebäude im Mai 2010 erhalten, die den Auftrag jedoch ohne Angabe von Gründen wieder zurückgab. Er wurde im Dezember 2011 neu ausgeschrieben und an eine Arbeitsgemeinschaft vergeben, bestehend aus den beiden Firmen Kellerbau in Süßen und Fischer in Weilheim an der Teck. Die Firma Kellerbau meldete Anfang August 2012 Konkurs an und der Bau wurde von der Firma Fischer im Alleingang fortgesetzt.

#### Neubau
Mitte Juli 2010 wurde der Bau des Hauptbahnhofs (einschließlich der anschließenden Tunnelabschnitte des Nord- und Südkopfes, der Düker Nesenbach, West und Cannstatter Straße) ausgeschrieben. Im März 2012 erging der Zuschlag an ein Konsortium unter Führung des Stuttgarter Bauunternehmens Züblin.
Der für den Bau des Bahnhofstrogs notwendige Umbau des Nesenbach-Dükers am Hauptbahnhof sollte nach dem Planungsstand von März 2012 in der zweiten Jahreshälfte 2012 beginnen und 2014 abgeschlossen sein. Anfang August 2014 war dieser Umbau immer noch nicht begonnen. Die Deutsche Bahn hatte eine Änderung der ursprünglich geplanten Umbaumethode beantragt, die bis zu diesem Zeitpunkt vom Eisenbahn-Bundesamt nicht genehmigt war.
Anfang August 2014 begannen die Aushubarbeiten für den Bahnhofstrog. Dabei fanden archäologische Notgrabungen durch das Landesamt für Denkmalpflege Baden-Württemberg statt. Die dabei freigelegten Befunde reichen bis in die ältere Bronzezeit zurück. In römischer Zeit befand sich hier ein landwirtschaftlicher Großbetrieb. Die Aushubarbeiten für den Bahnhofstrog sind in Abschnitte von 1 bis 25 nummeriert. Die Arbeiten begannen zunächst im Abschnitt 16, im Bereich des ehemaligen zentralen Omnibusbahnhofs. Ein Mitte 2013 vorgestellter Zeitplan für die Aushubarbeiten im Mittleren Schlossgarten galt Mitte 2014 als überholt. Von 14 bis dahin vorgesehenen Bauschritten waren 7 realisiert, die Arbeiten etwa fünf Monate im Rückstand.
Obwohl ursprünglich vorgesehen war, das Gebäude zu erhalten, wurde für die Bauarbeiten im Abschnitt an der Jägerstraße ab Mitte Februar auch das ehemalige Gebäude der Industrie- und Handelskammer abgerissen.
Mitte August 2015 waren die Arbeiten am Bahnhofstrog um mehrere Monate im Verzug. Die Bauarbeiter erreichten zu diesem Zeitpunkt im Abschnitt 16 die Sohle, die tiefste Stelle. Laut dem Zeitplan, den Bahn und die Baufirma Züblin ein Jahr zuvor vorgelegt hatten, hätte dies jedoch spätestens Anfang April erreicht werden sollen. Von 18 geplanten Teilschritten am Bauabschnitt 16 waren 7 abgeschlossen.
Am 26. Januar 2016, ein Jahr nach dem im Zeitplan vom August 2014 vorgesehenen Termin, wurde mit dem Guss der Bodenplatte in der ersten Baugrube des Hauptbahnhofs begonnen, zunächst mit der Grundplatte am so genannten Medienkanal. Der Grundstein für den Bahnhofsneubau wurde am 16. September 2016, mehr als 6 Jahre nach Baubeginn, gelegt.
Im Juni 2017, rund 18 Monate später als laut früherer Planung vorgesehen, begann der Bau der ersten von 28 Kelchstützen, die künftig das Dach des Hauptbahnhofs tragen sollen; im Juni 2023 war die letzte Kelchstütze betoniert. Der Bau der Lichtaugen auf den Kelchstützen wurde im Mai 2023 begonnen. Die Arbeiten werden von der seele Gruppe ausgeführt.

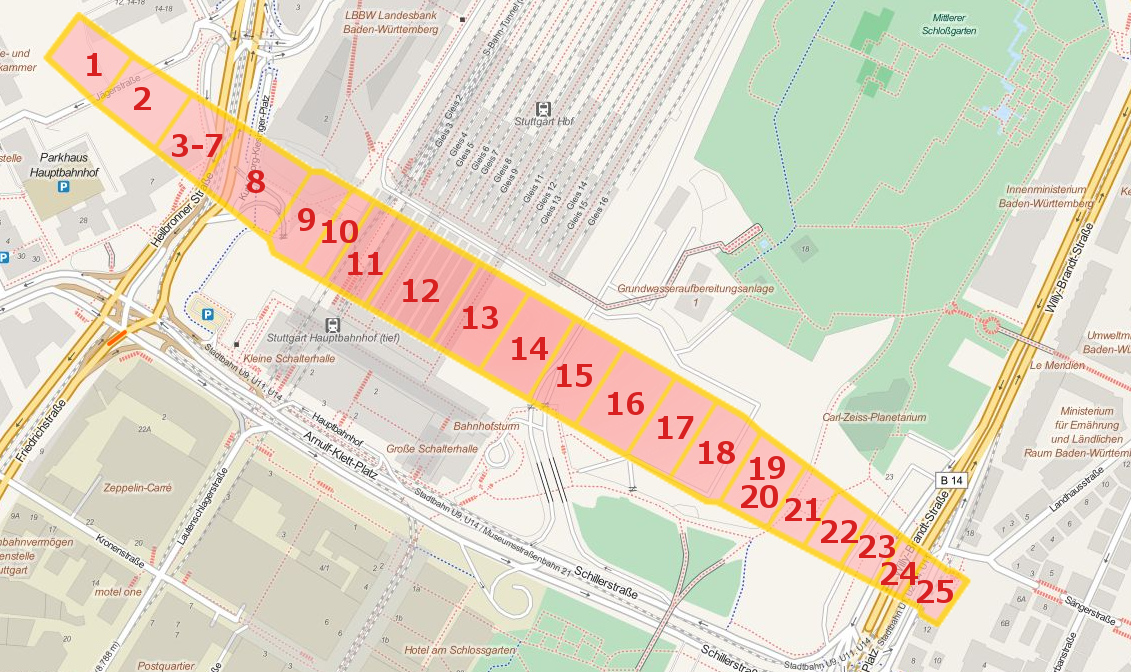
Abschnitte des Bahnhofstrogs
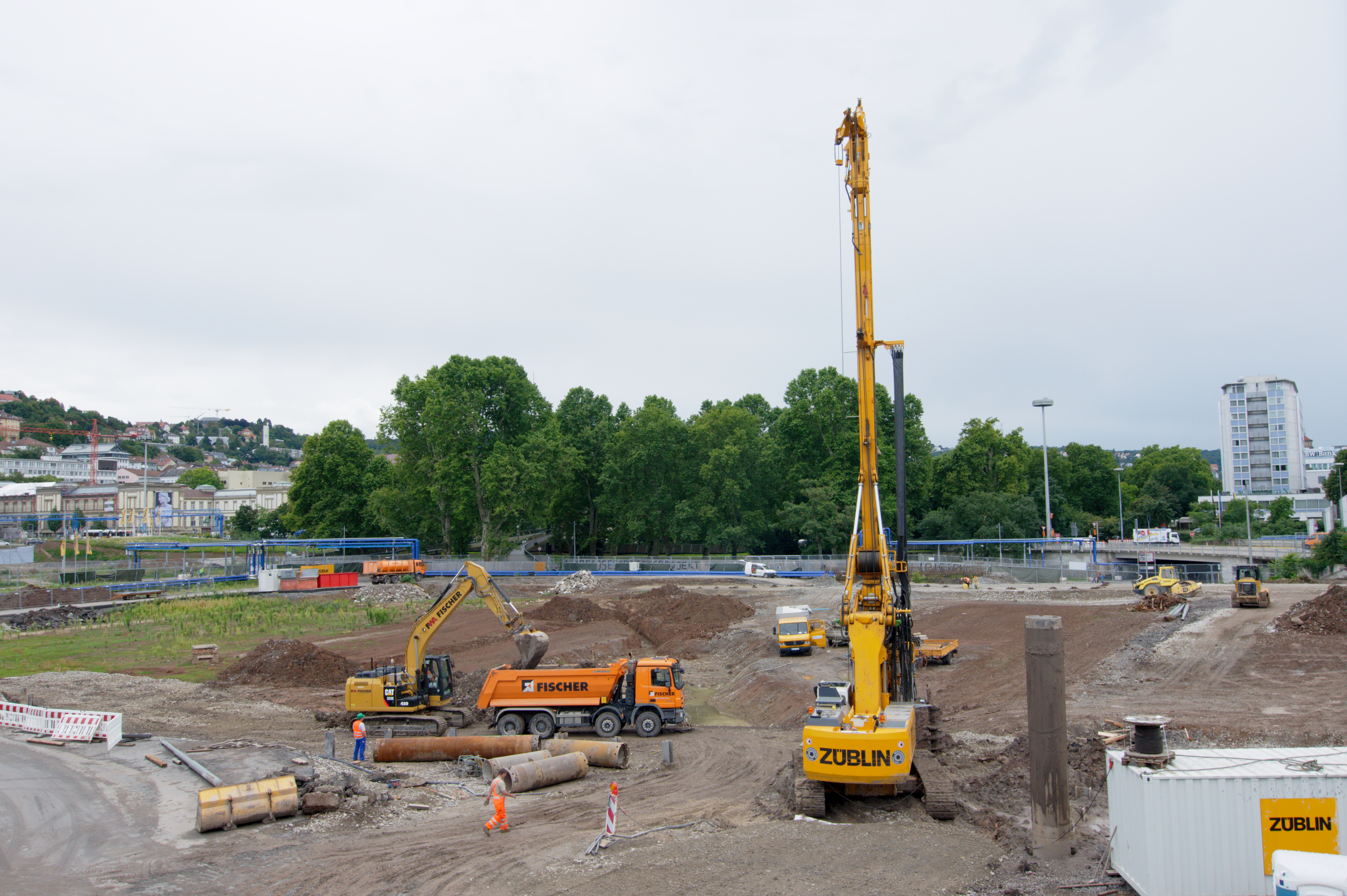
Aushubarbeiten am Abschnitt 16, August 2014
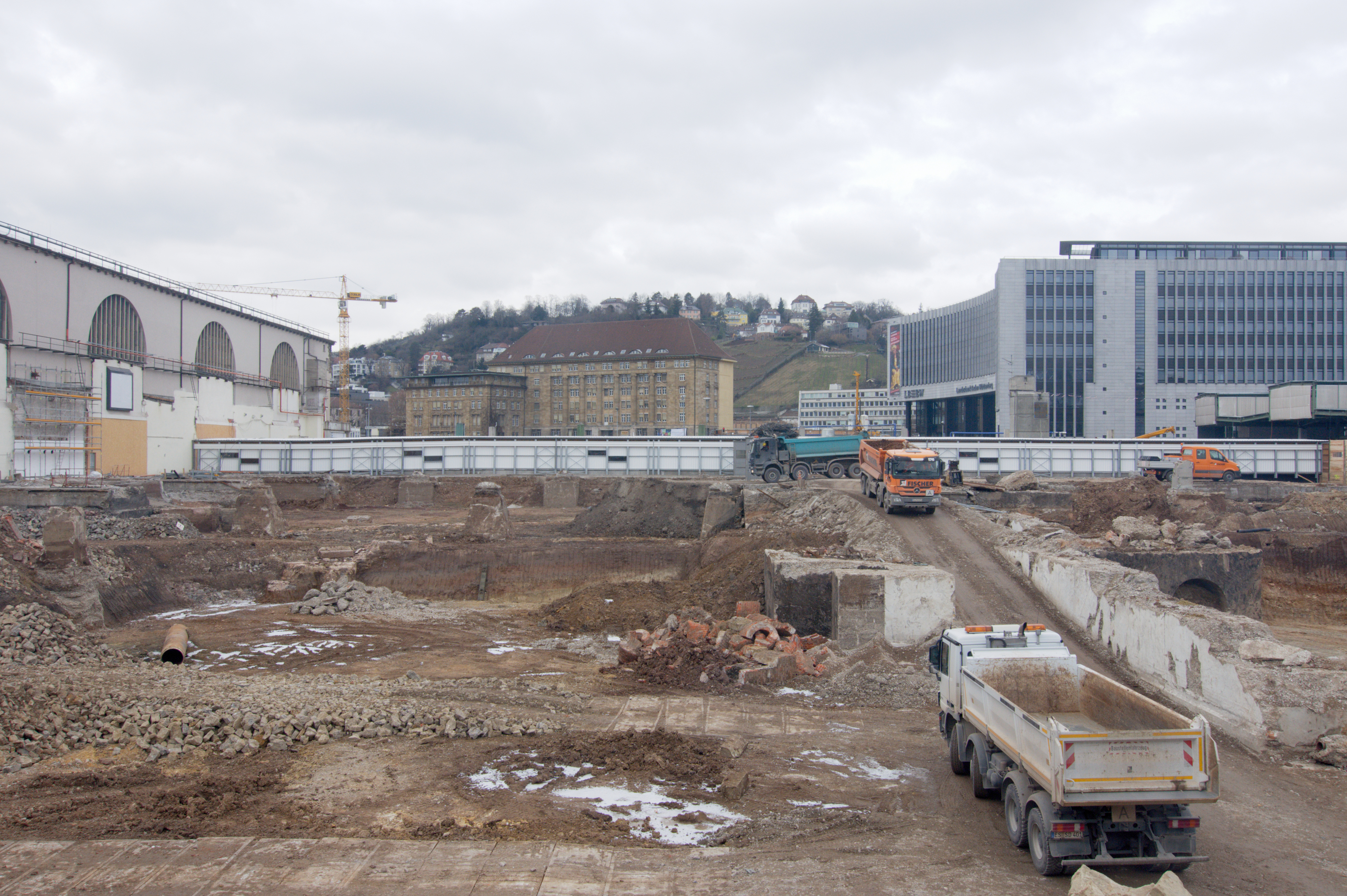
Aushub im ehemaligen Bahnsteigbereich des alten Hauptbahnhofs, Februar 2015
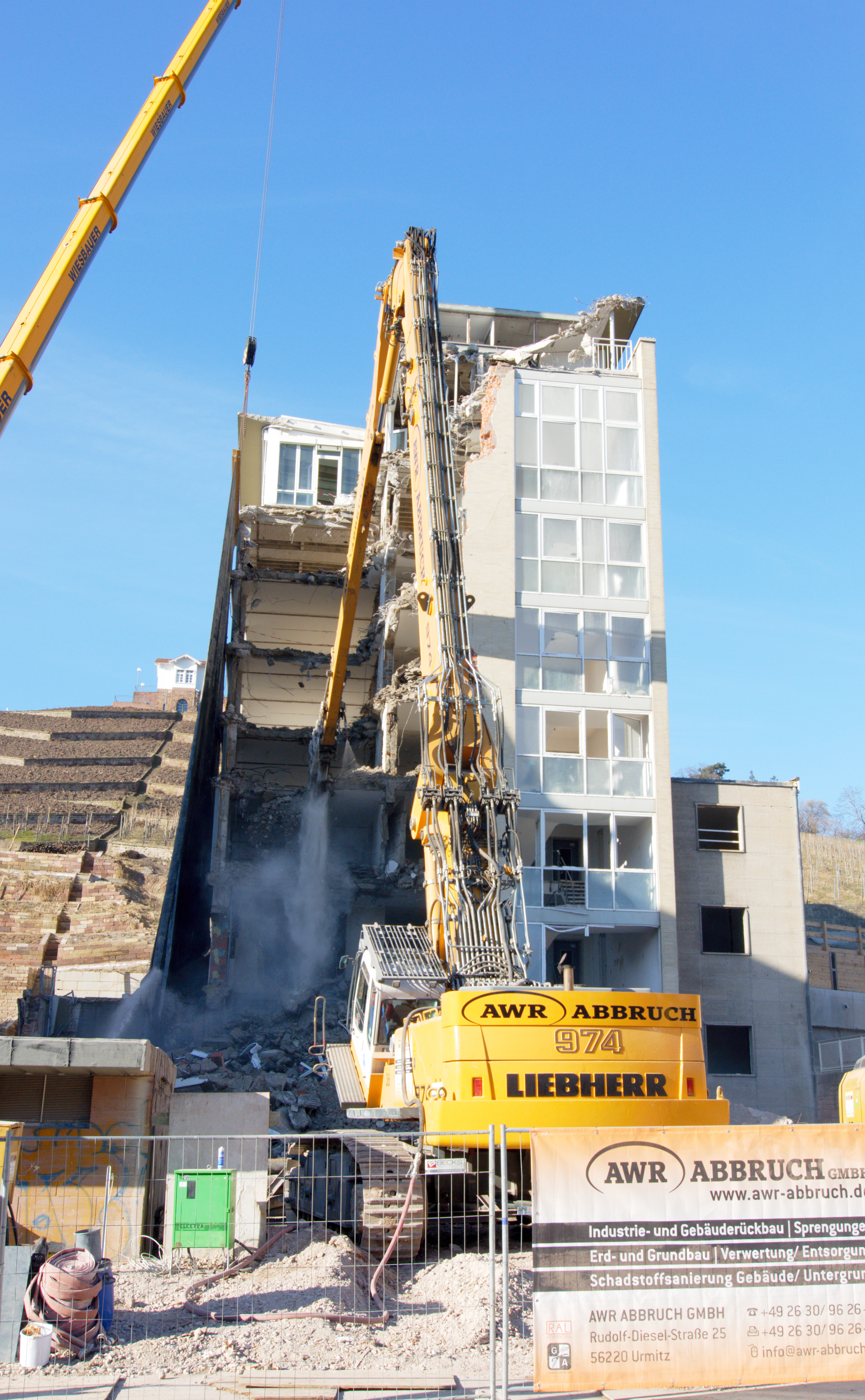
Feld 1 oberhalb der Jägerstraße: Abriss des IHK-Gebäudes, Februar 2015
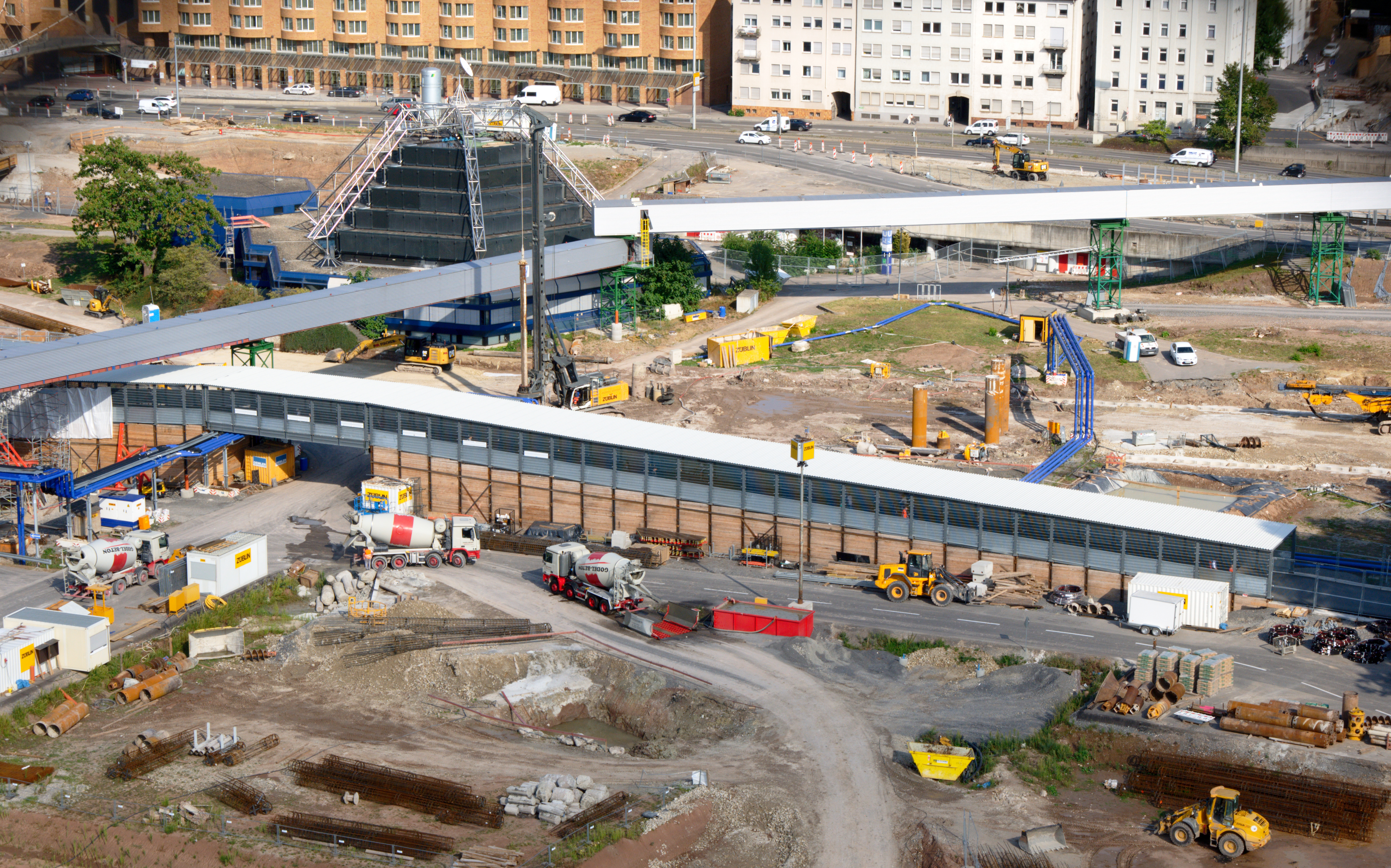
Abschnitte 16 bis 21, Blick vom Bahnhofsturm. Links hinter dem Baufeld das Planetarium
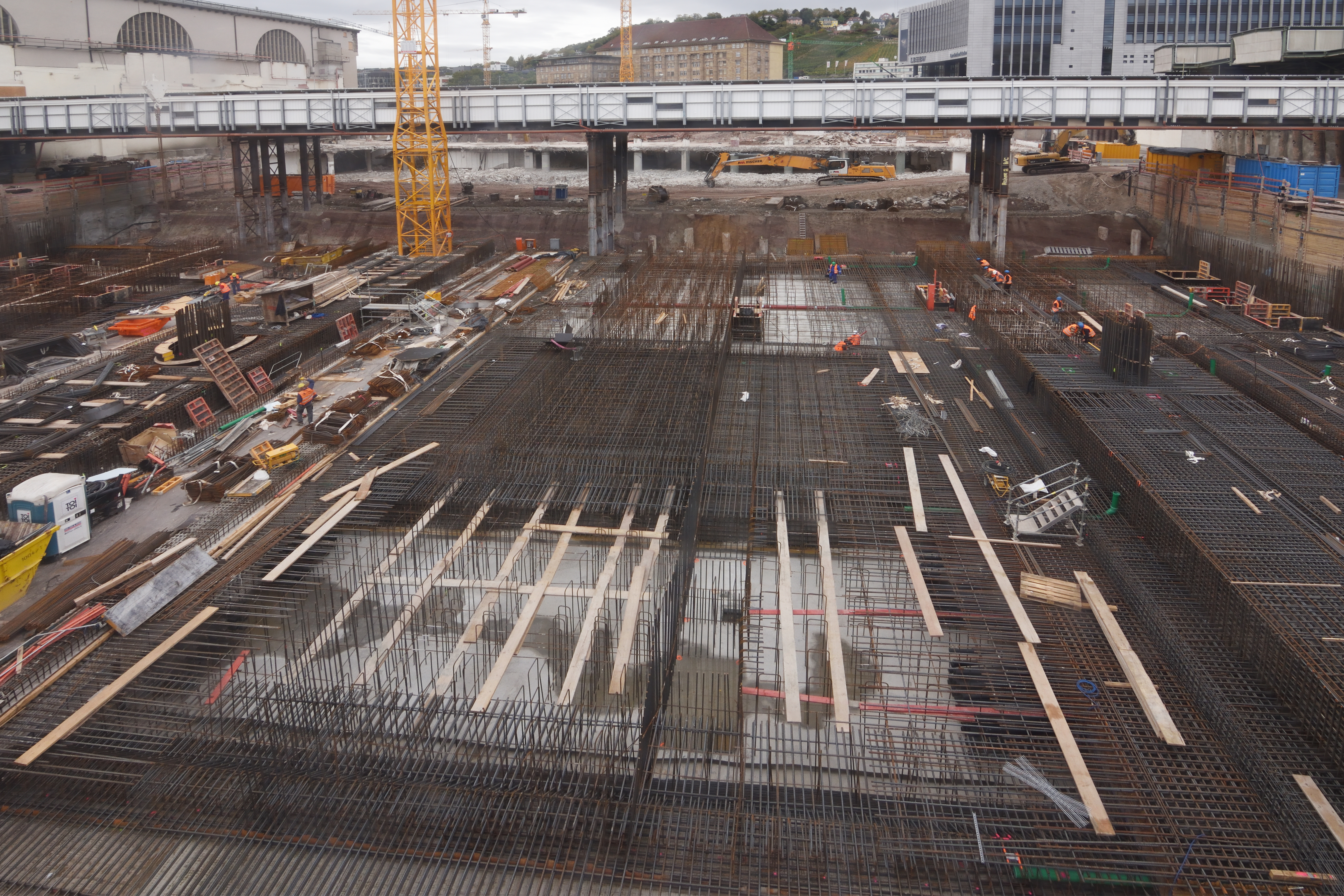
Fundamentkonstruktion im ehemaligen Bahnsteigbereich des alten Hauptbahnhofs, Oktober 2017
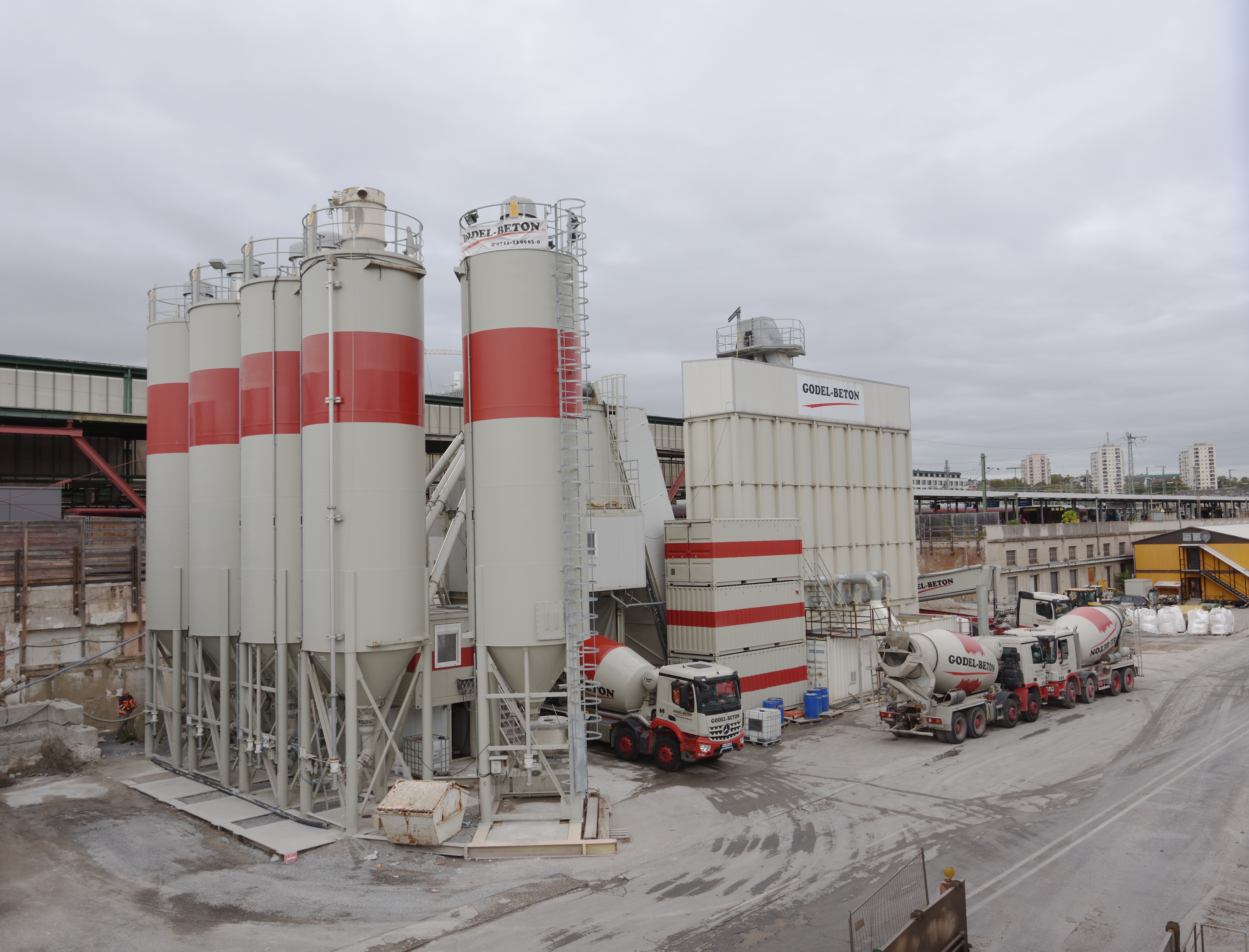
Betonwerk am Hauptbahnhof, Oktober 2017
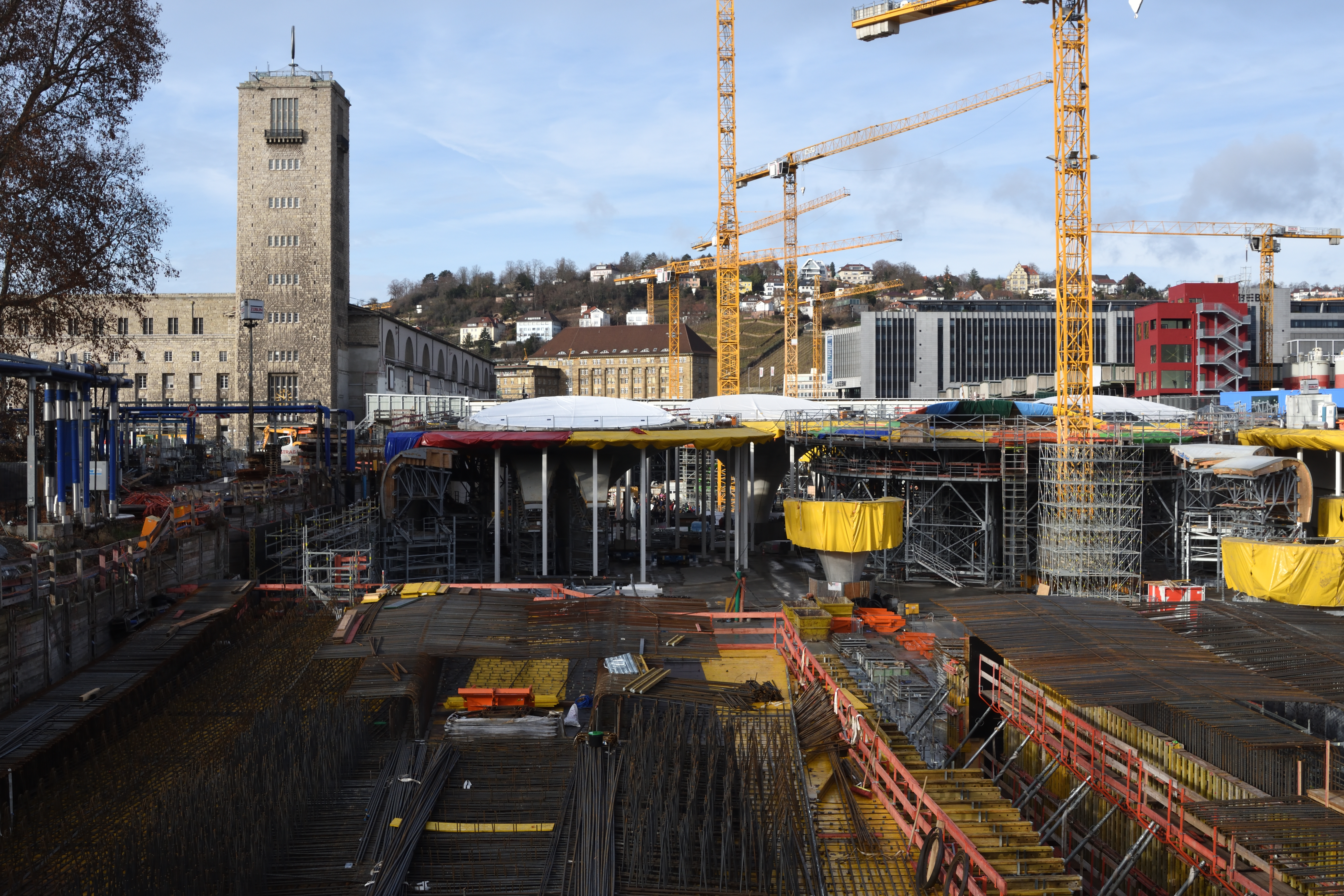
Die Baustelle im Januar 2020
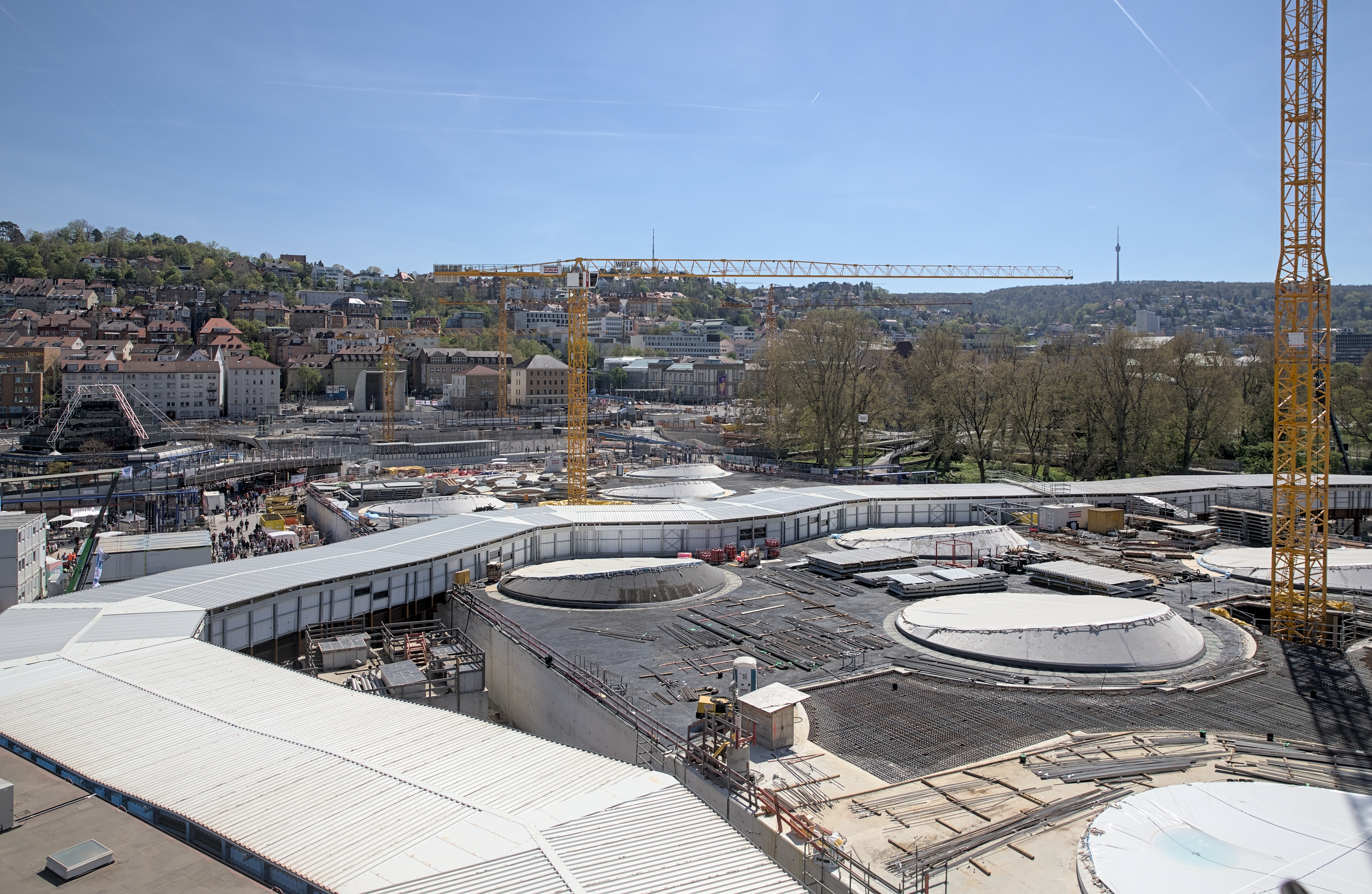
Die Baustelle im April 2022, Südseite
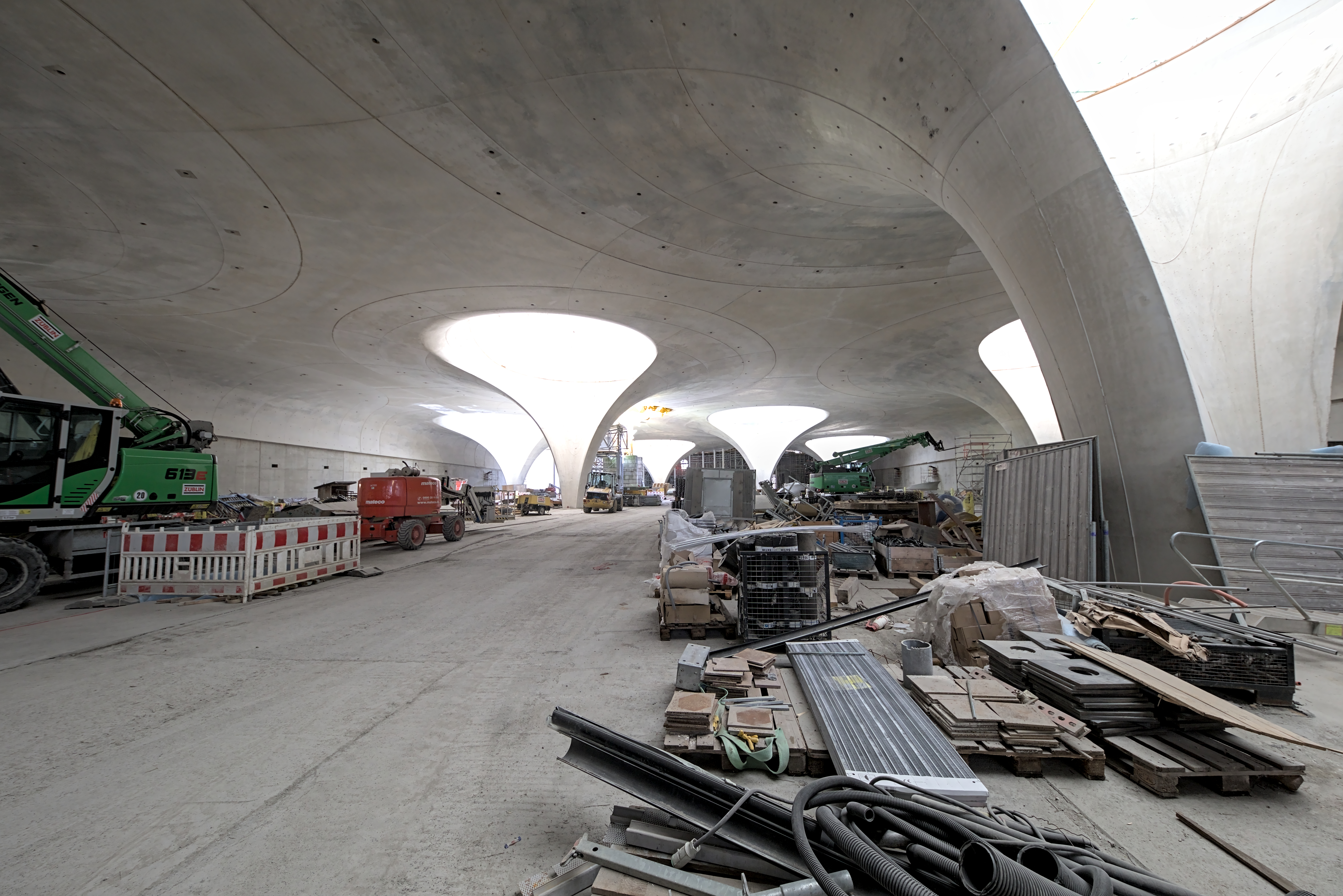
Blick in die Bahnhofshalle, April 2022
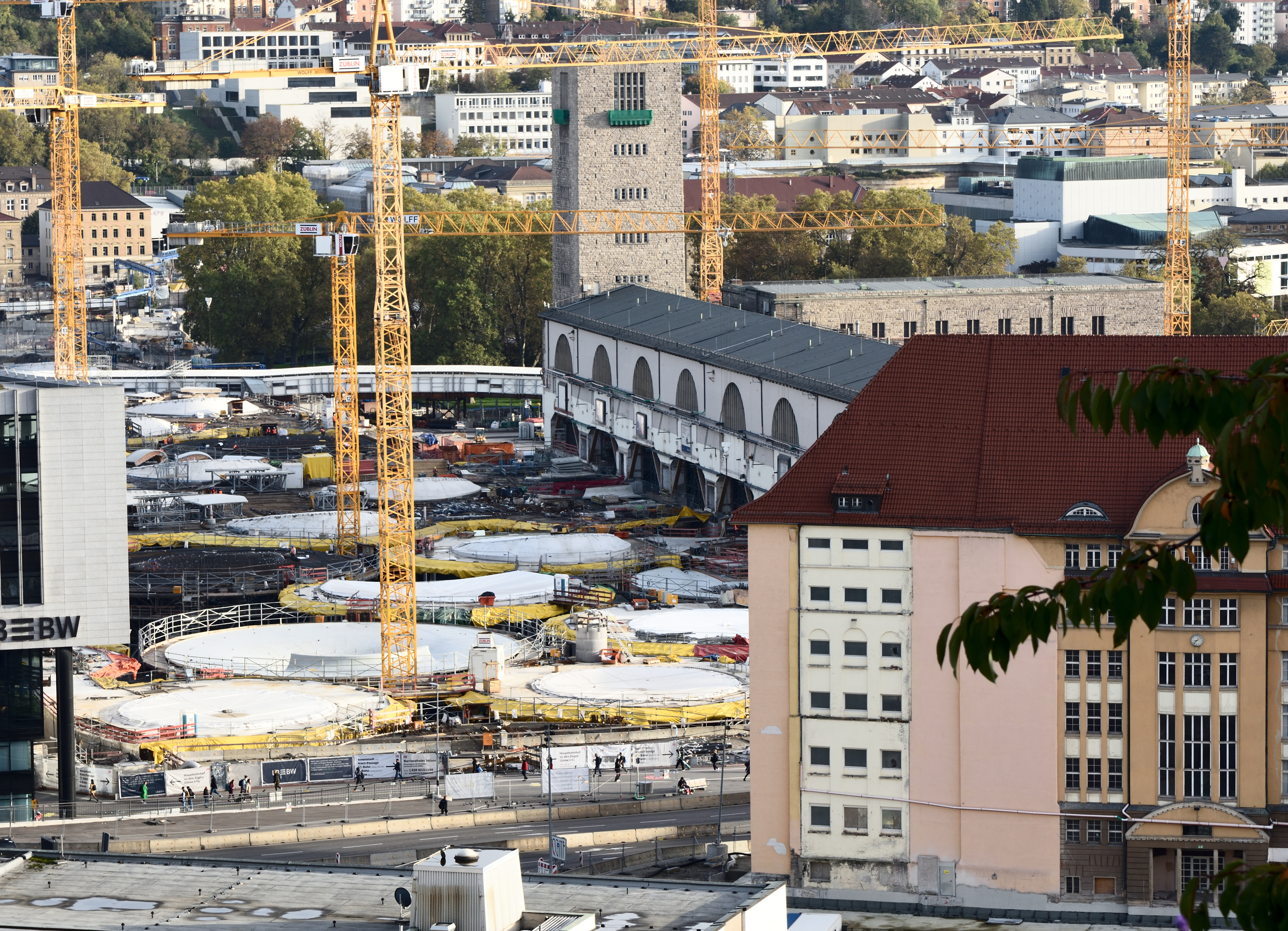
Nordseite der Baustelle, November 2022
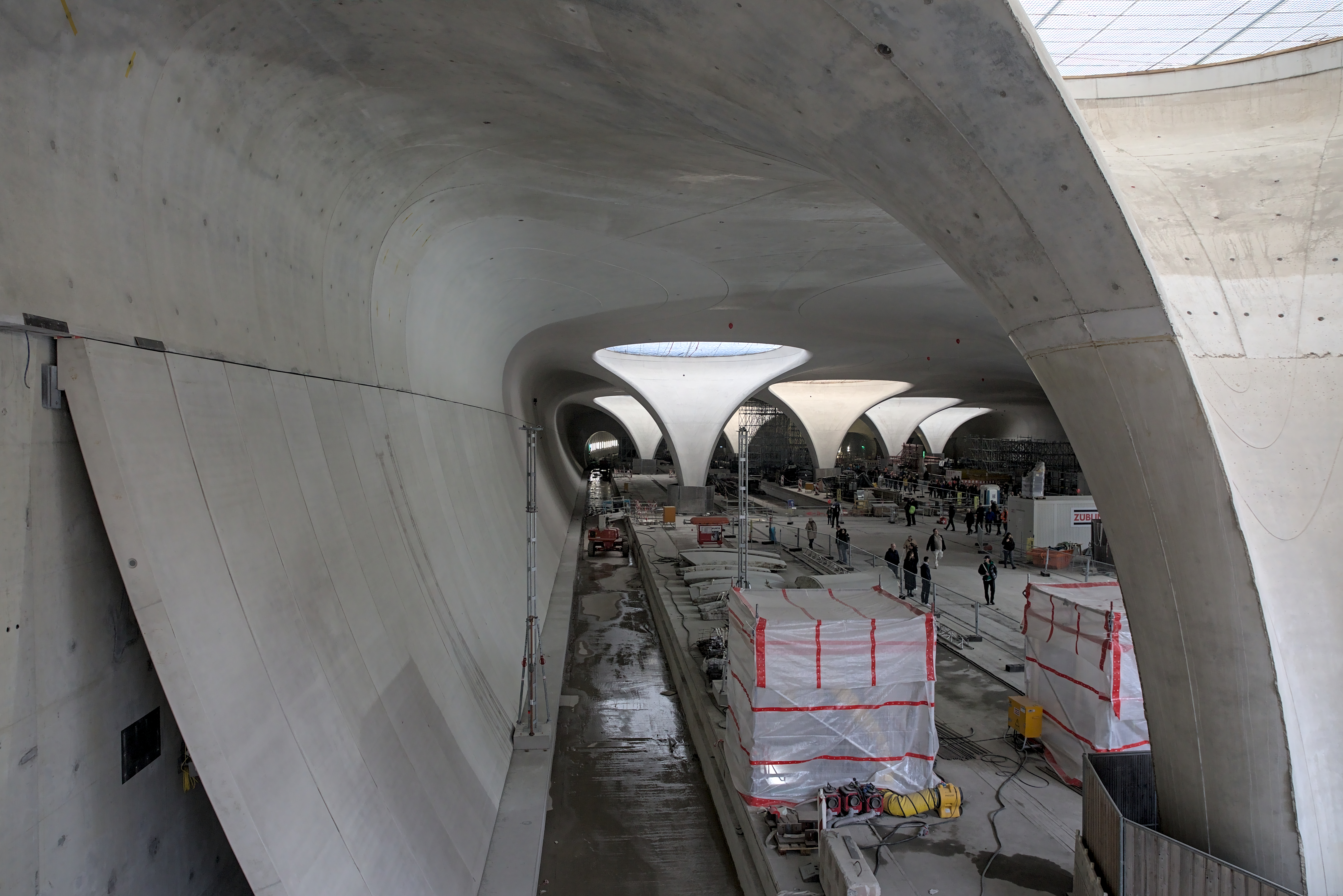
Blick in die Bahnhofshalle, April 2023
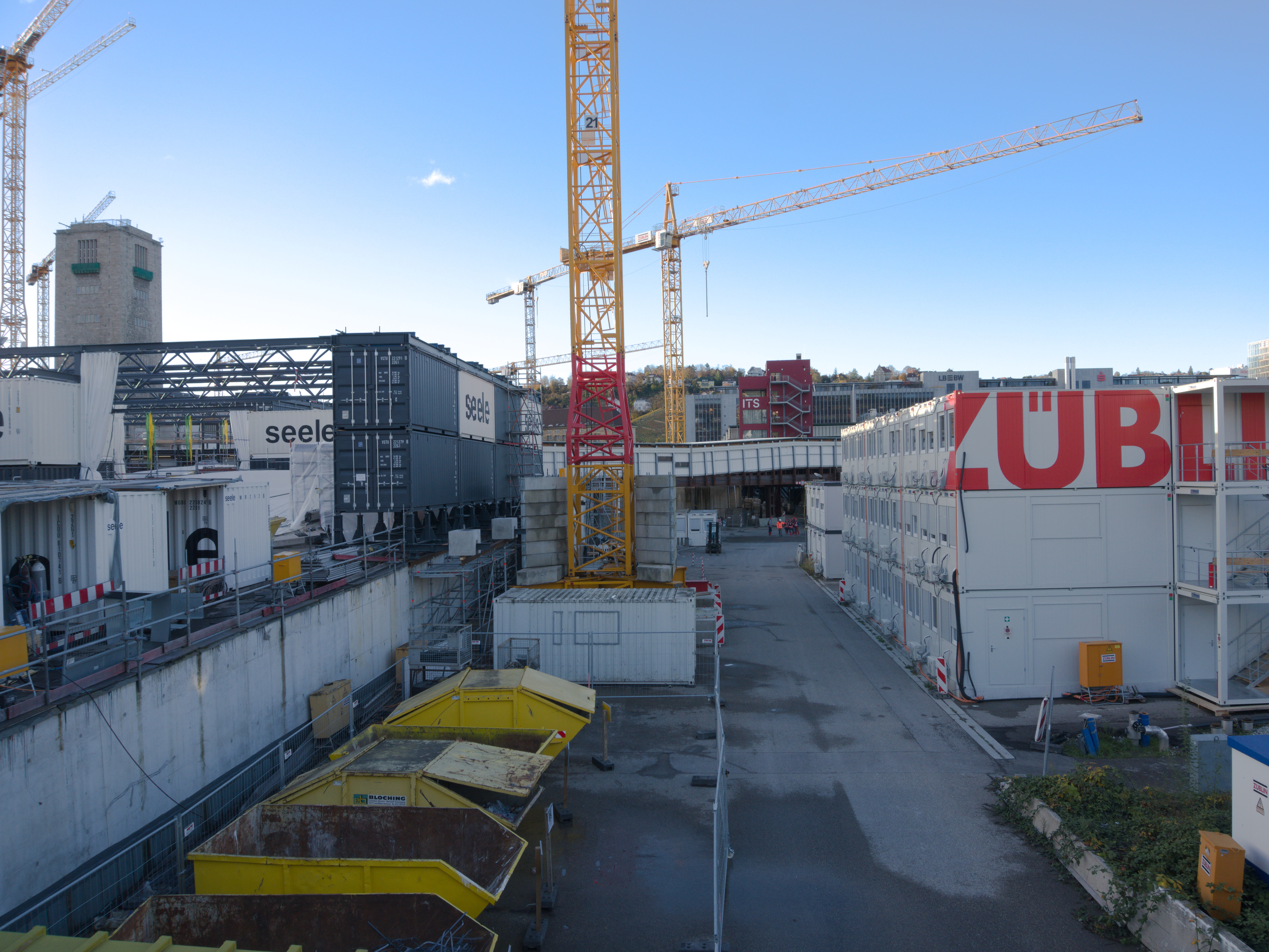
Baustraße, November 2023
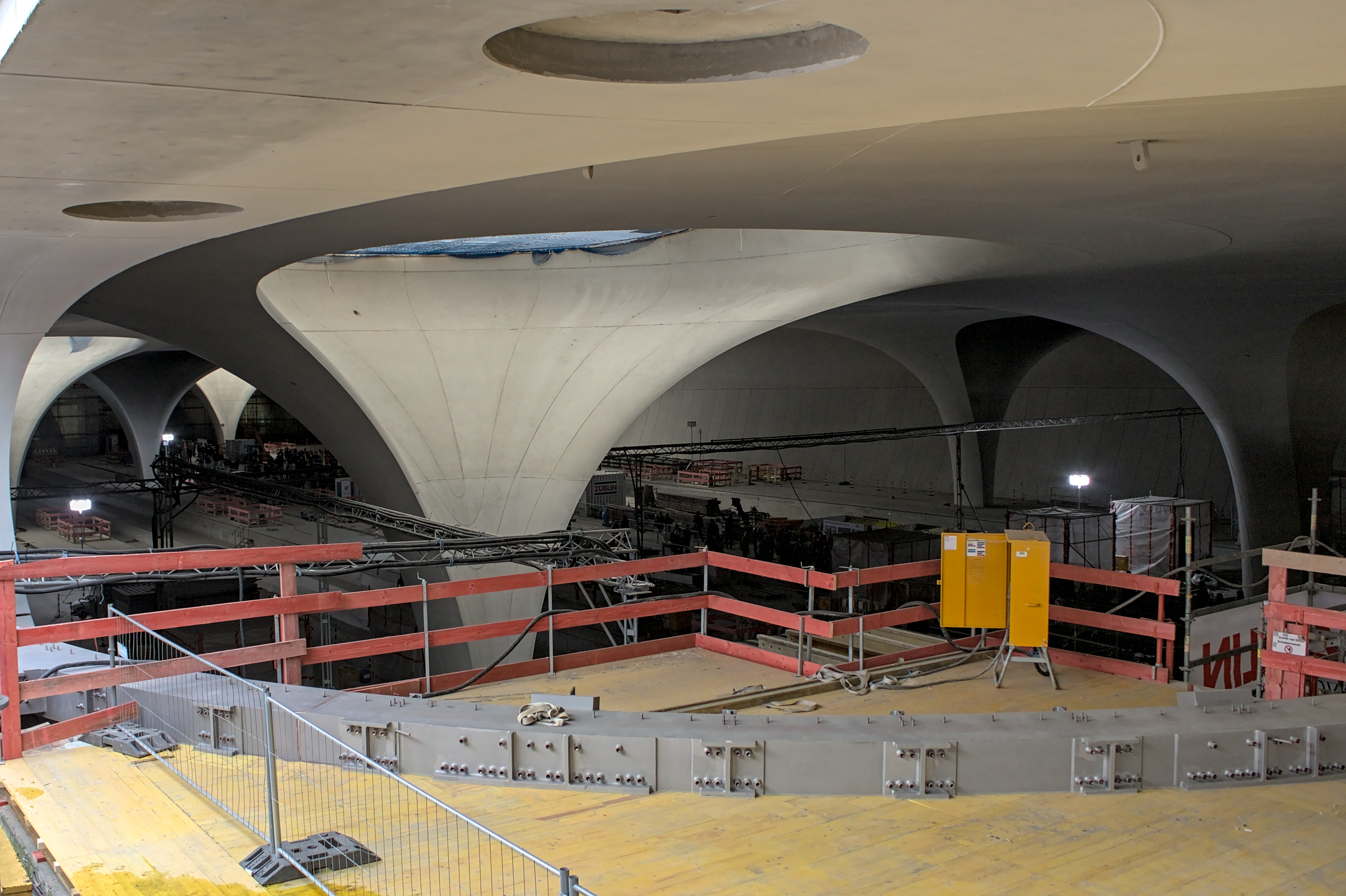
Blick in die Bahnhofshalle, April 2024
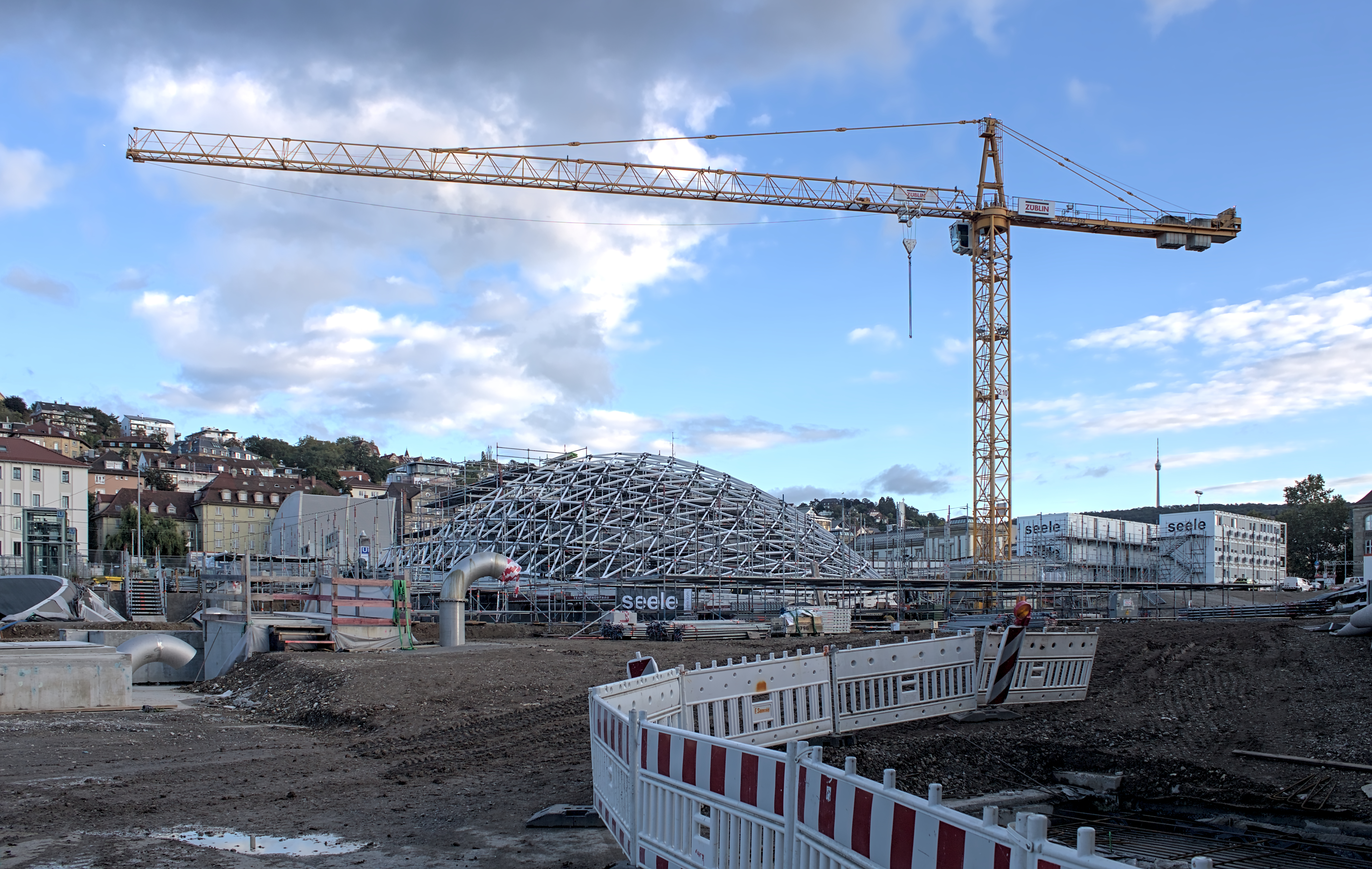
Bau eines Lichtauges, Oktober 2024
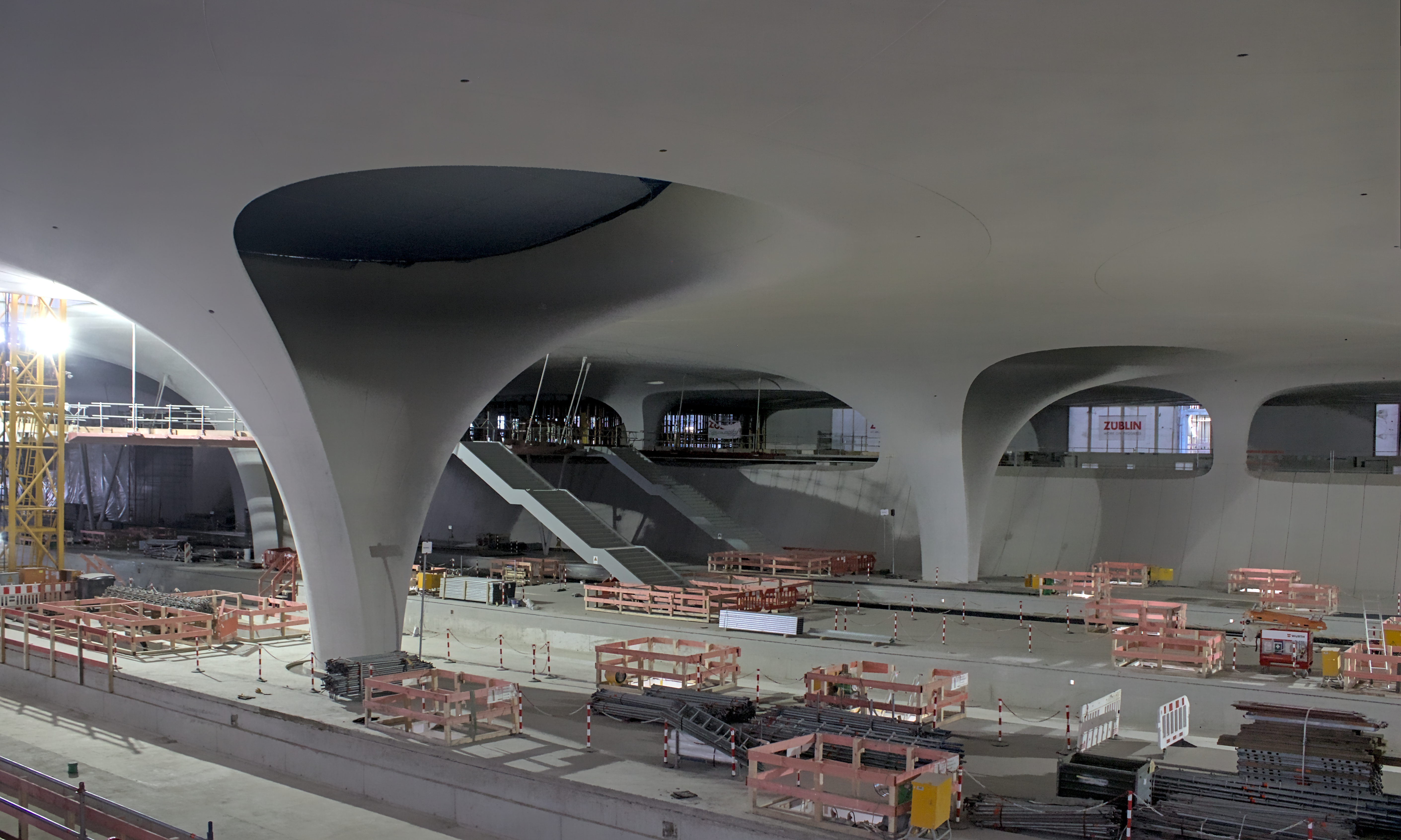
Blick in die Bahnhofshalle, Oktober 2024
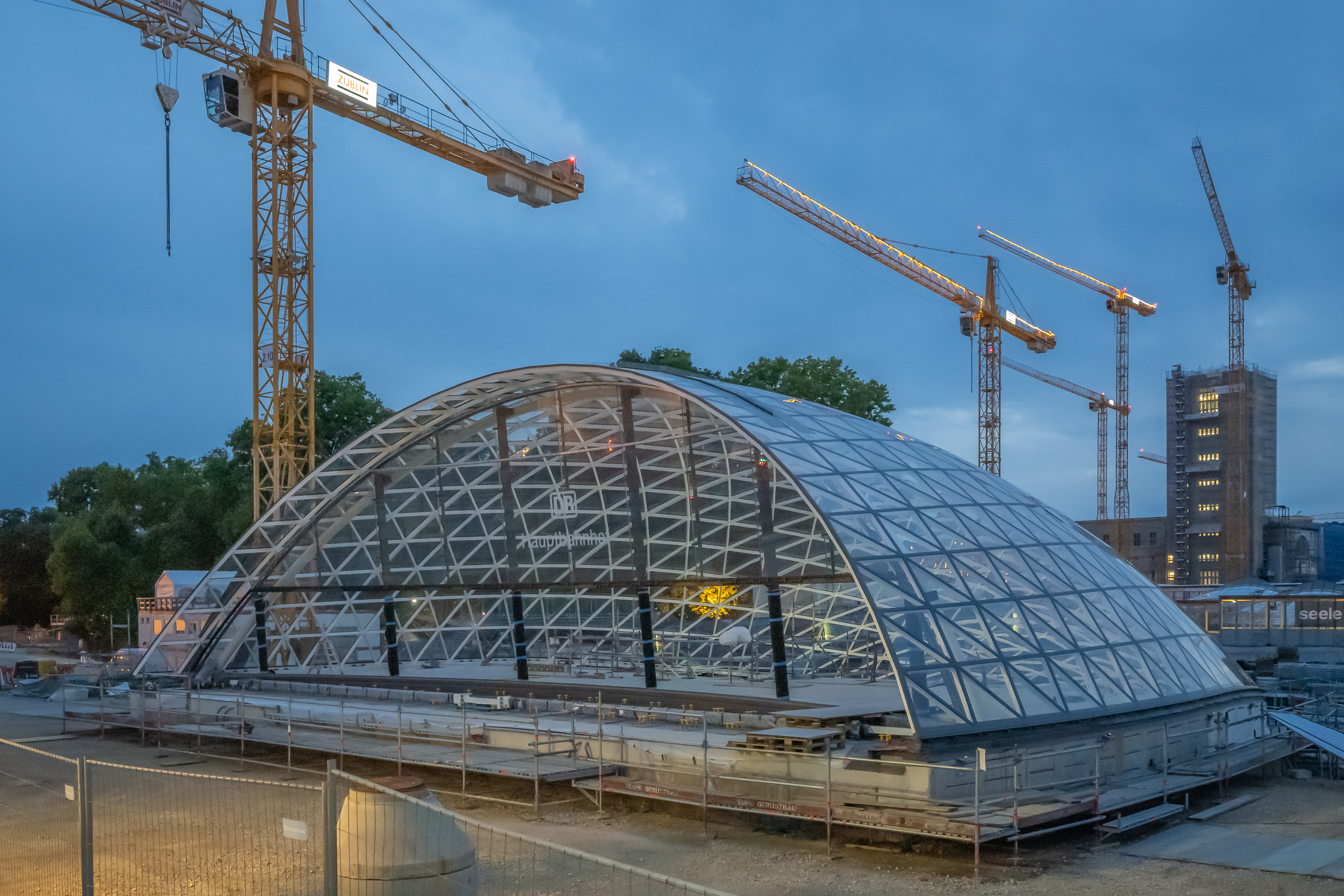
Eingangskuppel

### Mittlerer Schlossgarten

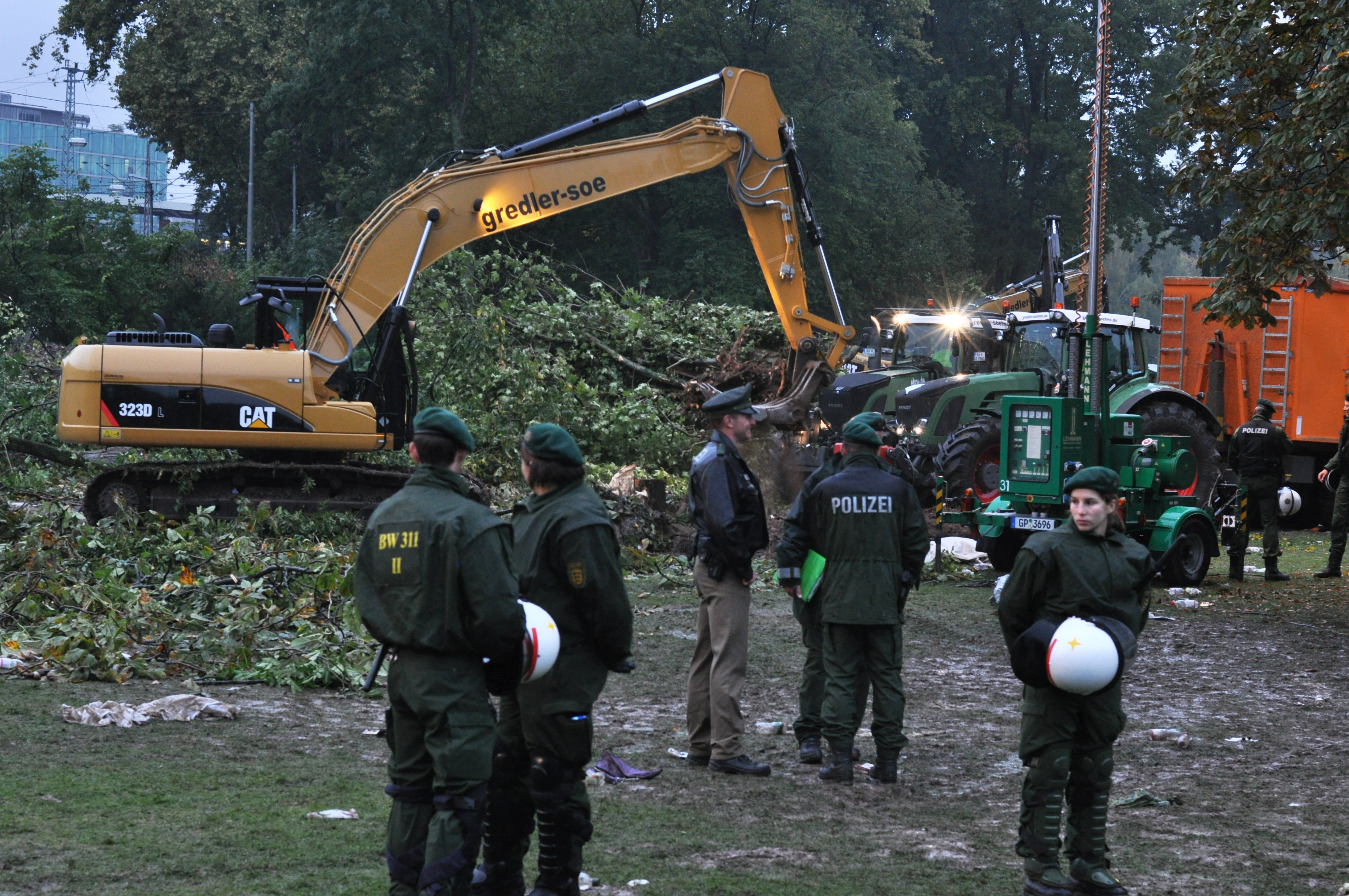
Räumarbeiten im Schlosspark nach nächtlichem Baumfällen, 1. Oktober 2010
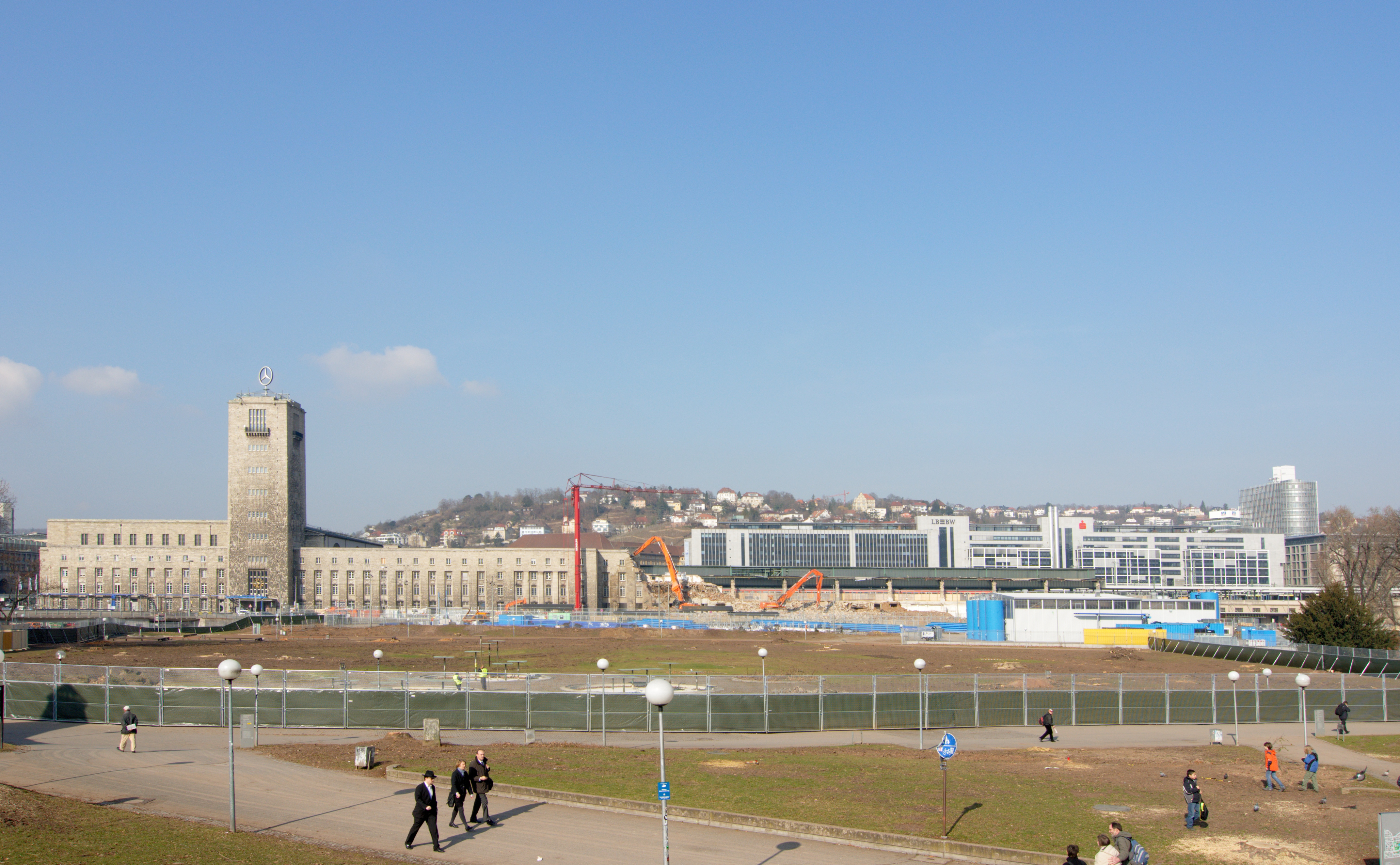
Brache im Mittleren Schlossgarten und Hauptbahnhof im März 2012
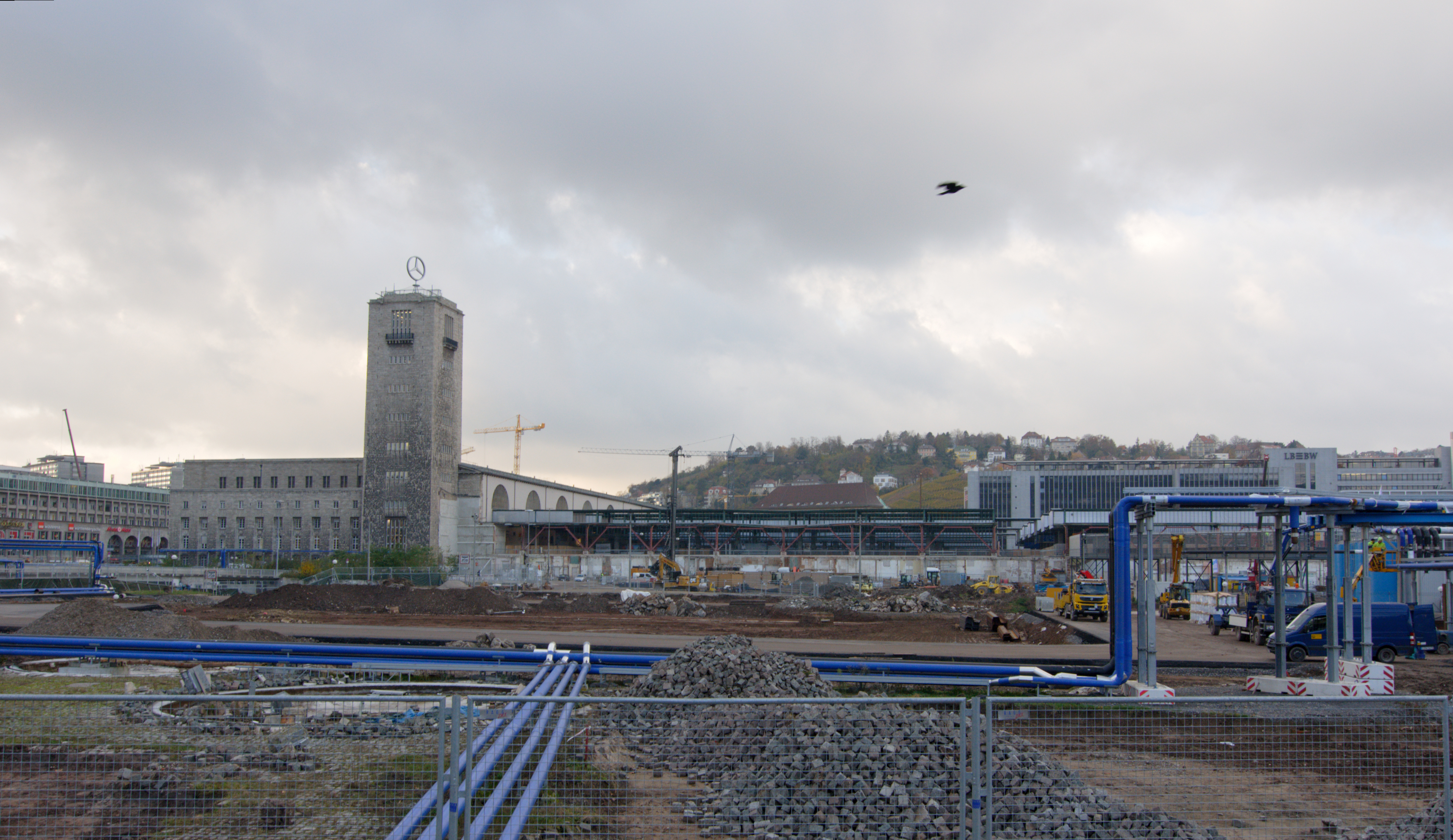
Baustelle im Mittleren Schlossgarten im November 2013
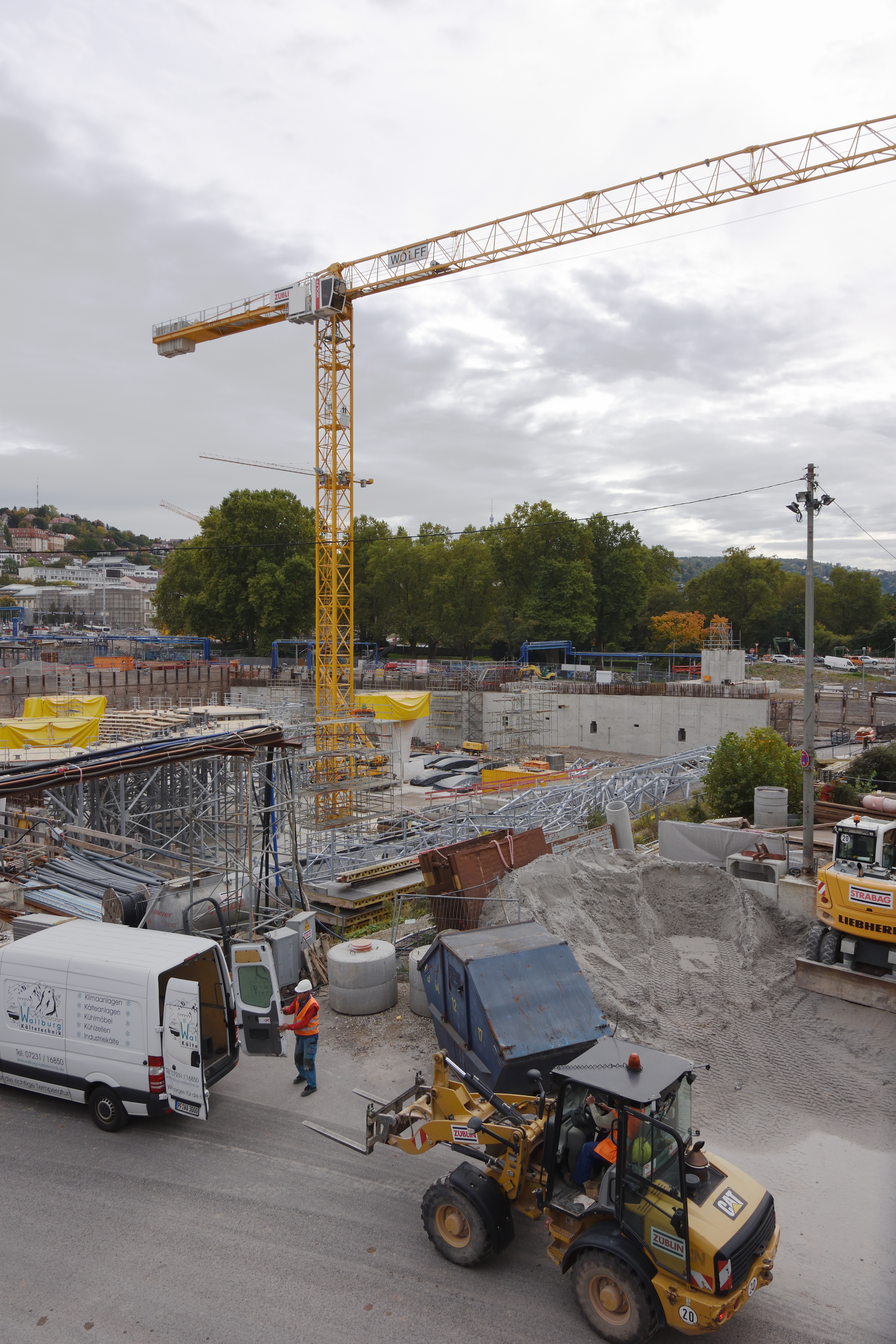
Baufortschritt Anfang Oktober 2017
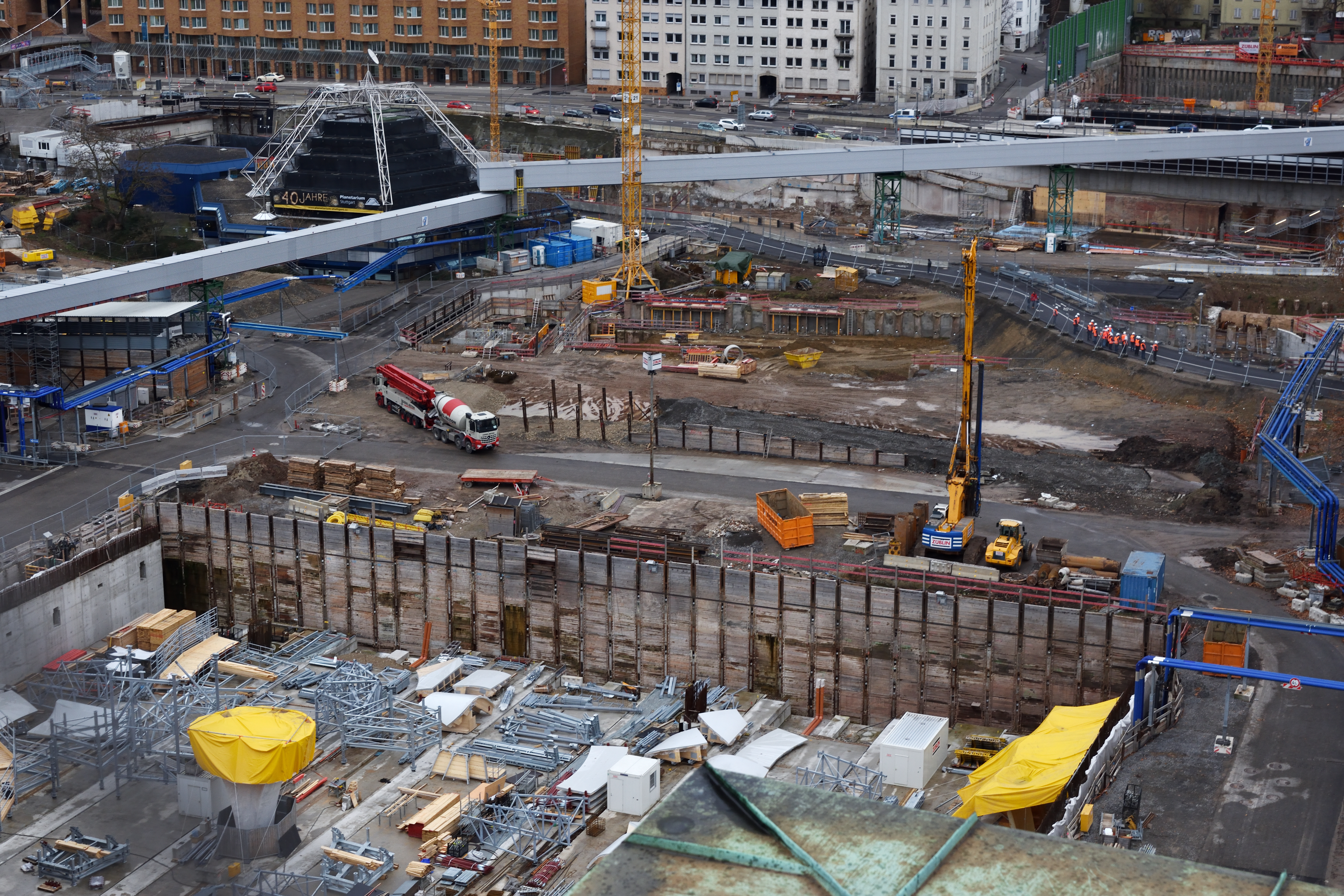
Blick vom Bahnhofsturm, Dezember 2017
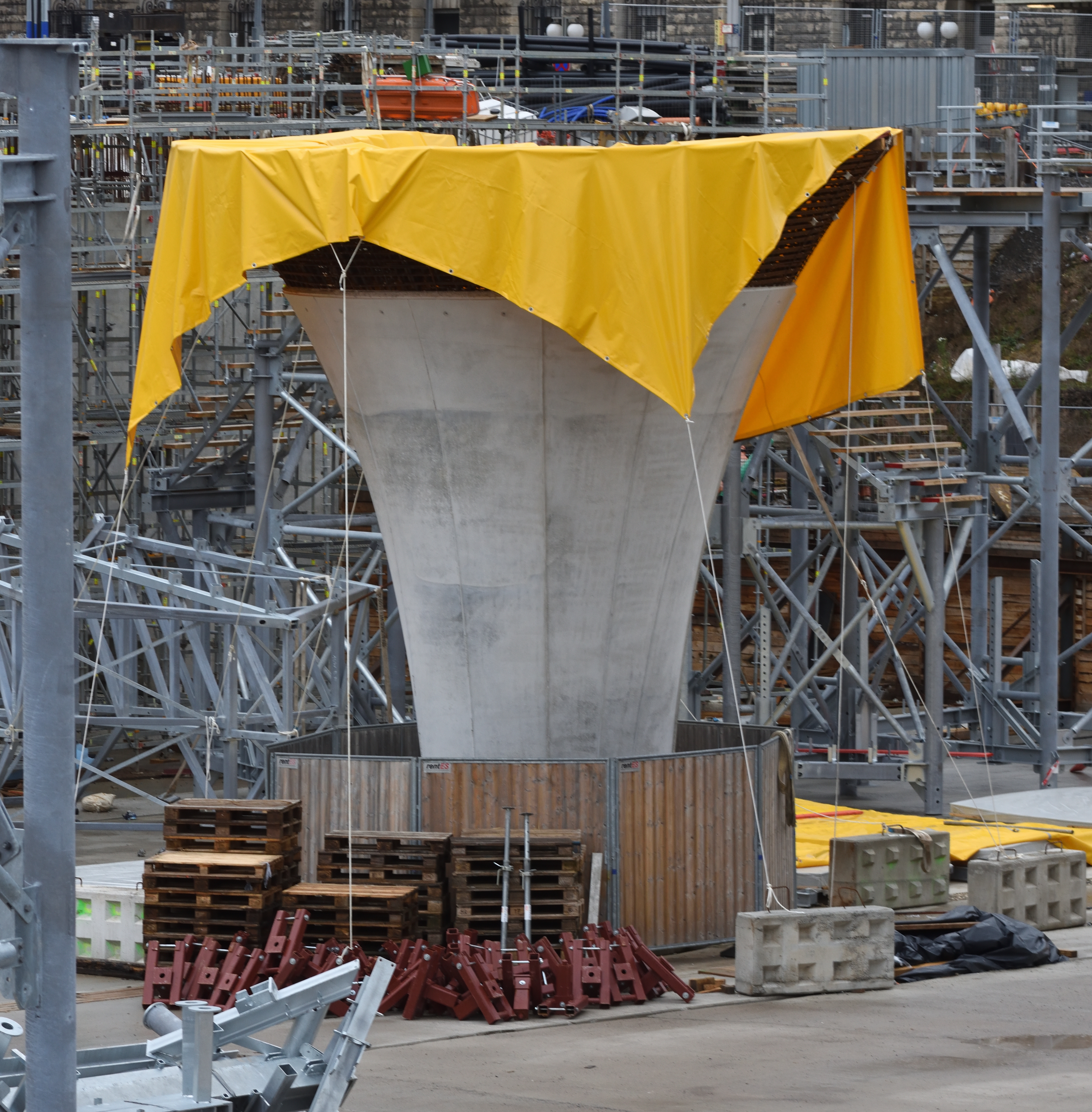
Stumpf einer Kelchstütze, Januar 2018
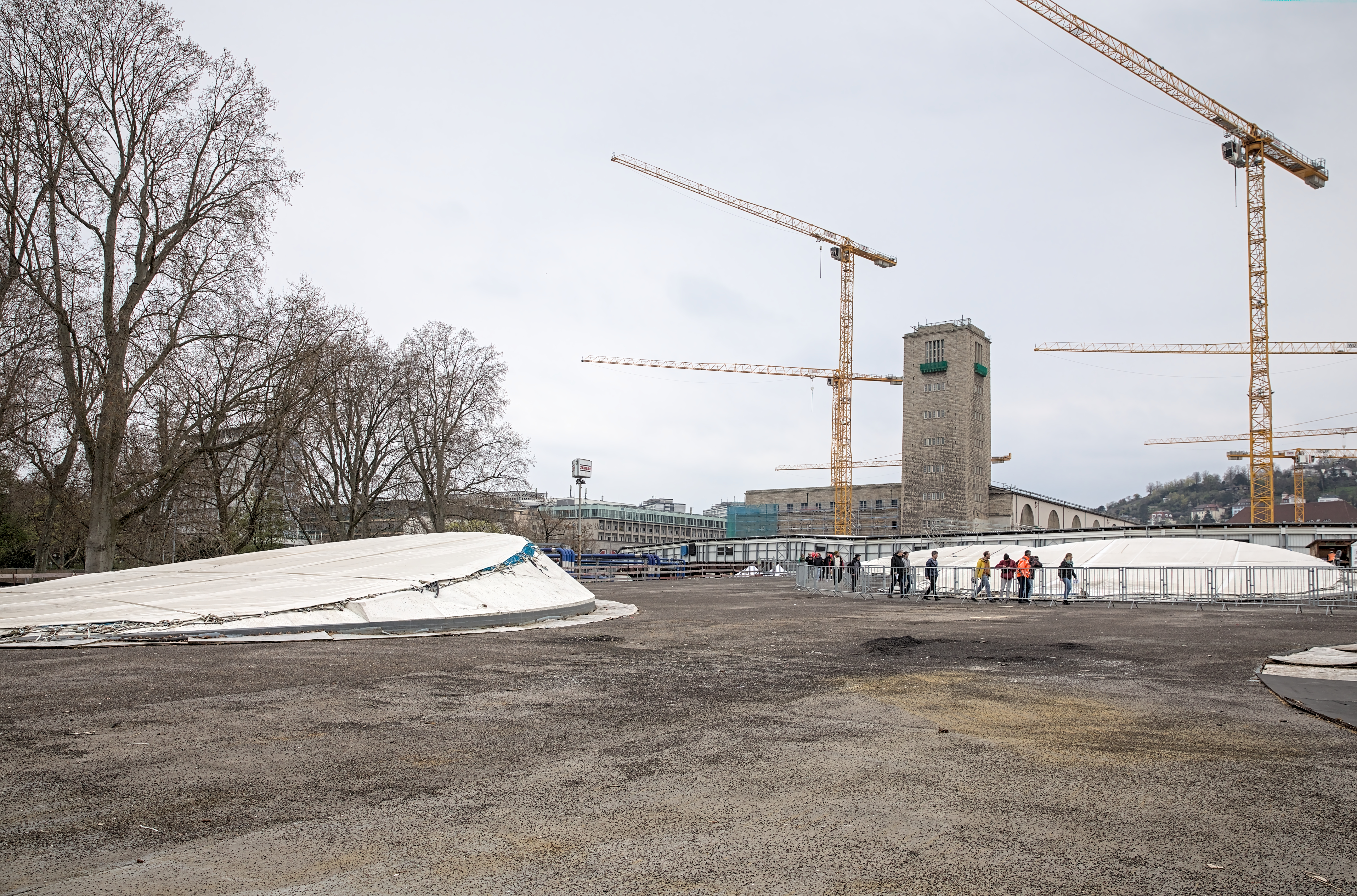
Blick Richtung Bahnhofsturm, April 2023

Zum 1. April 2010 wurde der bisherige Zentrale Omnibusbahnhof am Hauptbahnhof geschlossen und an andere Standorte verlegt, da das Gelände als Baulogistikfläche für Stuttgart 21 benötigt wird.
Zur Einrichtung des Grundwassermanagements wurden am 1. Oktober 2010 gegen 1:00 Uhr – unter Protesten mehrerer tausend Bürger – unter Polizeischutz die ersten Bäume im Mittleren Schlossgarten gefällt. Während der BUND kurzfristig eine einstweilige Anordnung gegen die Fällungen beantragt hatte, hatte das Eisenbahn-Bundesamt die Abholzungen untersagt; ausstehende Unterlagen der landschaftspflegerische Ausführungsplanung sollten zuvor vorgelegt werden, insbesondere ein Artenschutzgutachten über mögliche Vorkommen des Juchtenkäfers. Laut einem Medienbericht hatten Vertreter der DB und des EBA sieben Stunden vor Beginn der Fällungen in einem Gespräch diese vereinbart. In einem der 25 gefällten Bäume gefundene Vorkommen des Juchtenkäfers seien in derselben Nacht geborgen und zu einer Aufzuchtstation gebracht worden. Kritiker bemängeln, dass die zuständigen Behörden bereits vor Beginn der Baumfällungen von dem Verstoß gegen das Artenschutzrecht gewusst hätten. Auf einen Eilantrag des BUND gegen die DB Netz am Verwaltungsgericht Stuttgart, der ein kurzfristiges Verbot der Fällungen zum Ziel hatte, hätten EBA, Regierungspräsidium und DB dem Gericht ihre erheblichen artenschutzrechtlichen Bedenken nicht mitgeteilt; das Gericht betonte in einem nachträglichen Beschluss, es hätte bei Kenntnis dieses Sachverhalts die Fällungen untersagt. Ferner hätten Innenministerium und Polizei den geplanten Fällungstermin gegenüber Regierungspräsidium und Eisenbahn-Bundesamt verschwiegen. Das EBA habe erst durch einen Anruf des Gerichts von der anstehenden Baumfällung erfahren.
In der Nacht vom 14. auf den 15. Februar 2012 wurde der Mittlere Schlossgarten gemäß der gültigen Allgemeinverfügung der Stadt Stuttgart von der Polizei geräumt. Rund 2.500 Polizisten, auch aus anderen Bundesländern waren im Einsatz. Am Folgetag begann die Abfallwirtschaft Stuttgart mit der Räumung des Zeltdorfes. Bis zum 25. Februar 2012 wurden 68 Bäume per Rundspatenmaschine versetzt und 116 gefällt. Von den zu versetzenden Bäumen wurden 14 innerhalb des Schlossgartens und 54 innerhalb des Stadtgebiets versetzt.
Im August 2012 wurden mehrere Skulpturen innerhalb des Schlossgartens versetzt: Die Eberhardsgruppe, das „Denkmal für das württembergische Grenadierregiment Königin Olga“ und das Franz-Liszt-Denkmal. Gleichzeitig wurde der für die Bundesgartenschau 1977 errichtete Landespavillon abgerissen und die Straße „Am Schloßgarten“ dauerhaft für den Verkehr gesperrt.

### Grundwassermanagement

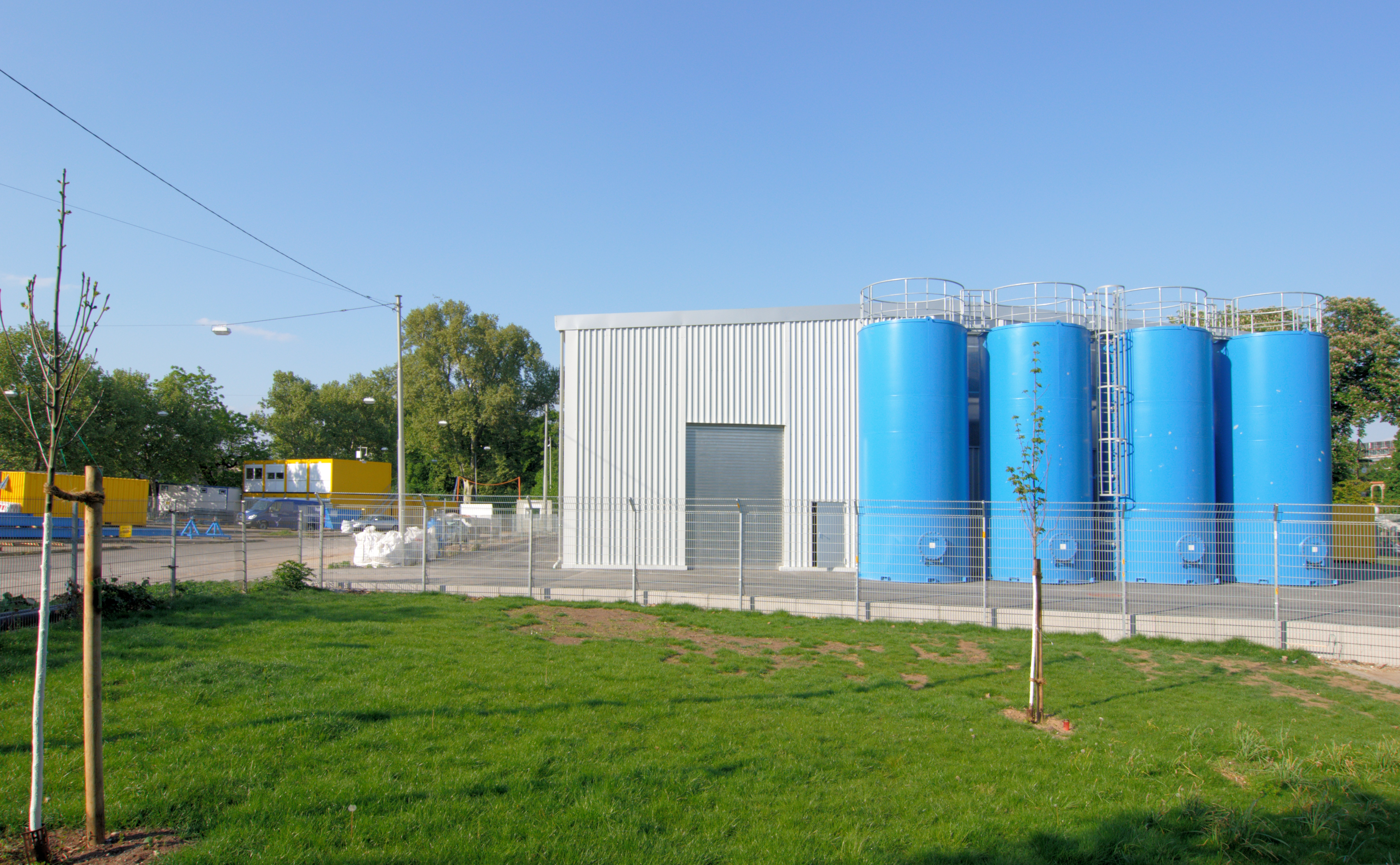
Anlage zur Grundwassersteuerung (Mai 2011)

Im Planfeststellungsbeschluss von 2005 war vorgesehen, insgesamt vier dezentrale Anlagen zur Wasseraufbereitung im Zuge des Grundwassermanagements zu errichten. 2009 beantragte die Bahn, stattdessen eine zentrale Anlage im Mittleren Schlossgarten zu errichten, um so die Eingriffe in den Verkehr und das Stadtbild zu reduzieren und die Steuerung und Überwachung der Anlage zu verbessern. Dies wurde vom Eisenbahn-Bundesamt im April 2010 genehmigt.
Bereits Mitte Dezember 2008 hatte im Schlossgarten die Einrichtung von 90 Grundwasser-Messstellen begonnen, um die für die Hauptbahnhof-Baugrube notwendige 5 bis 8 m tiefe Absenkung des Grundwassers zu überwachen.
Von Herbst 2010 bis Dezember 2011 – mit einer Unterbrechung für den Baustopp nach der Landtagswahl in Baden-Württemberg 2011 – wurden das Gebäude des zentralen Grundwassermanagements und ein „erheblicher Teil“ der 12 Kilometer langen und bis zu 20 Zentimeter dicken Rohrverbindungen errichtet.
Am 16. Dezember 2011 erklärte der Verwaltungsgerichtshof Baden-Württemberg, dass die Genehmigung durch das Eisenbahn-Bundesamt rechtswidrig gewesen sei. Das Gericht gab damit einer Klage des Bundes für Umwelt und Naturschutz (BUND) statt. Das Eisenbahn-Bundesamt hätte – so das Gericht – die naturschutzrechtlichen Folgen prüfen und den BUND beteiligen müssen. Nachdem im April 2012 insgesamt 30 Verbänden Gelegenheit gegeben worden war, eine Stellungnahme zum Änderungsantrag abzugeben, genehmigte das Eisenbahn-Bundesamt am 23. Oktober 2012 erneut das zentrale Grundwassermanagement.
Noch während des Genehmigungsverfahrens beantragte die Bahn eine Planänderung: Die Wasserentnahme müsse auf 6,8 Milliarden Liter angehoben werden, mehr als das Doppelte der ursprünglich geplanten Menge. Diese Planänderung ist strittig. Der Planänderungsantrag zur Erhöhung der zulässigen Förder- und Entnahmemengen auf bis zu 6,8 Millionen m³ bzw. 0,76 Millionen m³ datiert auf den 13. Mai 2011. Am 20. April und 12. September 2012 wurden die Unterlagen in geänderter Form erneut vorgelegt und das Anhörungsverfahren am 30. August 2012 eingeleitet. Bis zum Ende der Einwendungsfrist, am 23. Oktober 2012, wurden etwa 10.000 Einwendungen von rund 4.000 Einwendern erhoben. Die Erörterung erfolgte vom 15. bis 17. Juli 2013, nach zahlreichen Befangenheitsanträgen gegen den damaligen Verhandlungsleiter erfolgte ein weiterer Erörterungstermin vom 9. bis 13. September 2013. Ein weiterer Erörterungstag folgte am 12. Dezember 2013. Der Planänderungsbescheid erging am 22. September 2014. Die Erlaubnis ist für eine Dauer von sieben Jahren ab Beginn der Inbetriebnahme des Grundwassermanagements befristet.
Im Frühjahr 2014 entnahmen Mitglieder der Gruppe Ingenieure gegen Stuttgart 21 eigenen Angaben zufolge Wasserproben an den Endstücken der Rohre. Sie stellten erhöhte Konzentrationen von Rost in den Proben fest. Ein Verkehrsunfall Ende Juni 2014 in der Jägerstraße schien diesen Befund zu bestätigen. Ein Lastwagen hatte einige der blauen Rohre umgerissen. Auf Pressefotos war zu sehen, dass Rostwasser aus den Rohren gelaufen war und diese innen von Rost befallen waren. Das Eisenbahn-Bundesamt ordnete gegen Ende August 2014 eine genauere regelmäßige Überprüfung des einzuleitenden Grundwassers für die Dauer bis Ende Oktober 2014 an.

### Tunnelarbeiten
Am 5. Mai 2010 wurden der Bau der Tunnel Filder und Ober- bzw. Untertürkheim mit einem erwarteten Auftragsvolumen von 1,7 Milliarden Euro europaweit ausgeschrieben. Am 30. Juli 2011 wurde der Bau beider Tunnel vergeben. Die Auftragssumme liegt bei mehr als 700 Millionen Euro. Damit sei laut DB-Angaben etwa ein Viertel der gesamten Baukosten von Stuttgart 21 vergeben.
Im März 2012 vergab die Bahn die Bauarbeiten für den Tunnel Feuerbach an eine Bietergemeinschaft unter Führung von Baresel und die Arbeiten am Tunnel Bad Cannstatt an eine von Hochtief angeführte Gemeinschaft. Die zum Abschnitt 1.1 gehörenden Zufahrttunnel Bahnhof erhielt zum selben Zeitpunkt eine Bietergemeinschaft unter Führung des Stuttgarter Bauunternehmens Züblin zusammen mit dem Bau des neuen Hauptbahnhofs.
Die Arbeiten für den nordwestlichen Bahnhofskopf werden in offener Bauweise ausgeführt werden. Die Gebäude Jägerstraße 22–24 sowie der rückwärtige Teil der früheren Bundesbahndirektion wurden dazu von April bis Oktober 2012 abgerissen. Das Haus Sängerstraße 4, am südlichen Ende des geplanten Tiefbahnhofs, stand diesem im Weg und wurde im Oktober 2013 abgerissen.
Im Laufe des Jahres 2013 begannen mit Zwischenangriffen (Tunnel Obertürkheim, Tunnel Bad Cannstatt und Tunnel Feuerbach) und dem Bau der Startbaugrube (Fildertunnel) Hauptmaßnahmen an allen Tunnelbauwerken auf Stuttgarter Gemarkung. Im November 2013 begannen in Stuttgart am Wagenburgtunnel die Vortriebsarbeiten für den Tunnel, der als Rettungszufahrt für den Tiefbahnhof und den Fildertunnel dienen soll. Diese mussten nach 15 Tagen unterbrochen werden, weil die Landeswasserversorgung nicht mit der Höhe der Entschädigung einverstanden war, die die Bahn für die Untertunnelung ihres Verwaltungsgebäudes angeboten hatte. Nach einer vorläufigen Einigung gingen die Bauarbeiten am 28. November 2013 weiter.
Am 4. Dezember 2013 wurde mit dem Tunnel Obertürkheim der erste Tunnel des Projekts Stuttgart 21 angestochen. Es folgte am 21. März 2014 der Anstich des Tunnels Bad Cannstatt, am 10. Juli 2014 der Baubeginn des Fildertunnels und Anfang Dezember 2014 der Anstich des Tunnels Feuerbach.
Ende 2017 waren 35,1 von 58,8 km Tunnel (60 %) vorgetrieben, Juni 2018 waren es 40,8 von 58,8 km Tunnel (70 %). Anfang September 2019 war der Vortrieb für den Fildertunnel abgeschlossen, im Februar 2020 der für den Tunnel Bad Cannstatt. Damit waren Vortrieb und Aushub von insgesamt 49,4 km oder 84 % der Tunnel abgeschlossen.

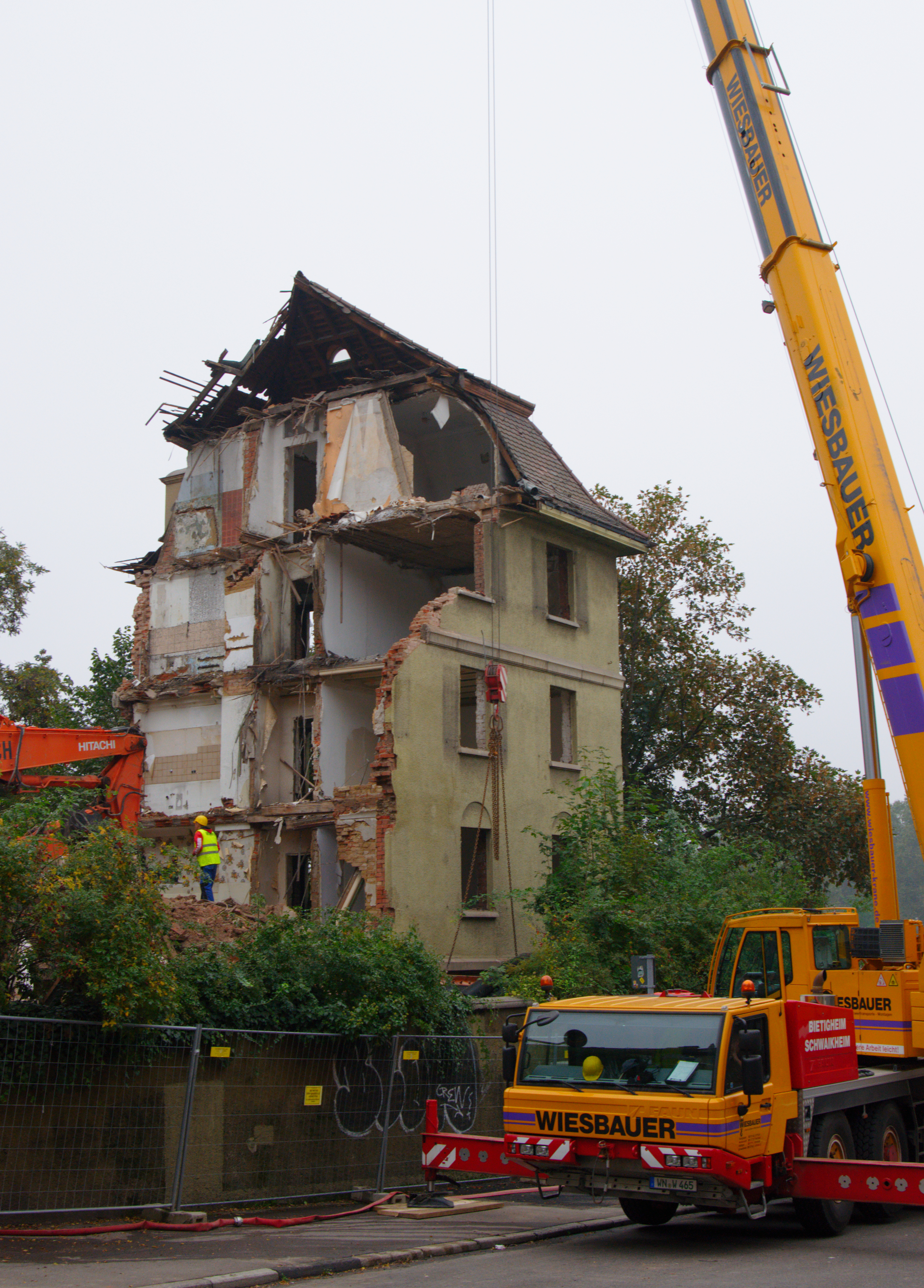
Abriss des Hauses Sängerstr. 4
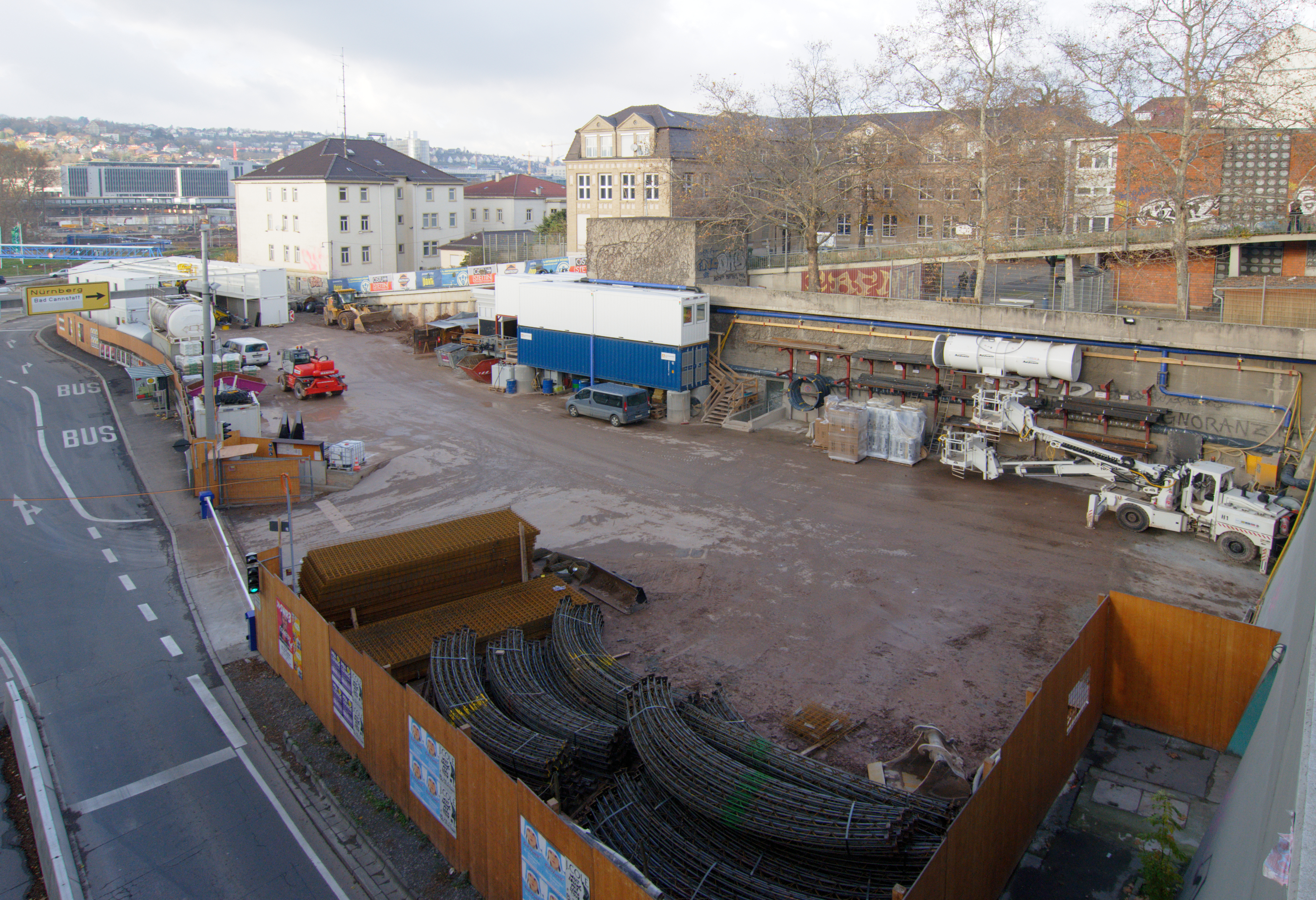
Baustelle vor dem Wagenburgtunnel
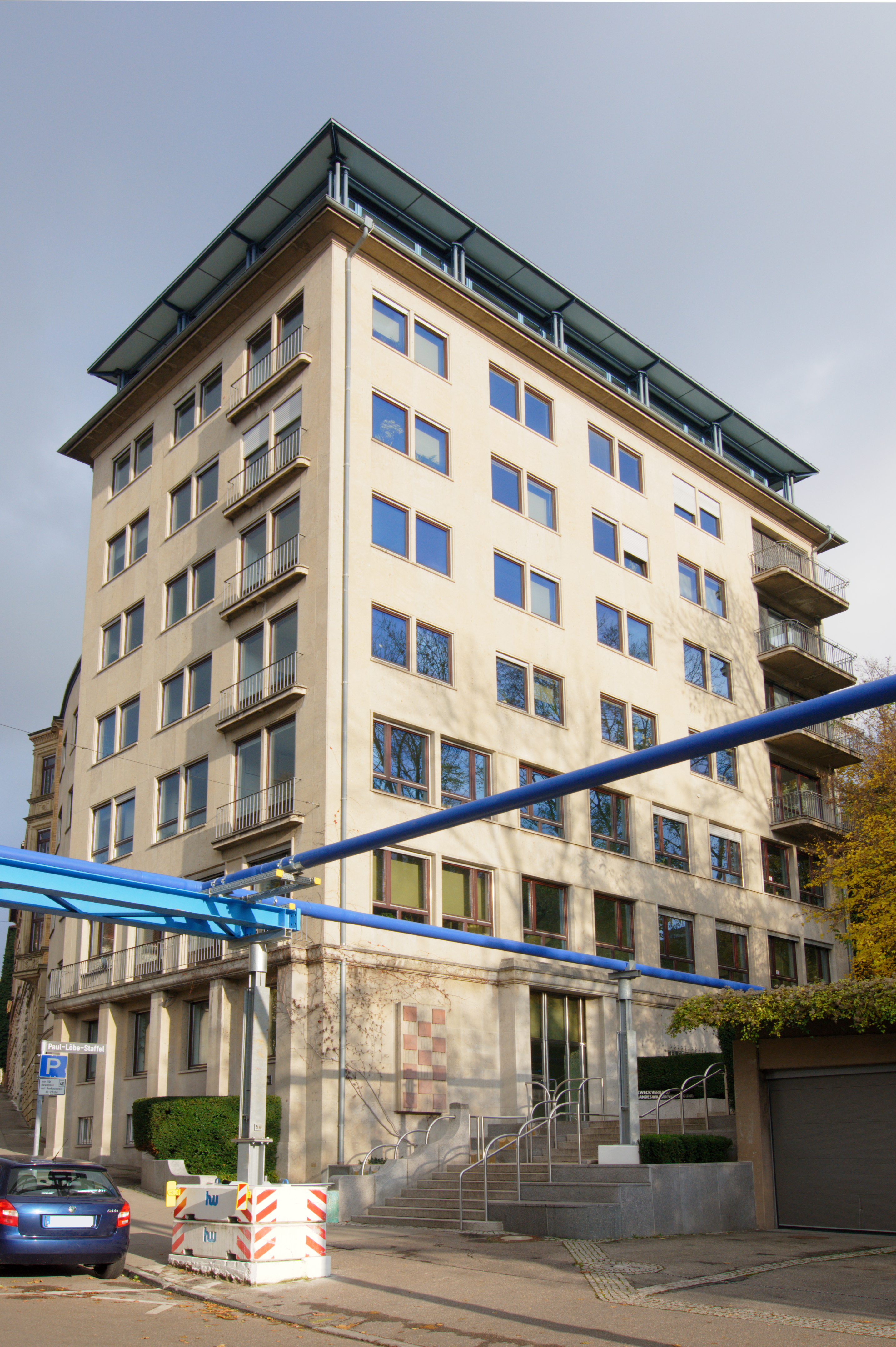
Gebäude der Landeswasserversorgung
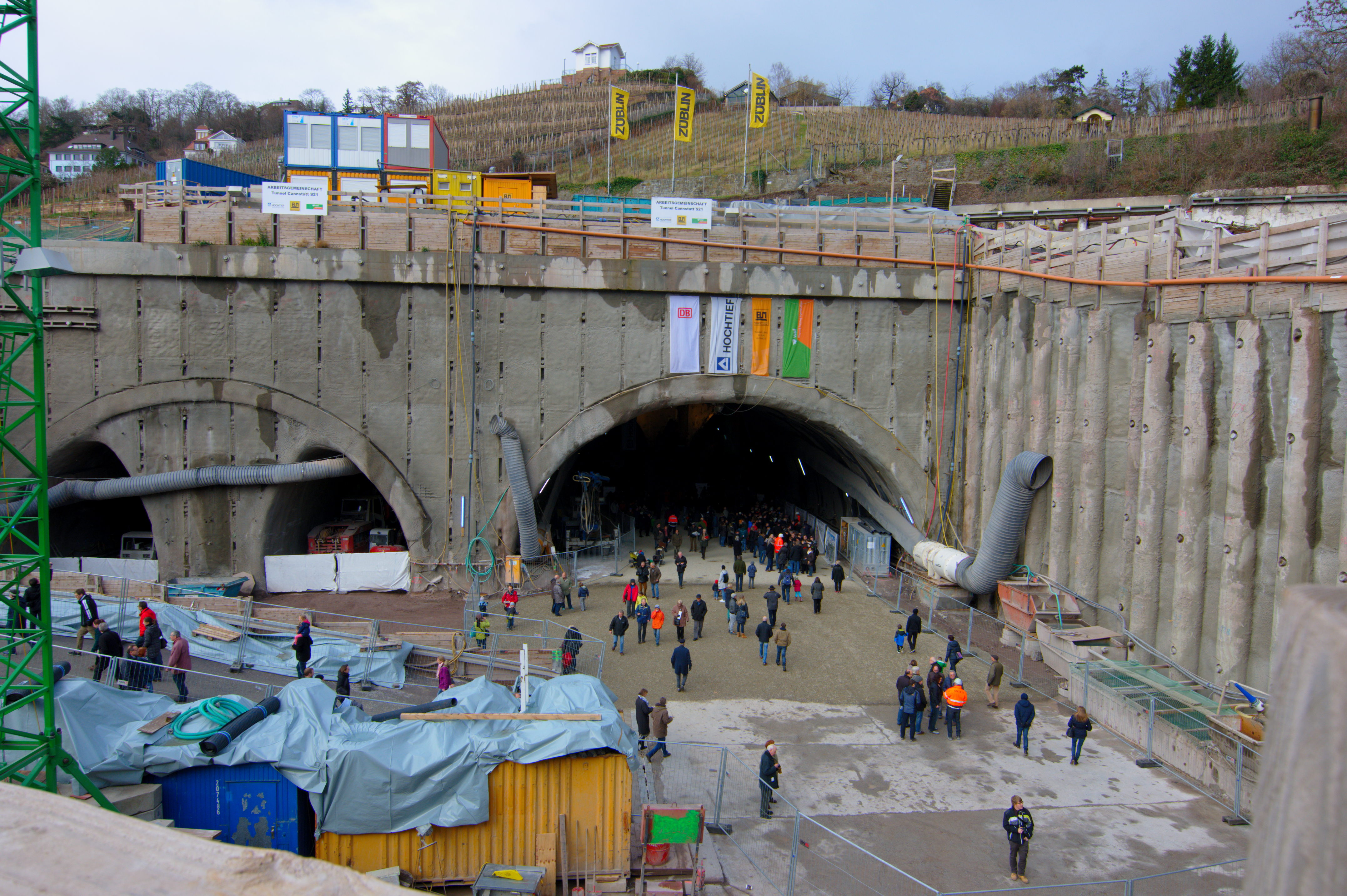
Bahnhofsseitiges Portal des Feuerbacher Tunnels, Januar 2016
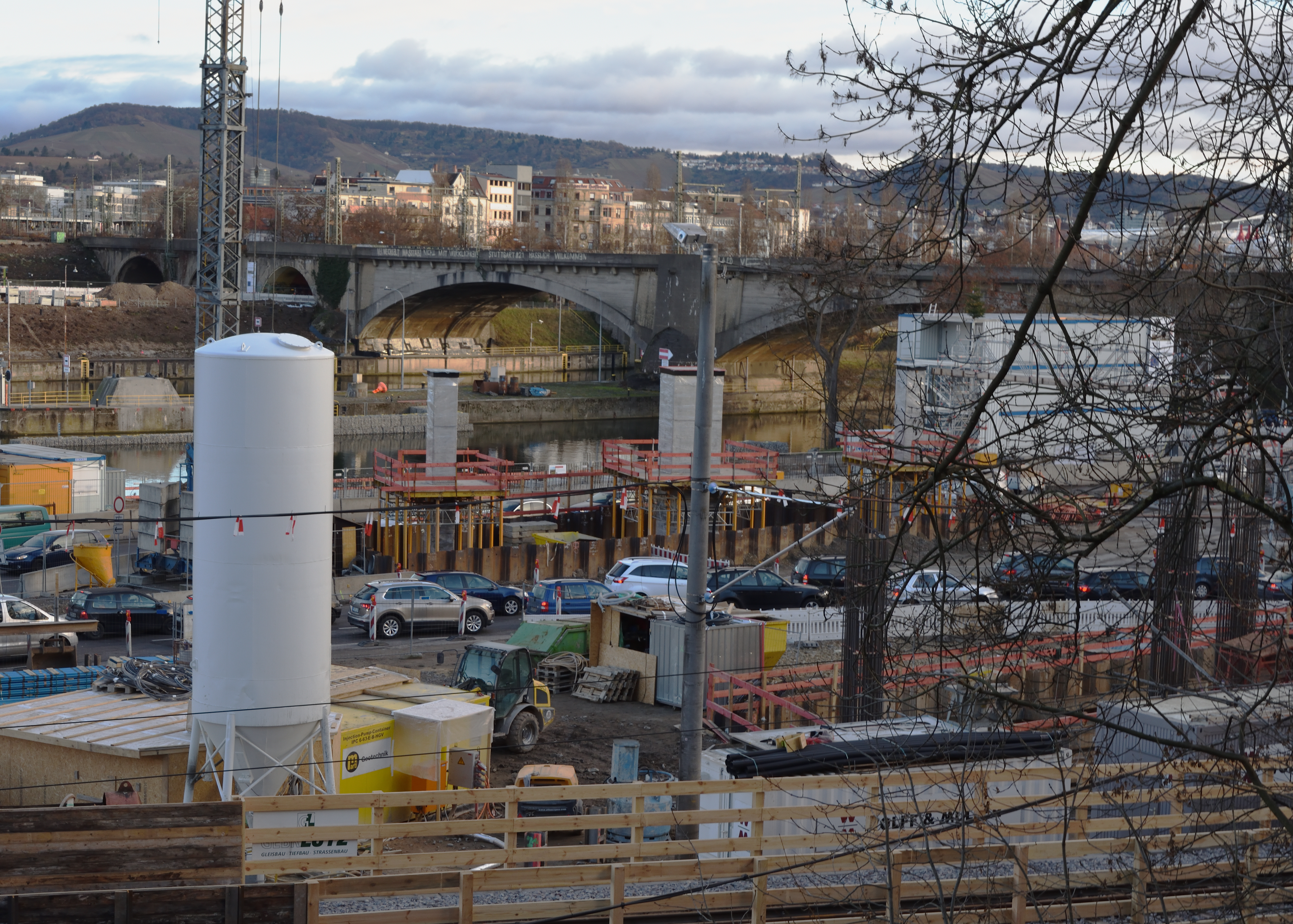
Bauarbeiten an der B10, im Bereich des zukünftigen Tunnels Bad Cannstatt, Dezember 2016
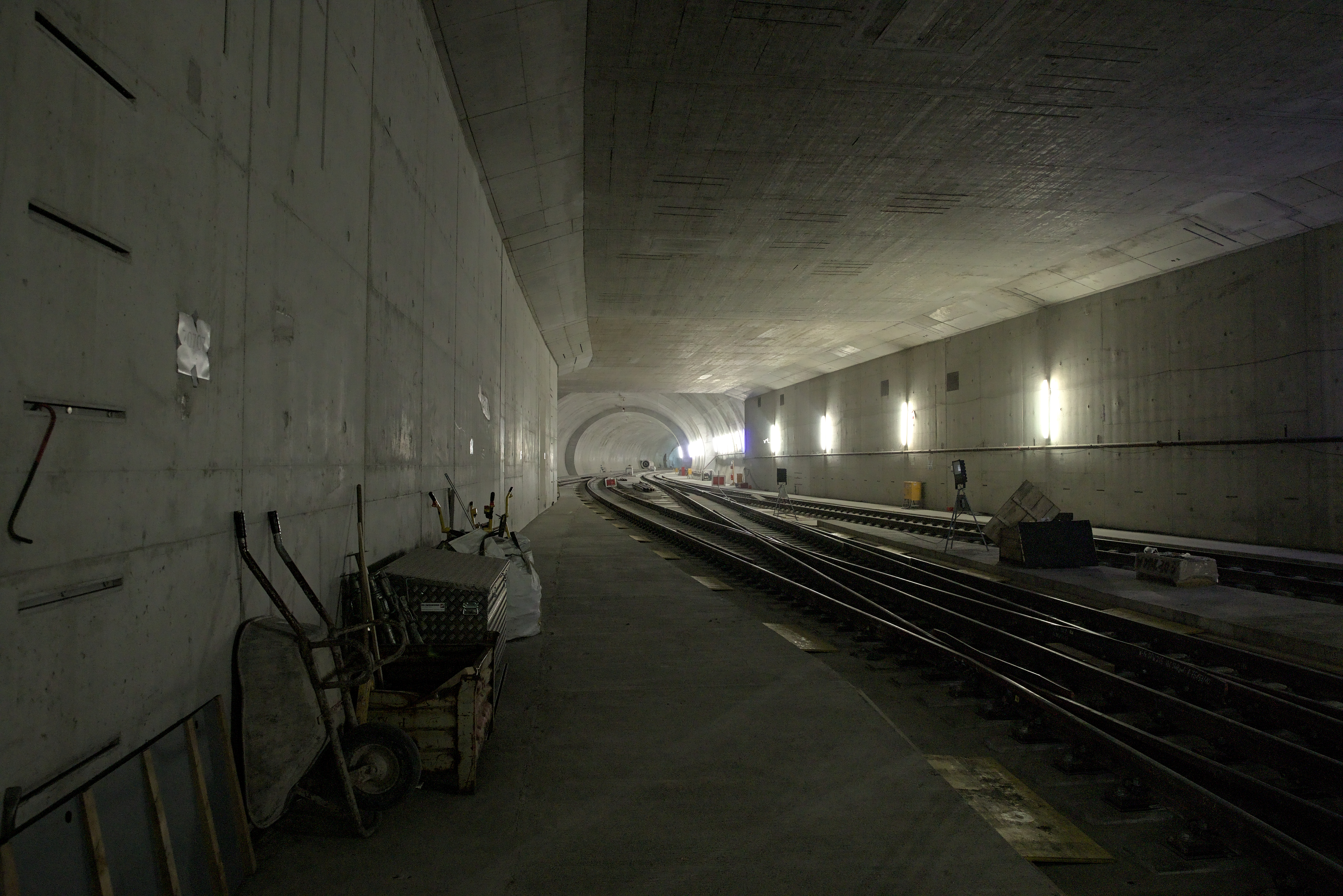
Tunnel Nordkopf, April 2023
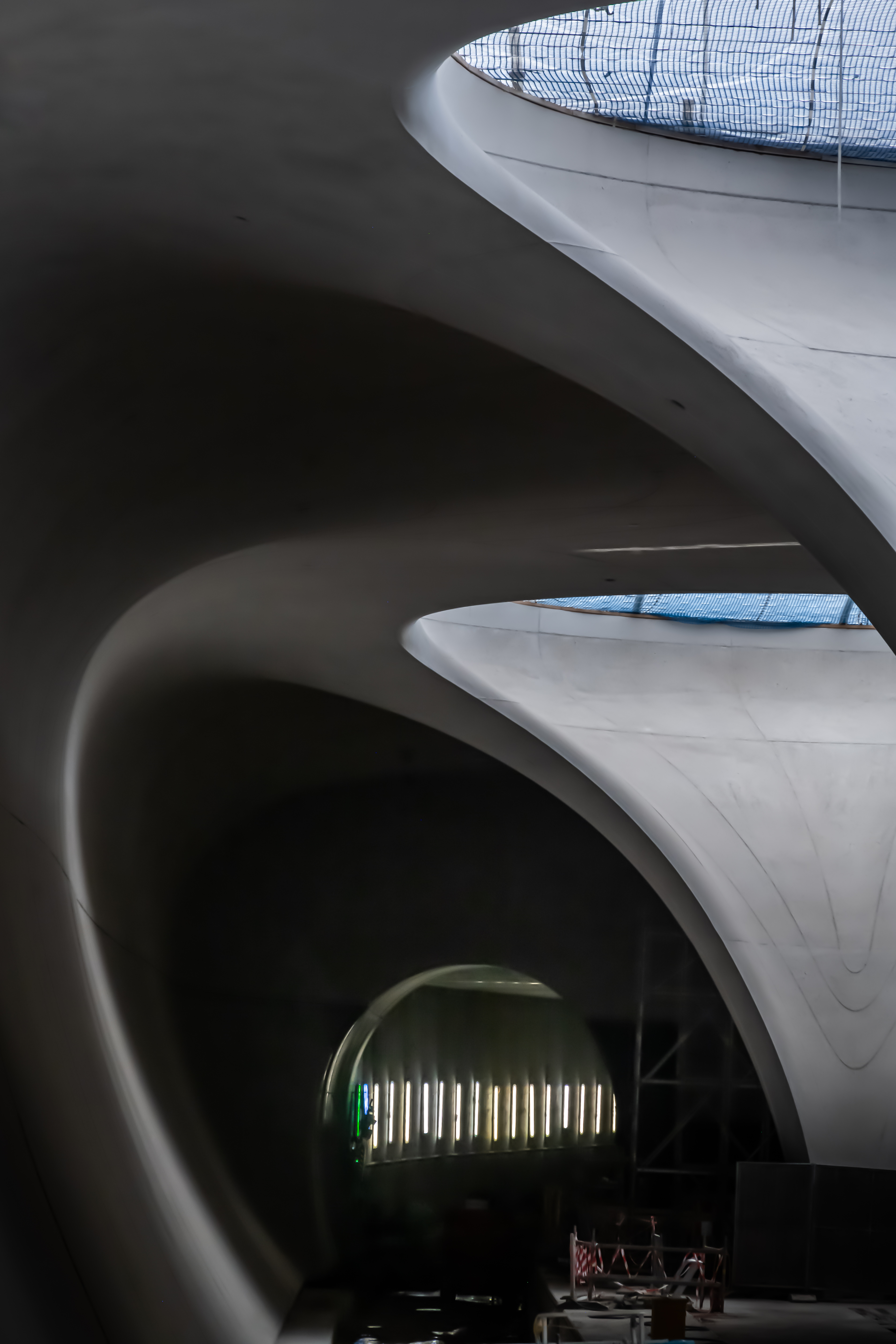
Blick aus der Bahnhofshalle in eine Tunnelröhre, April 2023
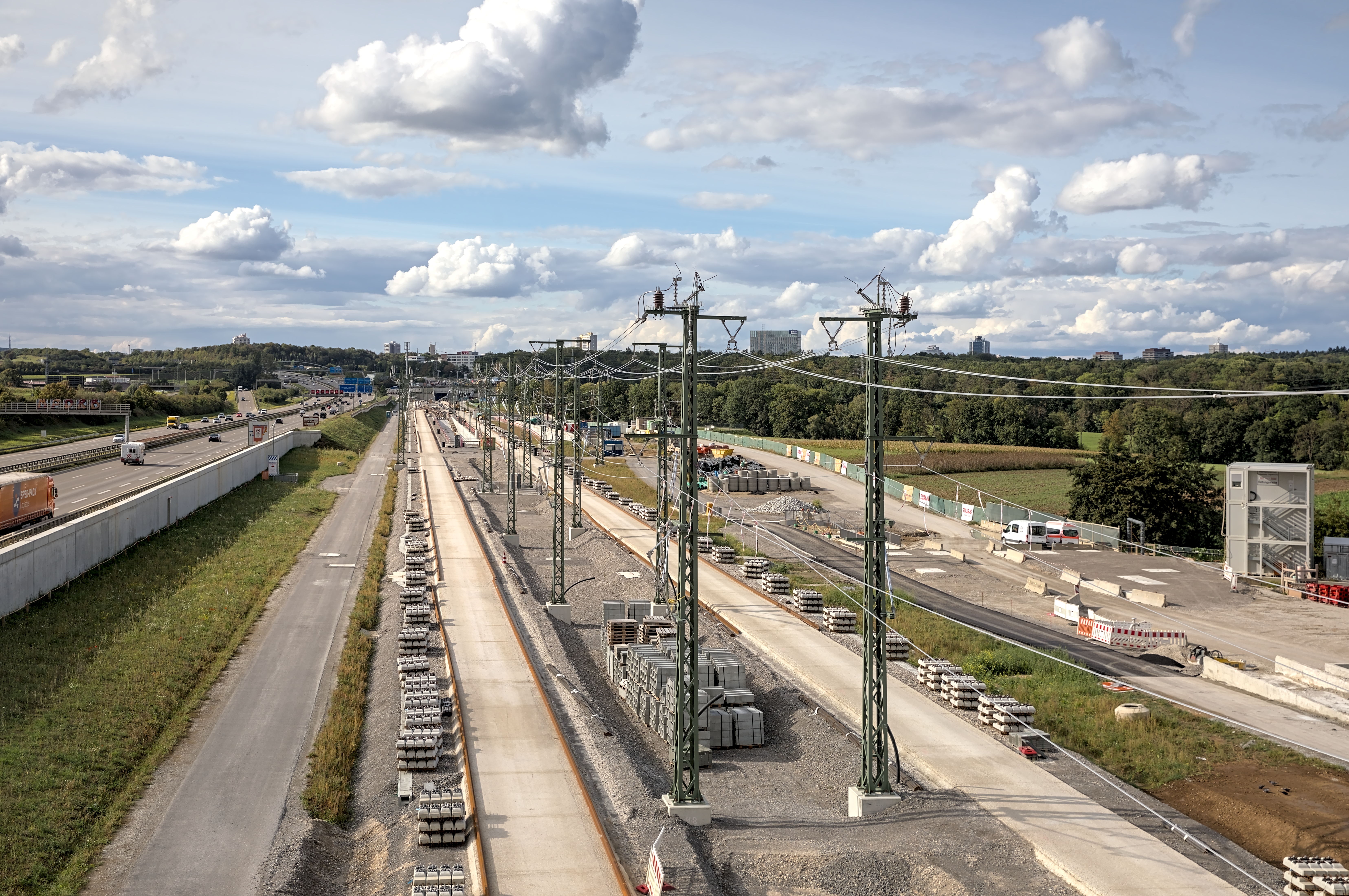
Südportal des Fildertunnels mit anschließender Schnellfahrstrecke Stuttgart–Wendlingen, September 2023

### Brandschutz
Ein von der DB beauftragtes Gutachterbüro diagnostizierte 2012 erhebliche Mängel beim Brandschutz des geplanten Gebäudes und der Tunnel. Das Brandschutzkonzept sei nicht genehmigungsfähig und gefährde im Ernstfall Menschenleben. Die Bahn ließ daraufhin das Brandschutzkonzept überarbeiten. Auch dem neuen Konzept bescheinigte die Stuttgarter Feuerwehr im September 2013 gravierende Mängel.
Der Sachverständige Christoph Engelhardt kritisiert seit 2014, dass der Brandschutz im Tiefbahnhof nicht funktioniere. Konkrete Warnungen kommen auch vom renommierten Brandschutzexperte Hans-Joachim Keim, der unter anderem die Tunnelbrandkatastrophe von Kaprun begutachtete. Aufgrund der Bahnsteigneigung und der Rettungsstollenabstände könne eine Entfluchtung nicht gelingen. Den Fildertunnel nannte er einen „neun Kilometer langen Kamin“. Nach Keims Einschätzung hat der neue Tiefbahnhof „das Potenzial, Europas größtes Krematorium zu werden.“ Während in den DB-Betriebsprogrammen vier Züge pro Bahnsteig geplant sind, basieren die offiziellen Entfluchtungs-Simulationen auf nur zwei Züge pro Bahnsteig.

### Brückenbauwerke
Anfang 2012 befand sich mit der Eisenbahnüberführung Sulzbachtal das mit 365 m längste Brückenbauwerk von Stuttgart 21 in Bau. 2015 war dieser Bau abgeschlossen.
Bei der neuen Neckarbrücke war der Taktvorschub der Brückenteile Mitte 2018 abgeschlossen. 2019 wurden die Fahrbahnplatten montiert.

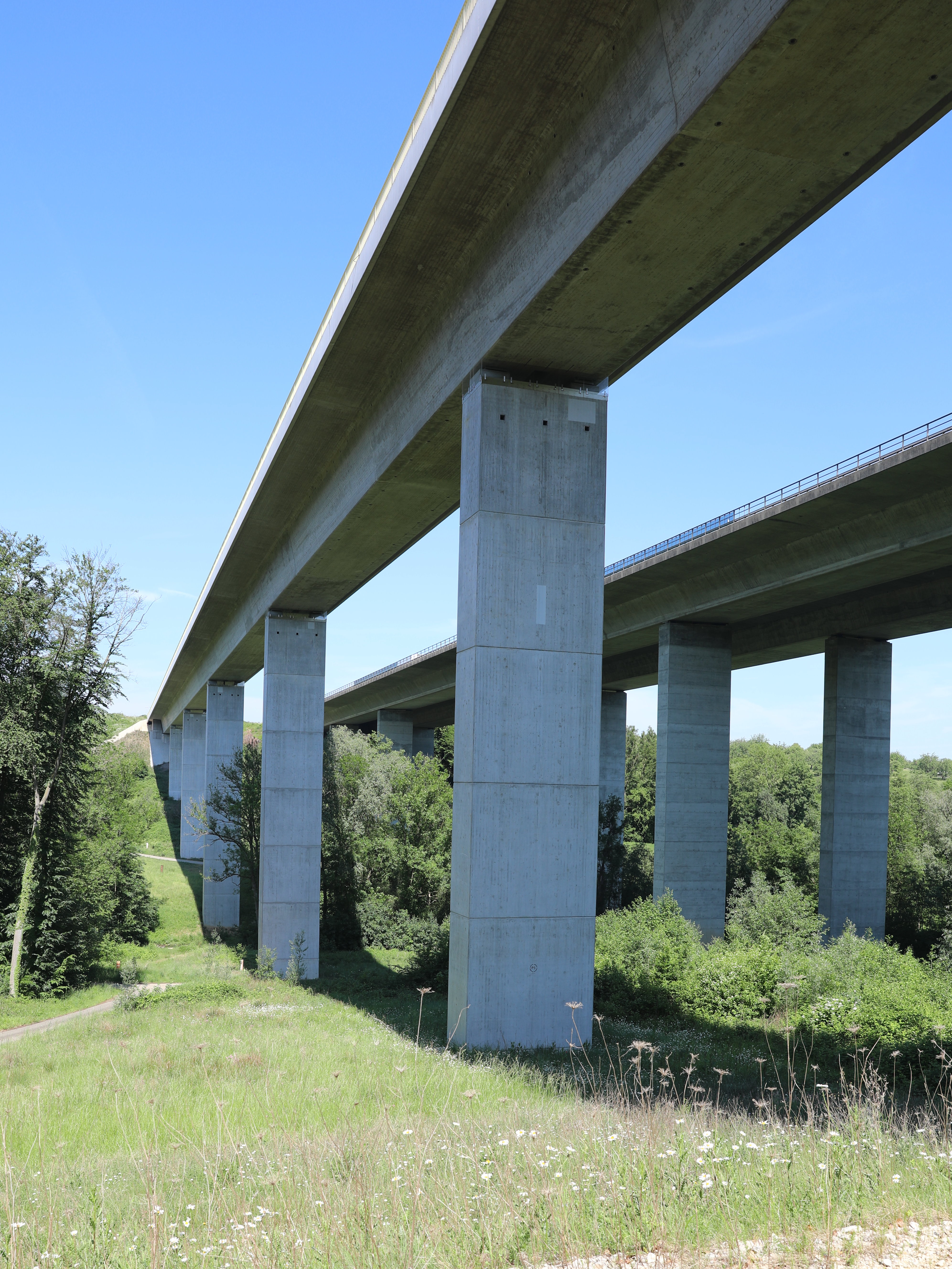
Eisenbahnüberführung Sulzbachtal, 2018
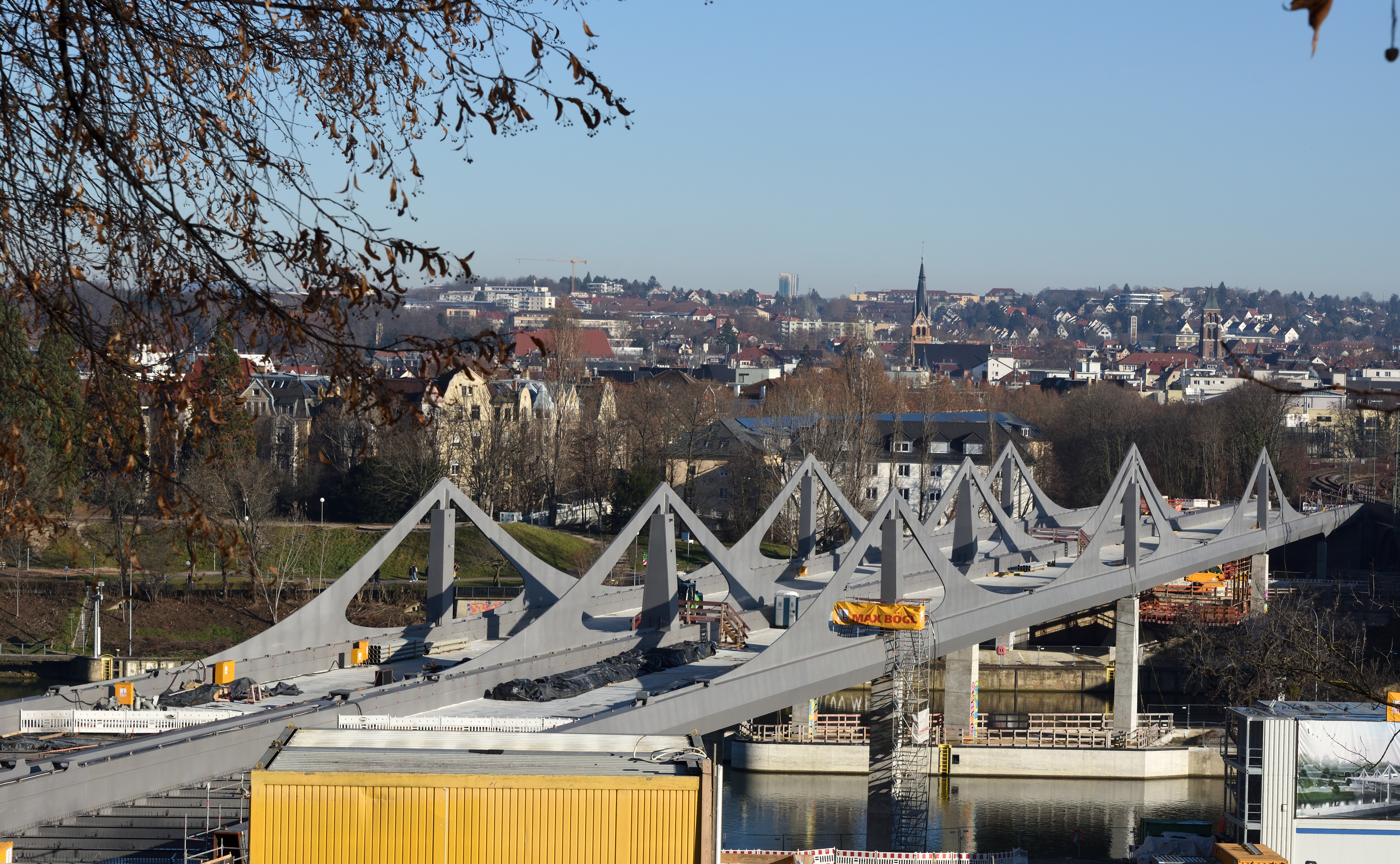
Neckarbrücke
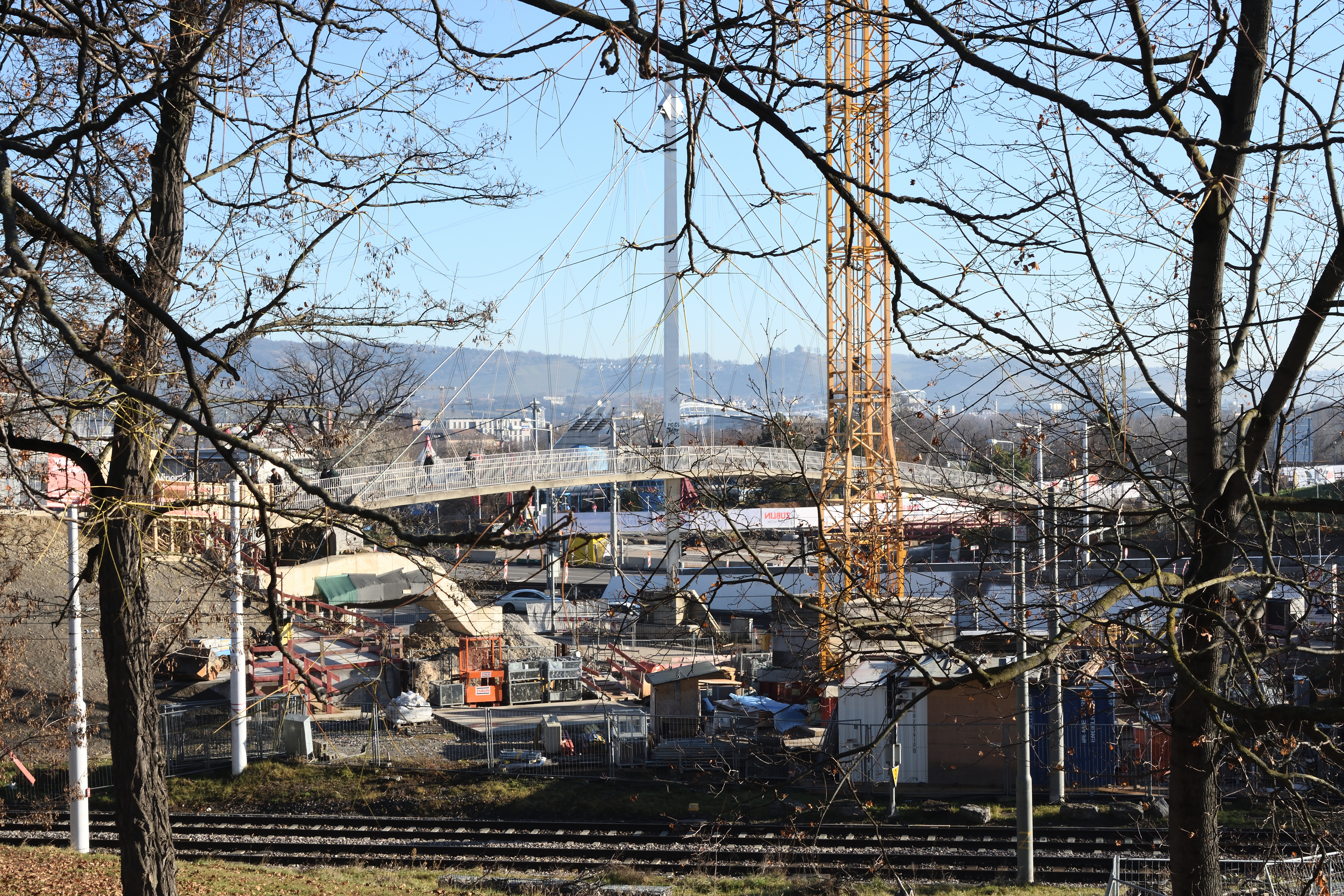
Fußgängersteg

### Baulogistik

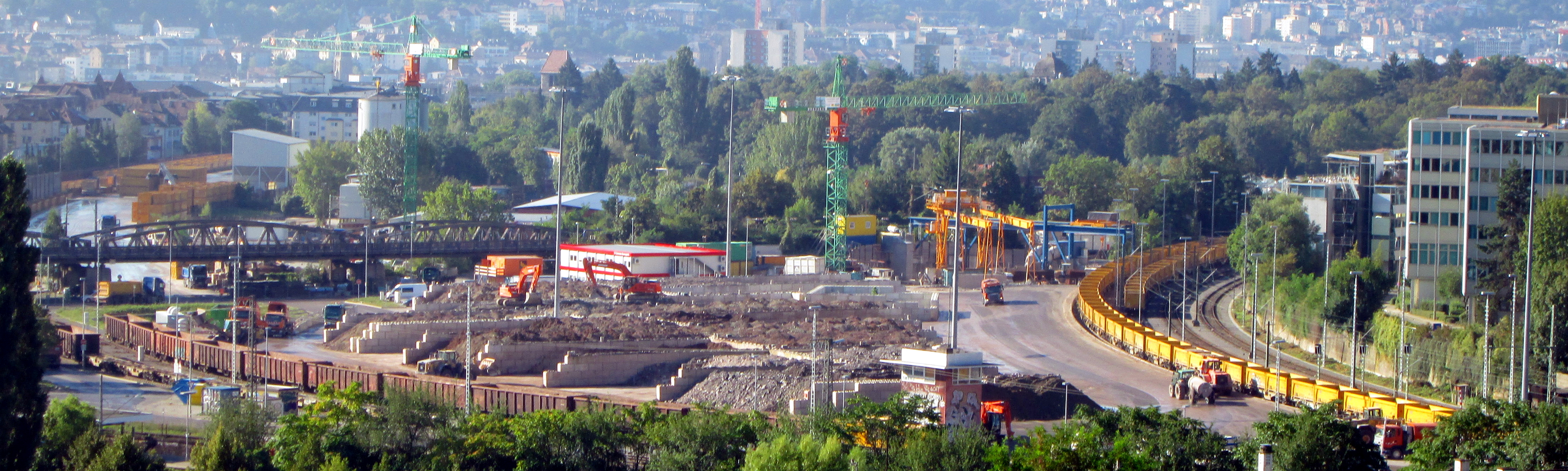
Baulogistikfläche am Nordbahnhof (2016)

Ende Februar 2011 wurde der Auftrag für Baustraßen und Logistikflächen zwischen Hauptbahnhof und Nordbahnhof vergeben. Die Bauarbeiten an der vier Kilometer langen und etwa acht Meter breiten Baustraße zwischen Hauptbahnhof und den zentralen Logistikflächen am Nordbahnhof begannen im Mai 2013, von Juli bis Oktober 2014 wurde am Mittleren Schloßgarten ein Förderband über die Bundesstraße 14 zum Abtransport des Aushubs der Tunnelbaustellen eingerichtet.

### Stadtbahn

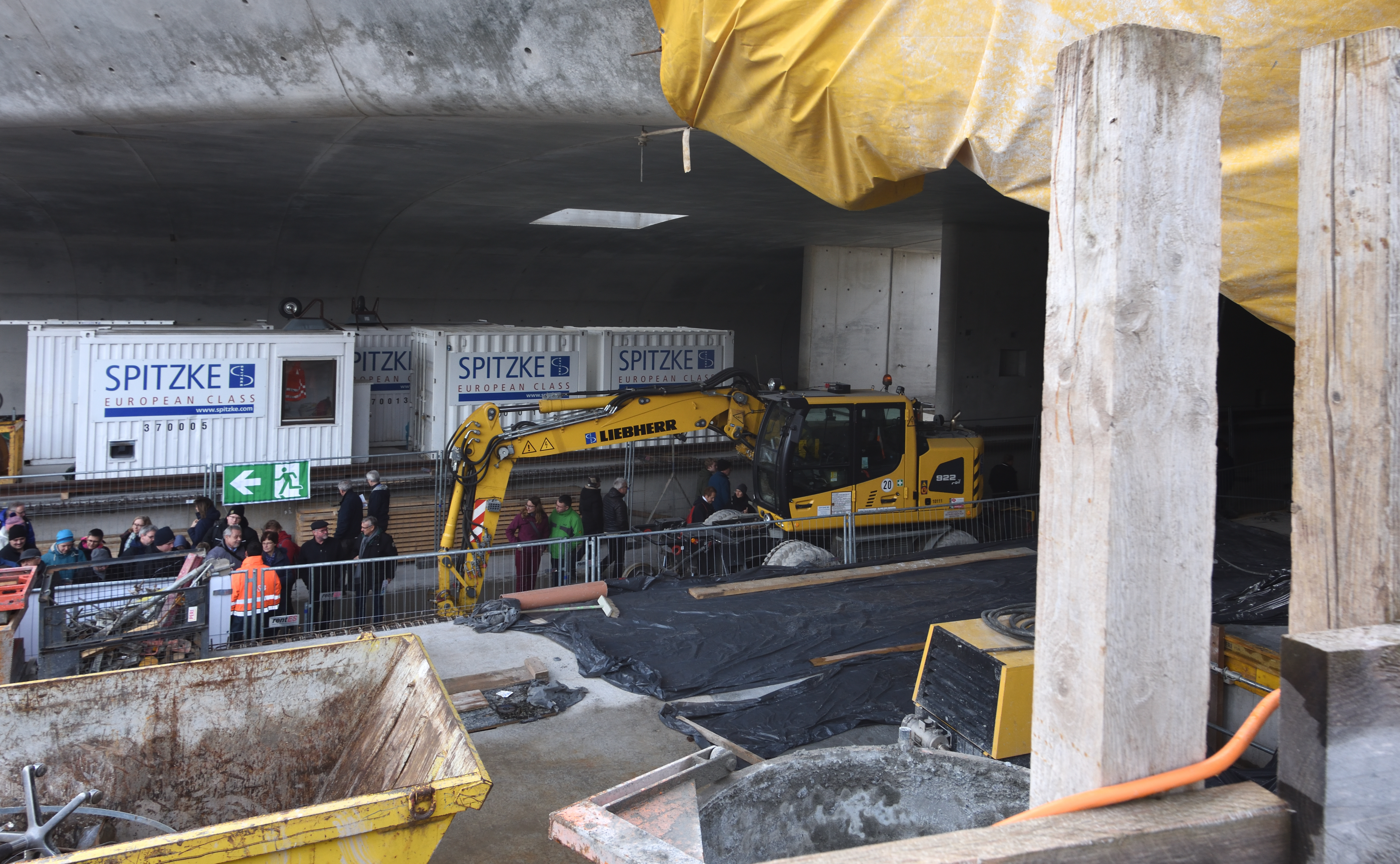
Baustelle Staatsgalerie, Januar 2020

Das Projekt macht eine Verlegung der Stadtbahnhaltestelle Staatsgalerie und des Stadtbahntunnels zwischen den Haltestellen Hauptbahnhof und Türlenstraße notwendig. Etwa Anfang Juli 2010 einigten sich die Deutsche Bahn und die Stuttgarter Straßenbahnen (SSB) über die Verteilung der Kosten in Höhe von 132 Millionen Euro.
Der Stadtbahntunnel Heilbronner Straße befindet sich seit März 2013 in Bau. Die beiden Tunnelröhren wurden am 20. Juli 2013 angeschlagen. Die SSB veranschlagen ein Dreivierteljahr bis zum Durchschlag der Tunnelröhren. Die neue Strecke soll Anfang 2016 in Betrieb gehen und die neue Stadtbahntrasse zwischen dem Hauptbahnhof und der neuen Stadtbibliothek ermöglichen.
Voraussetzung für den Bau der neuen Stadtbahnhaltestelle Staatsgalerie ist der Bau des Bahnhofsegments 22, auf dem sich dann die neue Stadtbahnhaltestelle gründen soll. Die Bauarbeiten für die neue Haltestelle haben 2018 begonnen und sollen Ende 2020 abgeschlossen sein.

### Ehemalige Bahndirektion

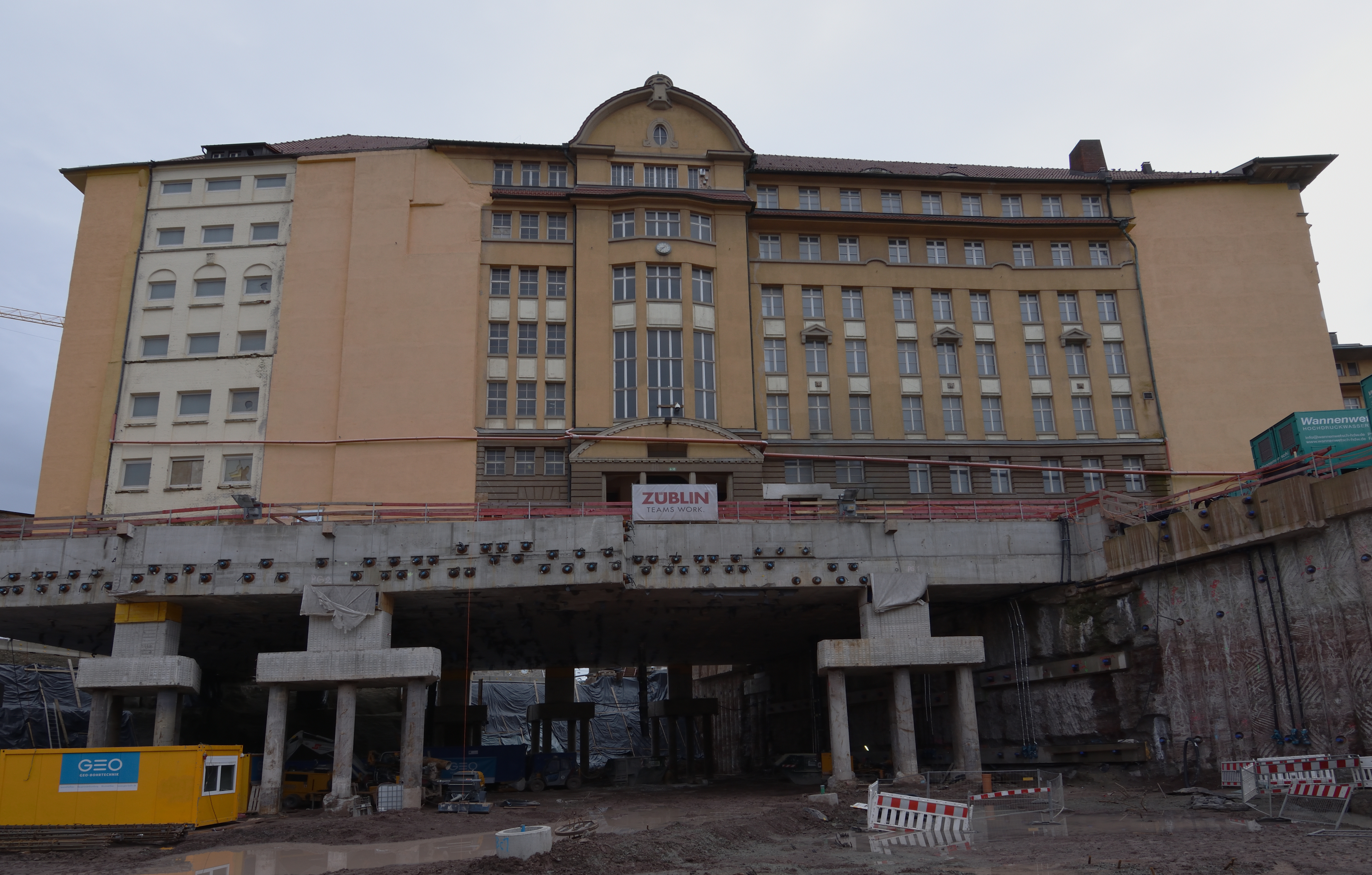
Die ehemalige Bahndirektion, auf Pfeiler gesetzt

Mitte 2017 wurde das Gebäude der ehemaligen Bahndirektion untergraben und auf eine 1,3 m dicke Betonplatte gesetzt. Diese ruht ihrerseits auf einigen Stützen, zwischen denen die Baumaschinen und -Fahrzeuge rangieren können. Die Bahn hatte den Abriss und Wiederaufbau des 1911–1912 erbauten Gebäudes angestrebt. Die Stadt Stuttgart bestand jedoch auf dem Erhalt.

### Bahnhof Stuttgart-Feuerbach

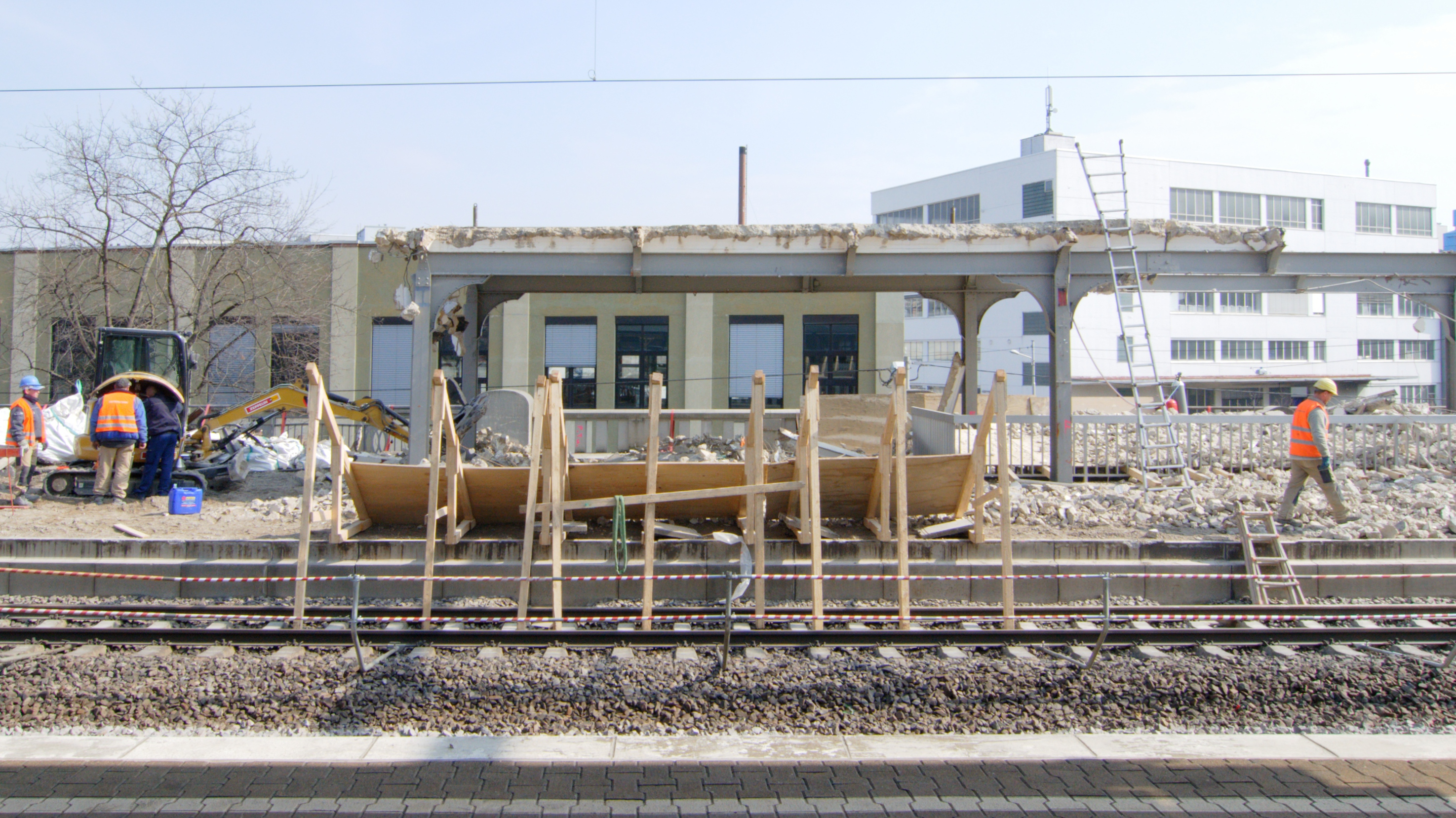
Abrissarbeiten am Feuerbacher Bahnhof, März 2013

Die Bauarbeiten im Bahnhof Stuttgart-Feuerbach begannen am 30. Oktober 2012. Bis Dezember 2012 wurden neue Oberleitungsmasten errichtet und mit der Verfüllung der Bahnsteigunterführung begonnen. 2013 wurde der Bahnsteig 3 abgerissen, um Platz für die neuen Gleisanlagen zu schaffen. Der Rohbau soll Mitte 2021 fertiggestellt werden.

## Kommentare
1. ↑  Abfahrt und Ankunft werden in den vorliegenden Unterlagen offenbar als separater „Zug“ betrachtet.